# Musée des Beaux-Arts de Nancy
Pour les articles homonymes, voir Musée des Beaux-Arts et Mban.
Le musée des Beaux-Arts de Nancy est installé dans l’un des pavillons qui borde la place Stanislas, au cœur de l’ensemble urbain du XVIIIe siècle inscrit au patrimoine mondial de l’humanité par l’Unesco. Le musée expose une importante collection de peintures européennes et est largement ouvert sur le design, avec notamment une galerie consacrée à Jean Prouvé ou encore à la manufacture Daum.

## Histoire
La fondation du musée des Beaux-Arts de Nancy intervient, comme pour d’autres institutions muséales françaises, en pleine période révolutionnaire. Les premières collections sont constituées à partir des saisies des biens du clergé ou encore des familles aristocrates qui émigrent pour fuir la France et la Révolution.
Sous le Premier Empire, à la faveur de la signature du traité de paix entre la France et l’Autriche à Lunéville en 1801, Napoléon Ier fait venir en Lorraine 30 tableaux provenant du Museum Central (actuel musée du Louvre). Ainsi, le musée de Nancy reçoit-il un ensemble important de peintures françaises des XVIIe et XVIIIe siècles. La même année, le musée bénéficie, à l’instar de 15 autres musées en France, d’envois d’œuvres dans le cadre du décret Chaptal. Ces peintures proviennent de collections françaises saisies ou des conquêtes napoléoniennes en Italie. Parmi les premières œuvres à former les collections du musée des Beaux-Arts de Nancy, certaines sont des commandes de la famille ducale de Lorraine :
- L'Annonciation par Le Caravage (1608)[2]
- une copie des célèbres Les Noces de Cana (Véronèse) réalisée par Claude Charles en 1702 pour le couvent des Cordeliers de Nancy[3].

Le musée, appelé "museum", change plusieurs fois d’implantation au début de son histoire, avant d’être installé par le Conseil municipal du 18 mai 1825 dans l’Hôtel de Ville de Nancy.
- 1791-1792 : Hôtel de l'Université de Nancy (rez-de-chaussée)
- 1793-1804 : ancienne chapelle désaffectée du couvent de la Visitation
- 1804-1814 : locaux de l'ancienne université, actuelle bibliothèque patrimoniale Stanislas
- 1814-1828 : ancien collège royal de médecine (actuel pavillon occupé par le musée)
- 1828-1936 : Hôtel de Ville de Nancy

Le musée en 1896, alors à l'hôtel de ville. Nancy monumentale et pittoresque, biblioth̠èque municipale de Nancy
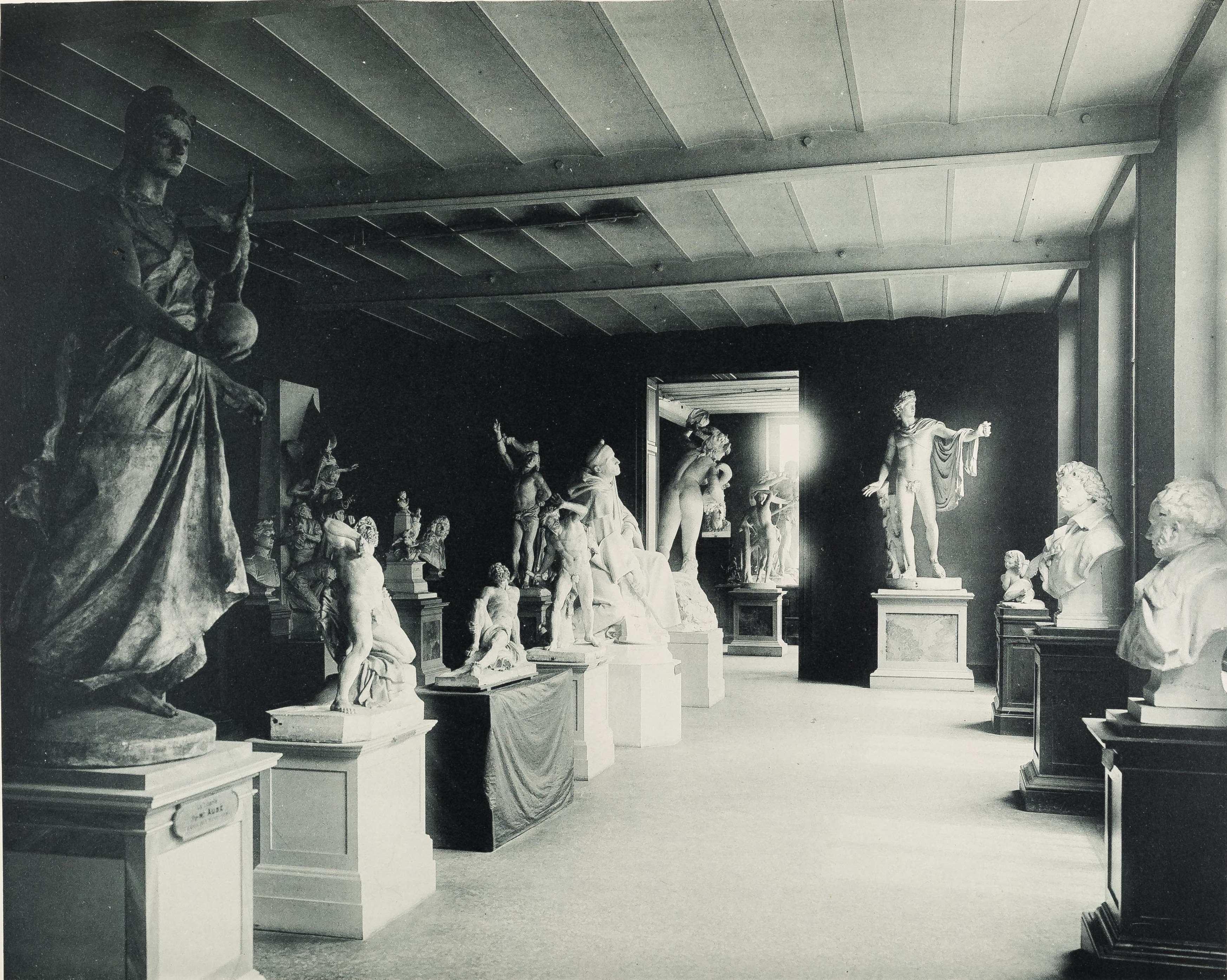
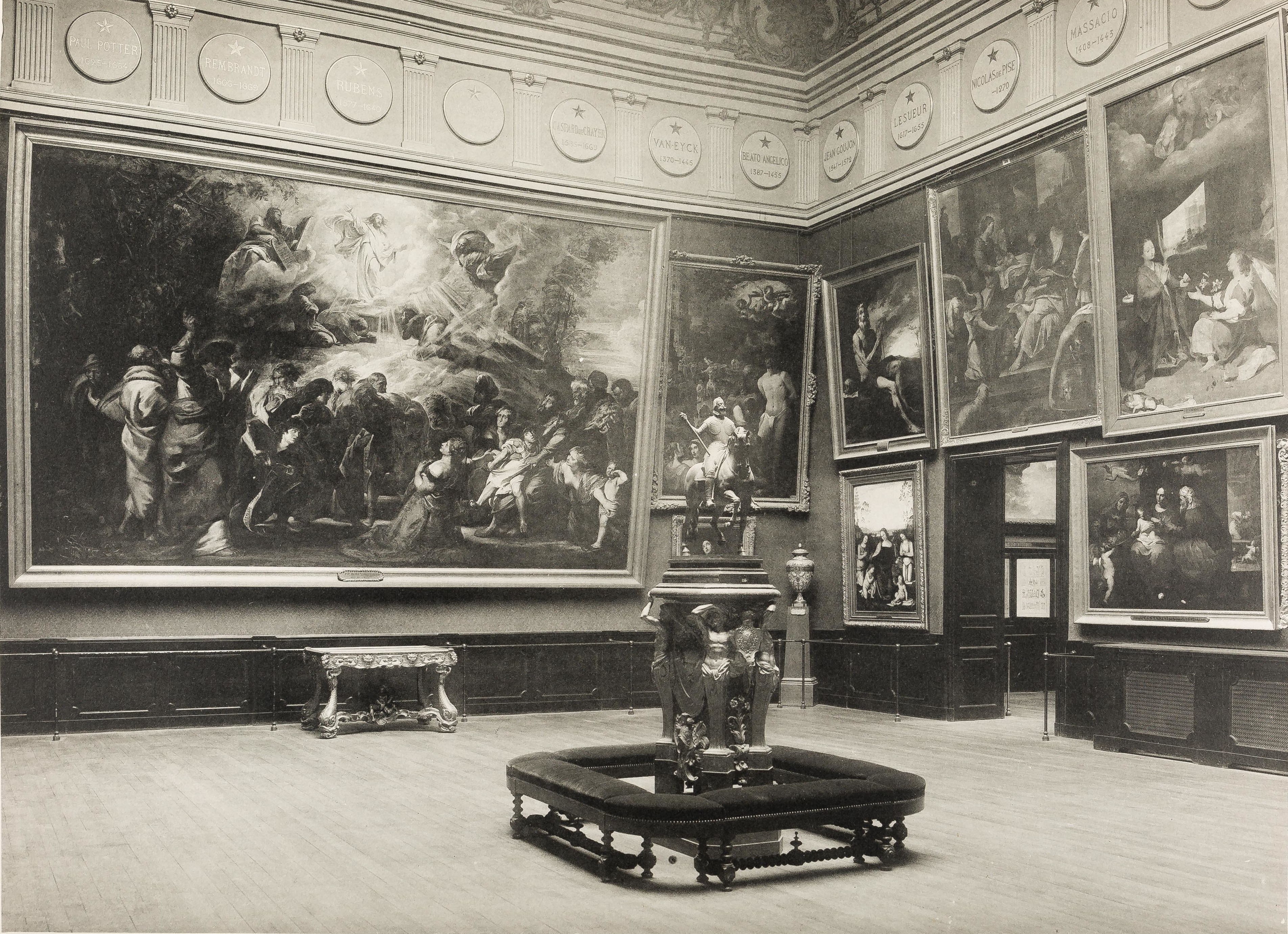

En 1936, il déménage dans le pavillon qu’il occupe toujours place Stanislas, soit l’ancien Collège royal de médecine. Le musée bénéficie alors d’une extension due à Jacques et Michel André.

## Architecture et muséographie
Le pavillon qui abrite le musée depuis 1936 appartient à l’ensemble conçu par l’architecte Emmanuel Héré au milieu du XVIIIe siècle pour l’ancien roi de Pologne et duc de Lorraine et de Bar, Stanislas. La façade principale présente donc un style classique, dans un ensemble rocaille inscrit au patrimoine mondial de l’humanité par l’Unesco. Ce pavillon est installé sur les anciennes fortifications de Nancy, dont le bastion d'Haussonville ,,, construit au XVe siècle, que le visiteur peut découvrir au niveau -1 du musée.
En 1936, le pavillon est modernisé et étendu par les architectes Jacques et Michel André, lauréat du concours d’architecture lancé par la municipalité pour le musée, 5 ans plus tôt. Les architectes proposent une aile dans la continuité du pavillon XVIIIe, sur deux niveaux. La façade sur jardin constitue un élément important du projet des architectes, elle sera reprise en 2019 pour l’affiche de l’exposition organisée à l’occasion des 20 ans de la deuxième rénovation de l’établissement. L’escalier à double volée, aux lignes Art déco, tout en béton, constitue l’autre élément marquant de cette extension.
En février 1999, à l’issue de travaux d’extension spectaculaires (dont une importante fouille archéologique), une nouvelle aile contemporaine conçue par l’agence de Laurent Beaudouin, est inaugurée. Les surfaces d’exposition sont alors multipliées par deux, un auditorium est créé. En 2001, un cabinet consacré à la conservation des arts graphiques (réserve) est aménagé afin d'accueillir une importante donation, alors anonyme, de plus de 15 000 œuvres. Le nom des donateurs est révélé en 2011, à la mort de Jacques Thuiller. La donation porte aujourd'hui le nom de Jacques et Guy Thuillier.
En 2000, Felice Varini réalise à l'intérieur du musée Ellipse orange évidée par sept disques, une anamorphose visible depuis plusieurs étages. En 2002 est installé L'Hommage à Lamour, œuvre créée in situ par François Morellet : visible depuis la place Stanislas et posée sur le bâtiment de la conservation, il s'agit d'un grand rectangle blanc horizontal, avec en chaque coin des néons jaunes courbés en volutes.
En 2012, le musée rouvre ses portes suite à des travaux d'éclairage et d'économie d'énergie. Une nouvelle muséographie voit alors le jour, intégrant la création d'un espace consacré à Jean Prouvé. Au niveau -1, une galerie est consacrée aux verreries Daum. Des espaces sont également réservés aux arts graphiques ou asiatiques. L'importante collection de peinture est, quant à elle, exposée dans le pavillon XVIIIe selon une présentation chronologique. En 2018, le parcours permanent est remanié pour intégrer des œuvres du Musée Lorrain, déposées pendant les travaux de rénovation du palais des Ducs de Lorraine. À l'avenir, le musée entend développer la présentation de la création contemporaine.

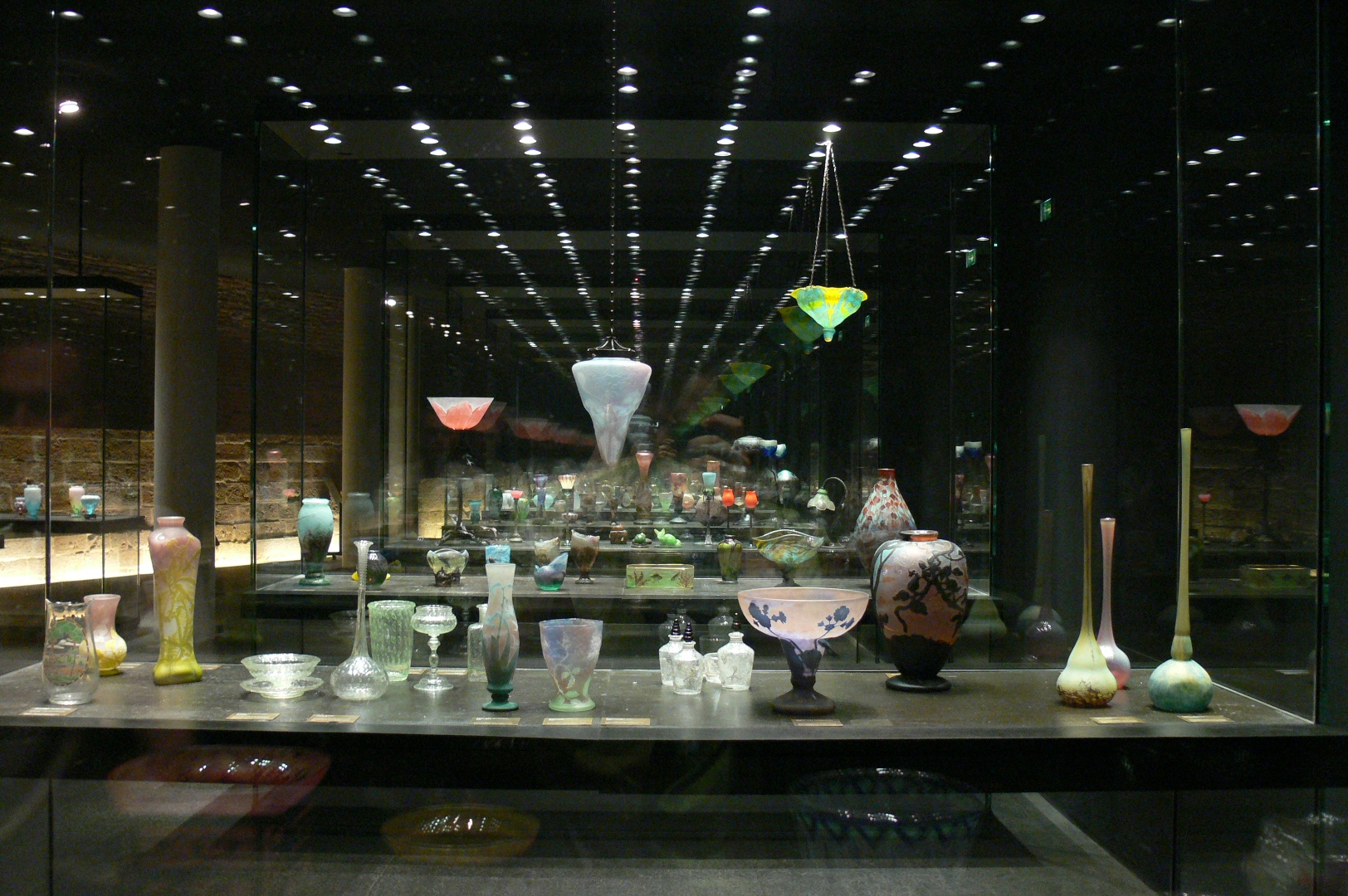
Collection Daum. Les fondations du XVe siècle sont visibles à l'arrière-plan.
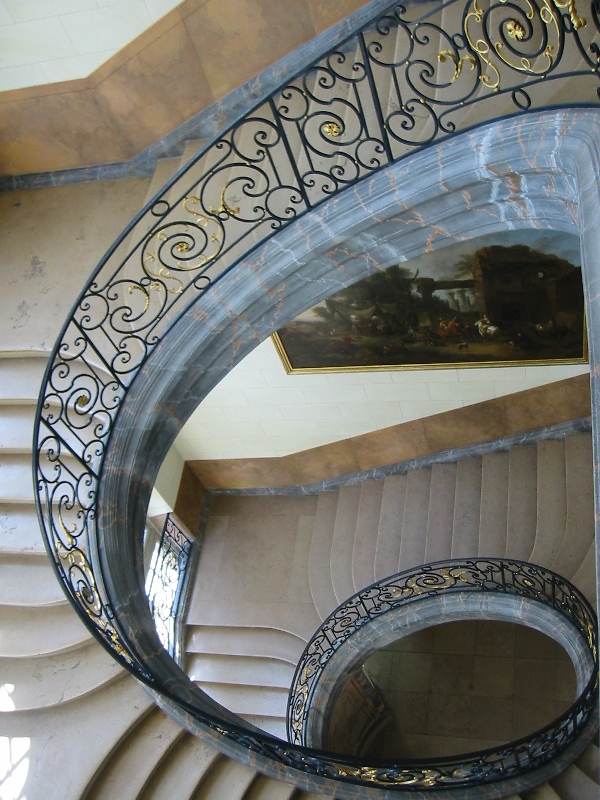
Escalier de l'aile XVIIIe du musée, orné de ferronneries Jean Lamour.
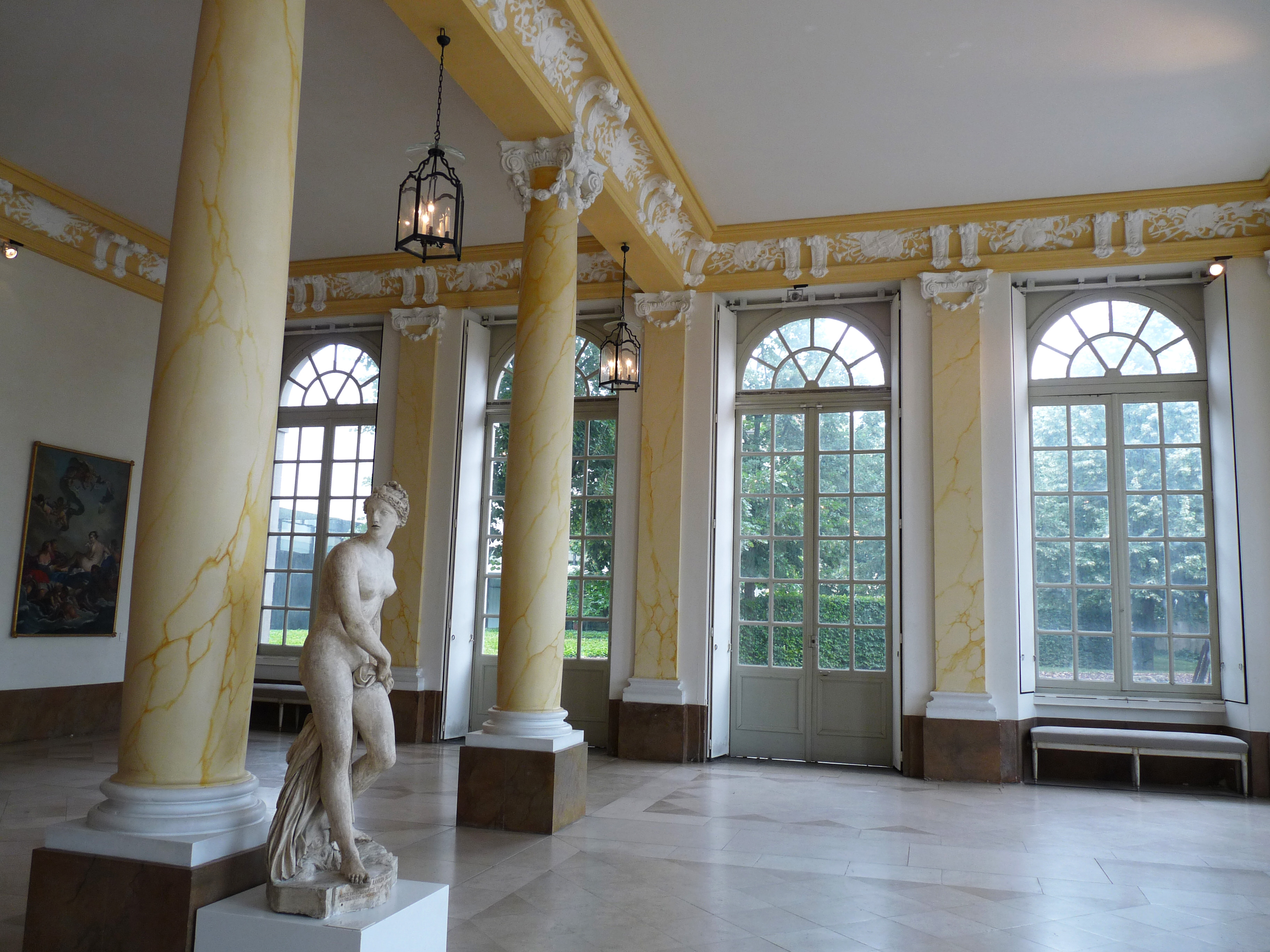
Entrée principale du musée, dite péristyle XVIIIe siècle du musée, vue actuelle.
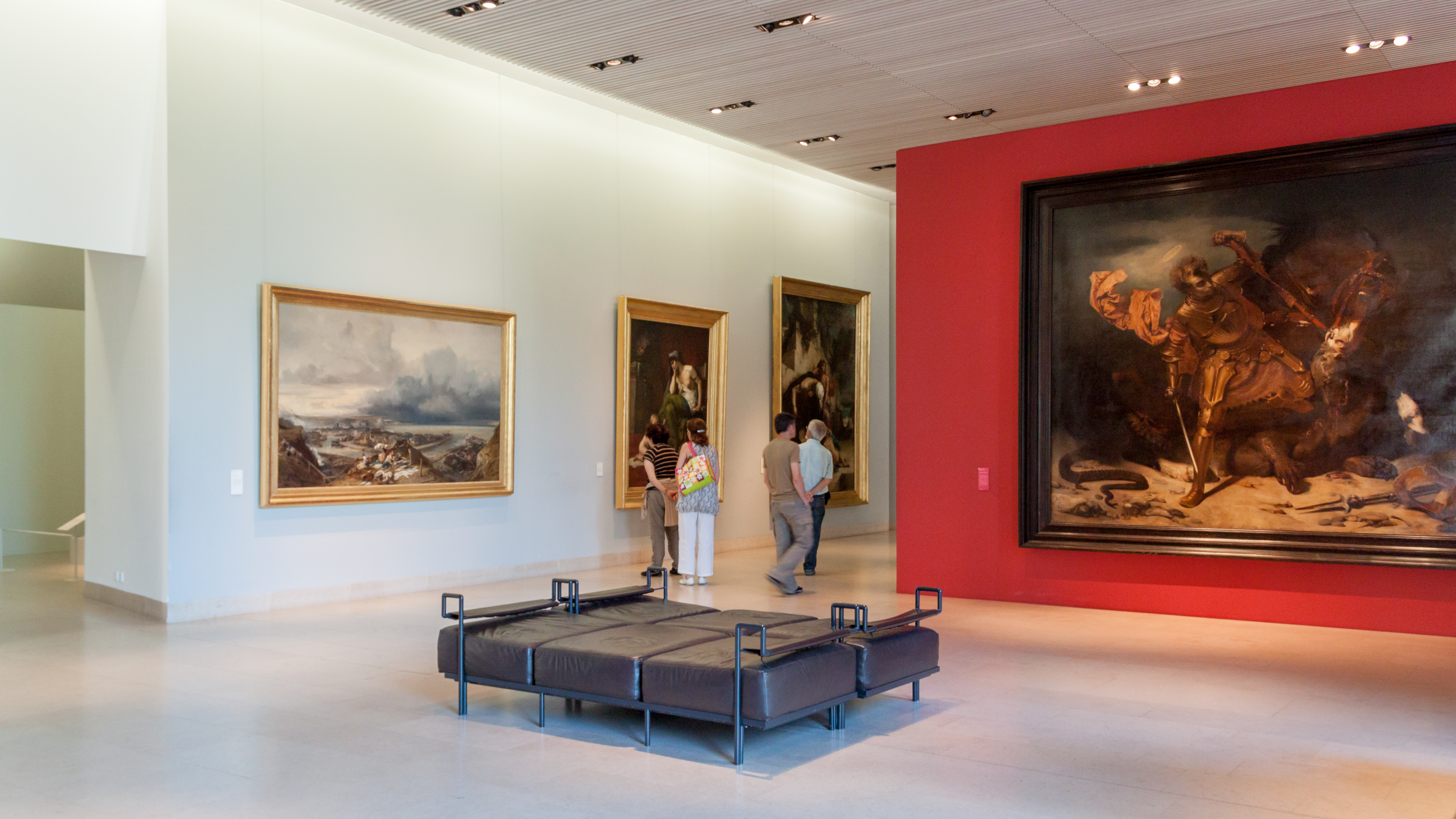
Extension de Laurent Beaudouin, après 1999 - avant 2011.
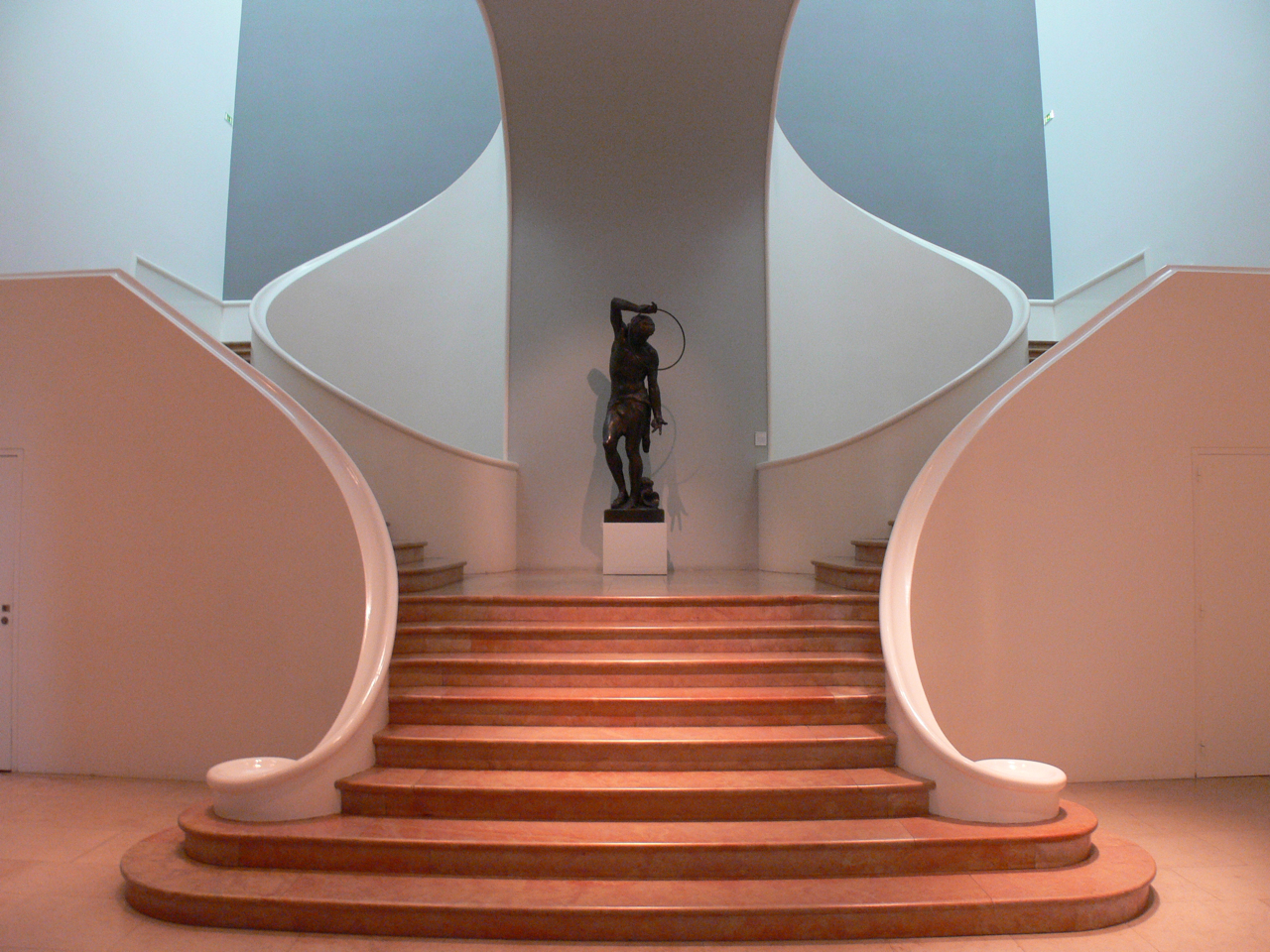
Escalier dit Jacques et Michel André de l'extension 1936 du musée, vue contemporaine.

## Collections
Le musée des Beaux-Arts de Nancy conserve quelque 40 000 œuvres, en majorité des arts graphiques et de la peinture européenne.

### Primitifs italiens et Renaissance (XIVeauXVIesiècle)
Comme pour le reste des collections, les salles du musée sont organisées en termes de confrontation plutôt que par école.
La première salle est consacrée à une prédelle de Mello da Gubbio datant de 1348 représentant les martyres de saint Marien et saint Jacques ainsi que la crucifixion.

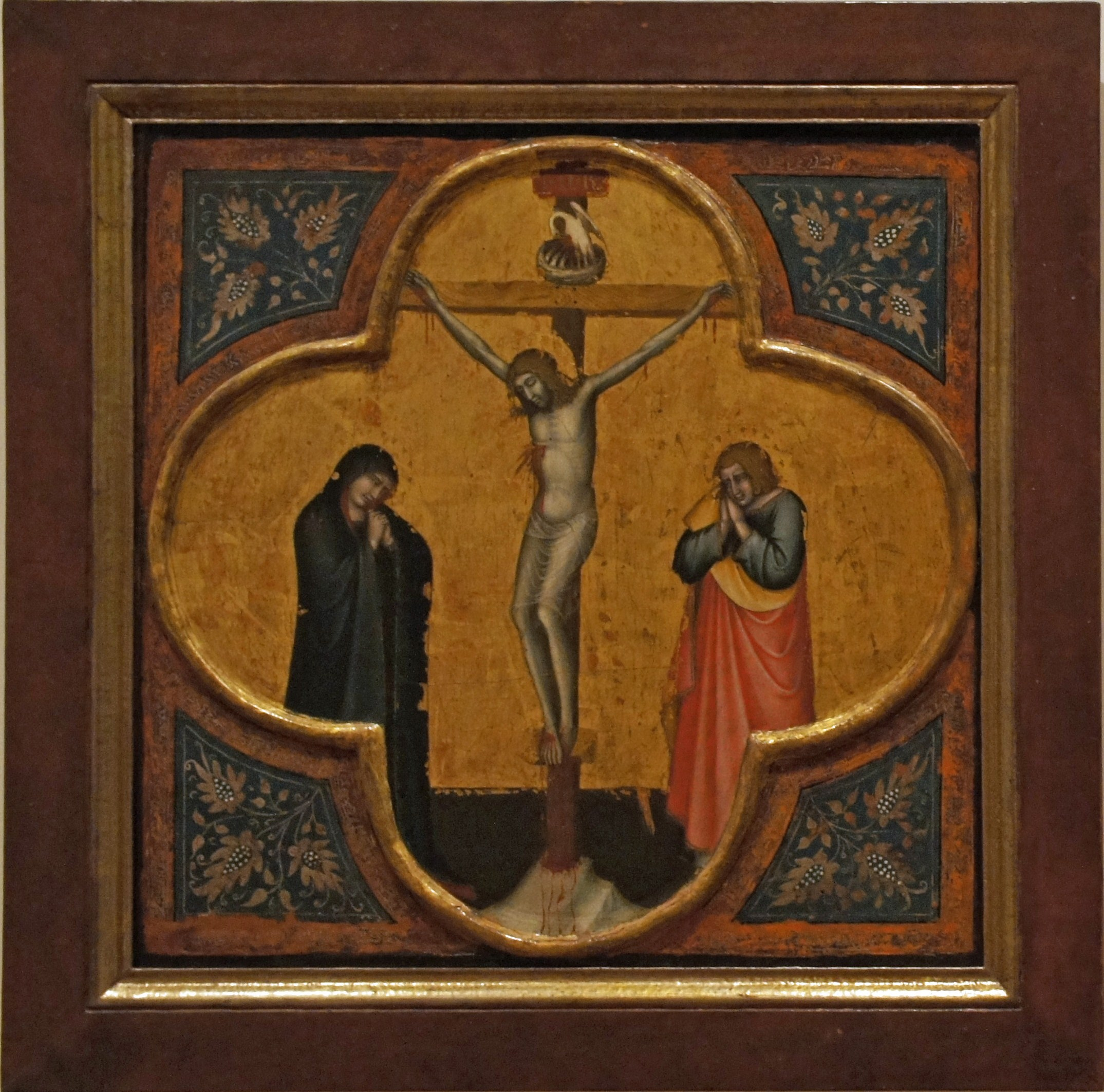
Crucifixion, Mello da Gubbio.
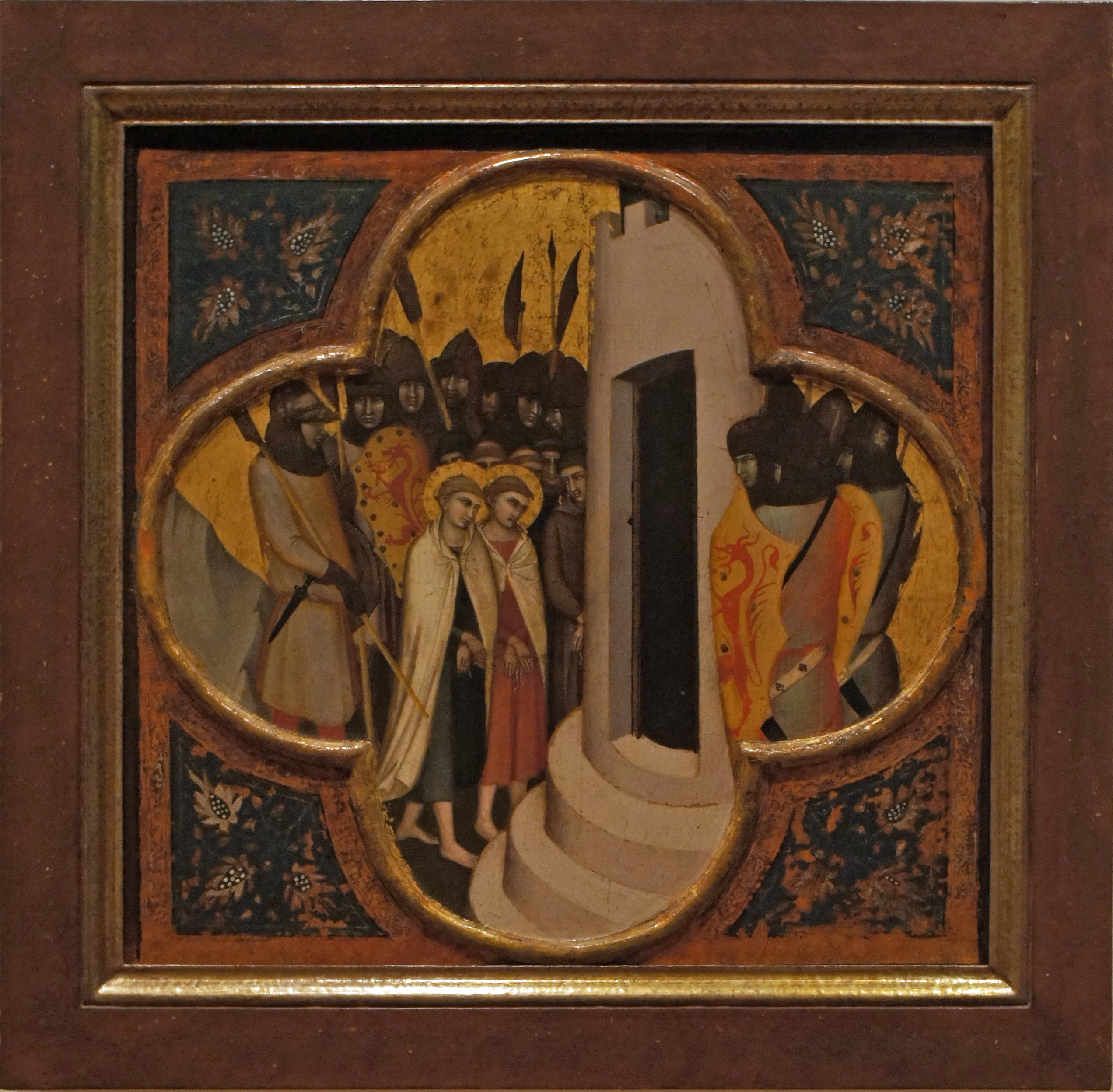
Martyre de saint Jacques, Mello da Gubbio.
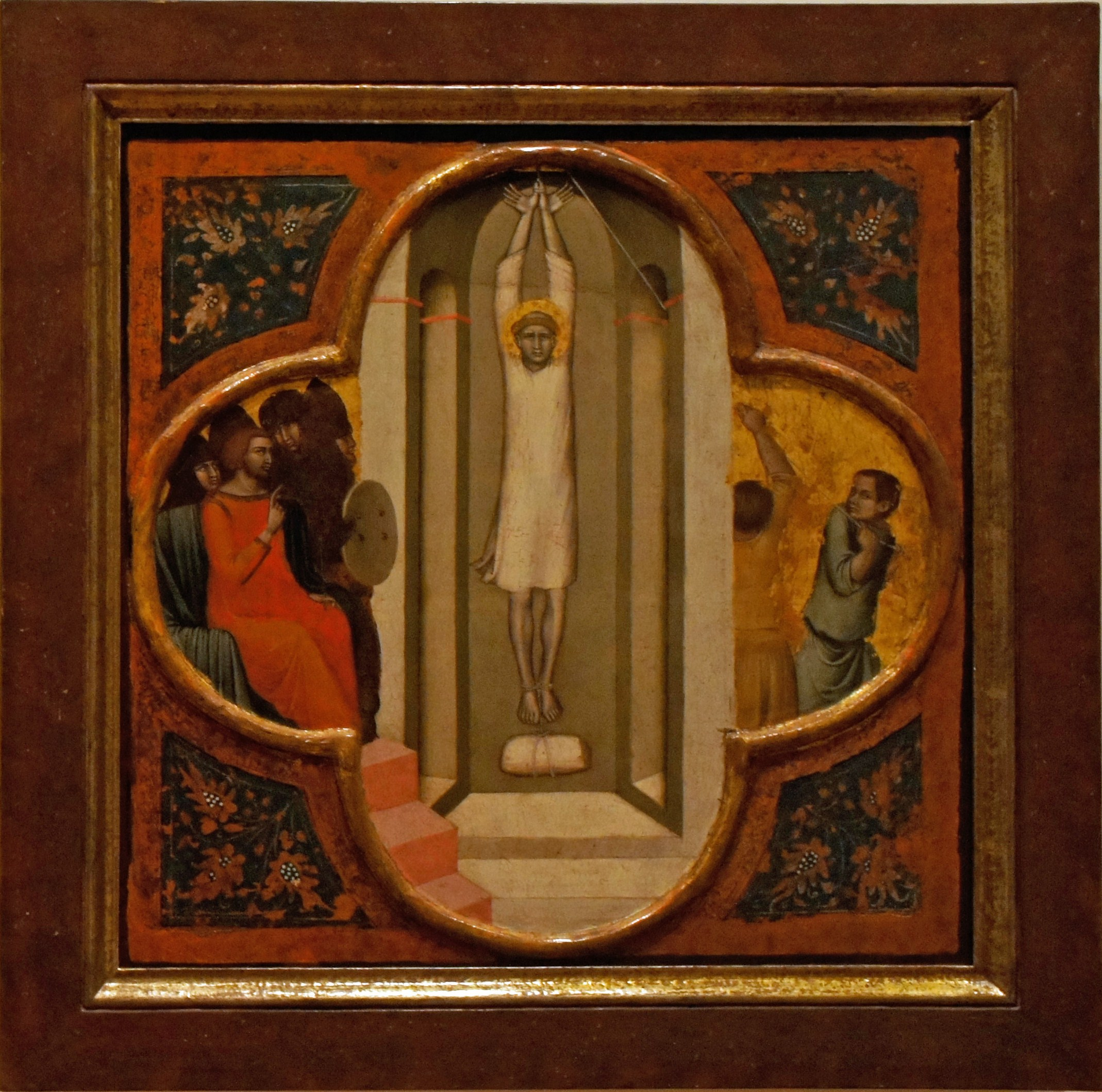
Martyre de saint Marien, Mello da Gubbio.
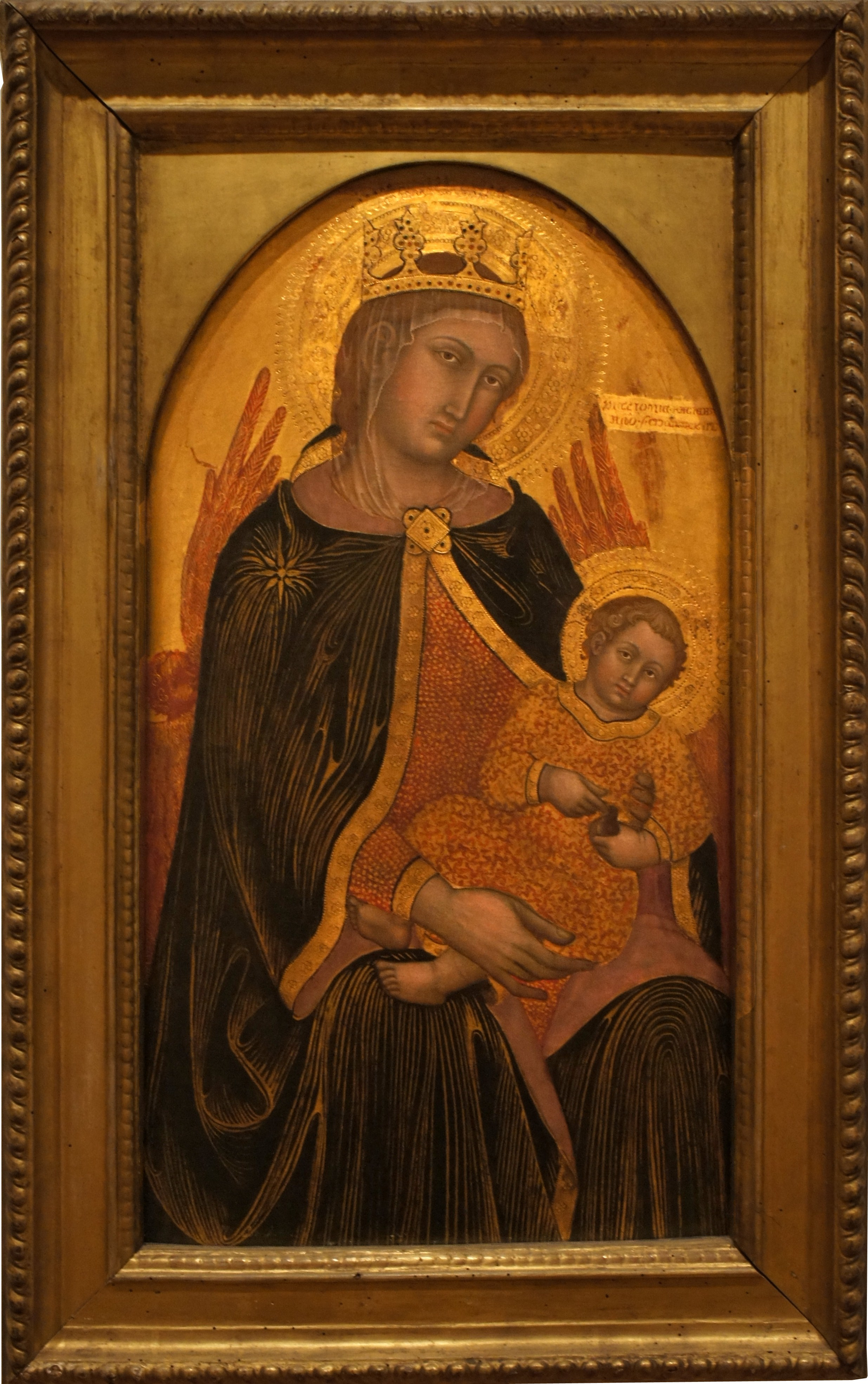
Vierge à l'enfant, Taddeo di Bartolo.
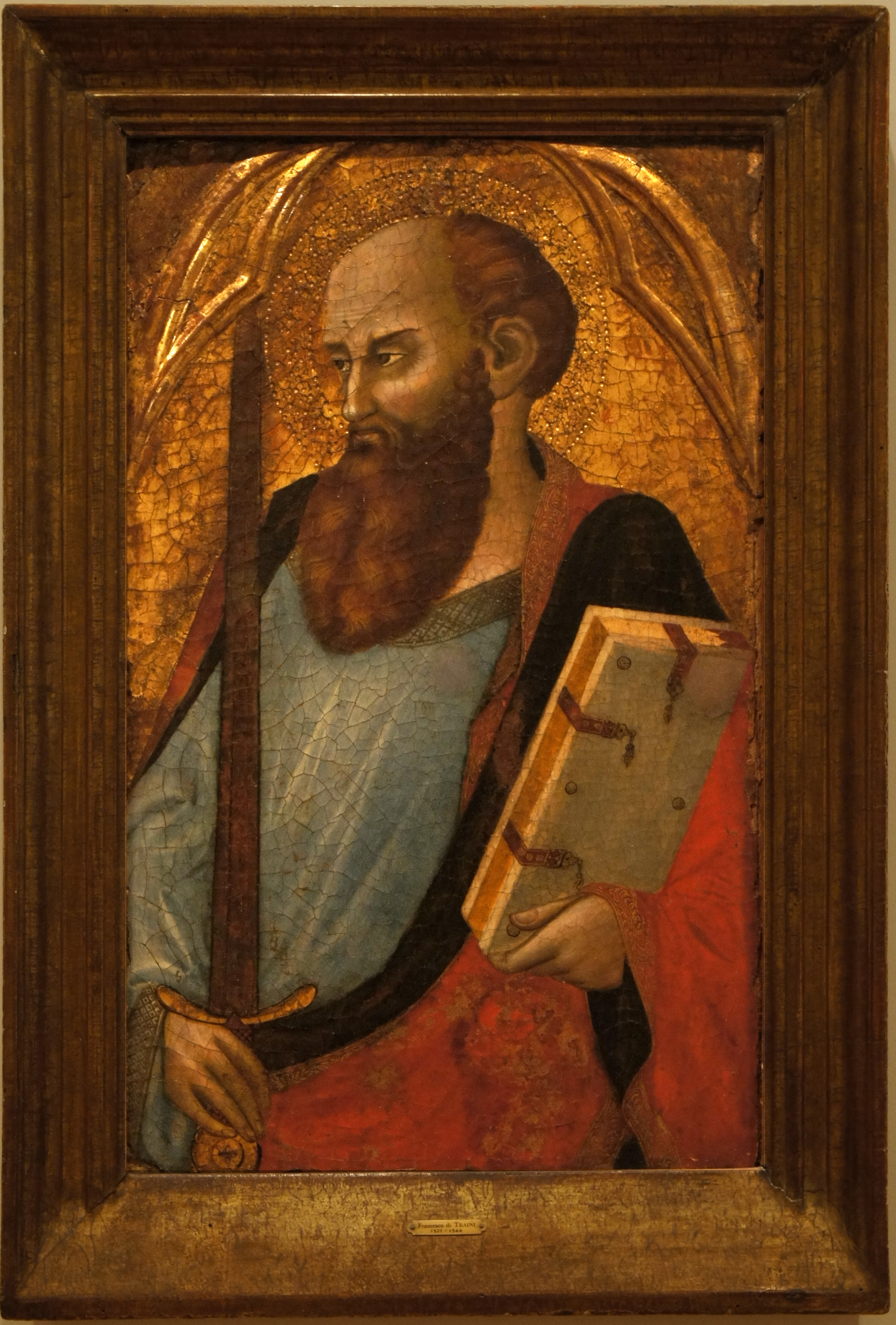
Saint Paul, Francesco Traini.

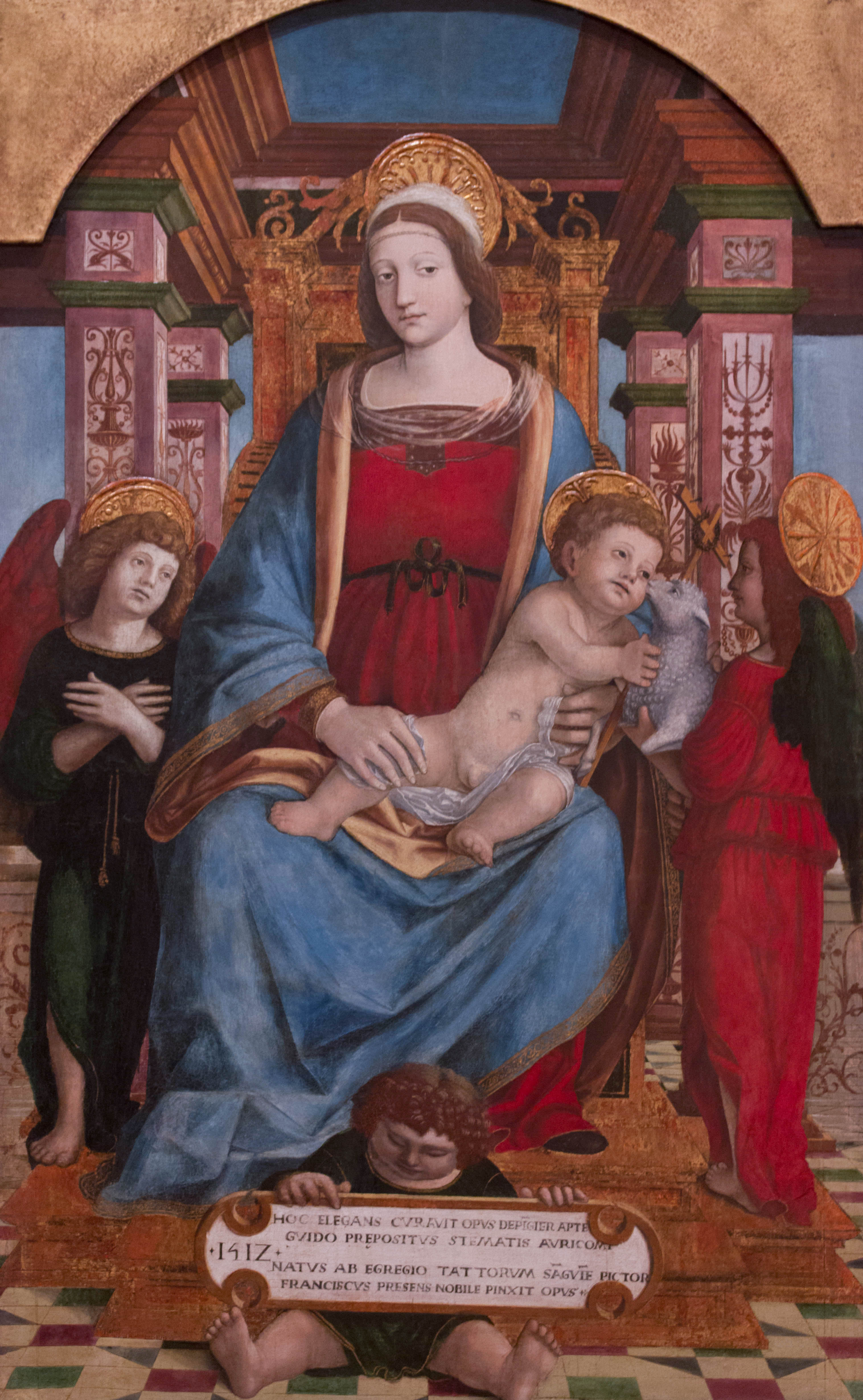
Vierge à l'Enfant assistée par deux anges, 1512, Francesco de Tatti.

La Vierge à l'Enfant assistée de deux anges de Francesco de Tatti illustre l'émergence de la peinture à l'huile et de la perspective.
La première confrontation concerne des œuvres de Wilhelm Stetter, peintre strasbourgeois, mises en regard avec un Tobie conduit par l'ange, peinture quasiment maniériste du Florentin Giovanni Antonio Sogliani, ainsi qu'un retable de Noël Bellemare, représentant la peinture de cour du château de Fontainebleau.

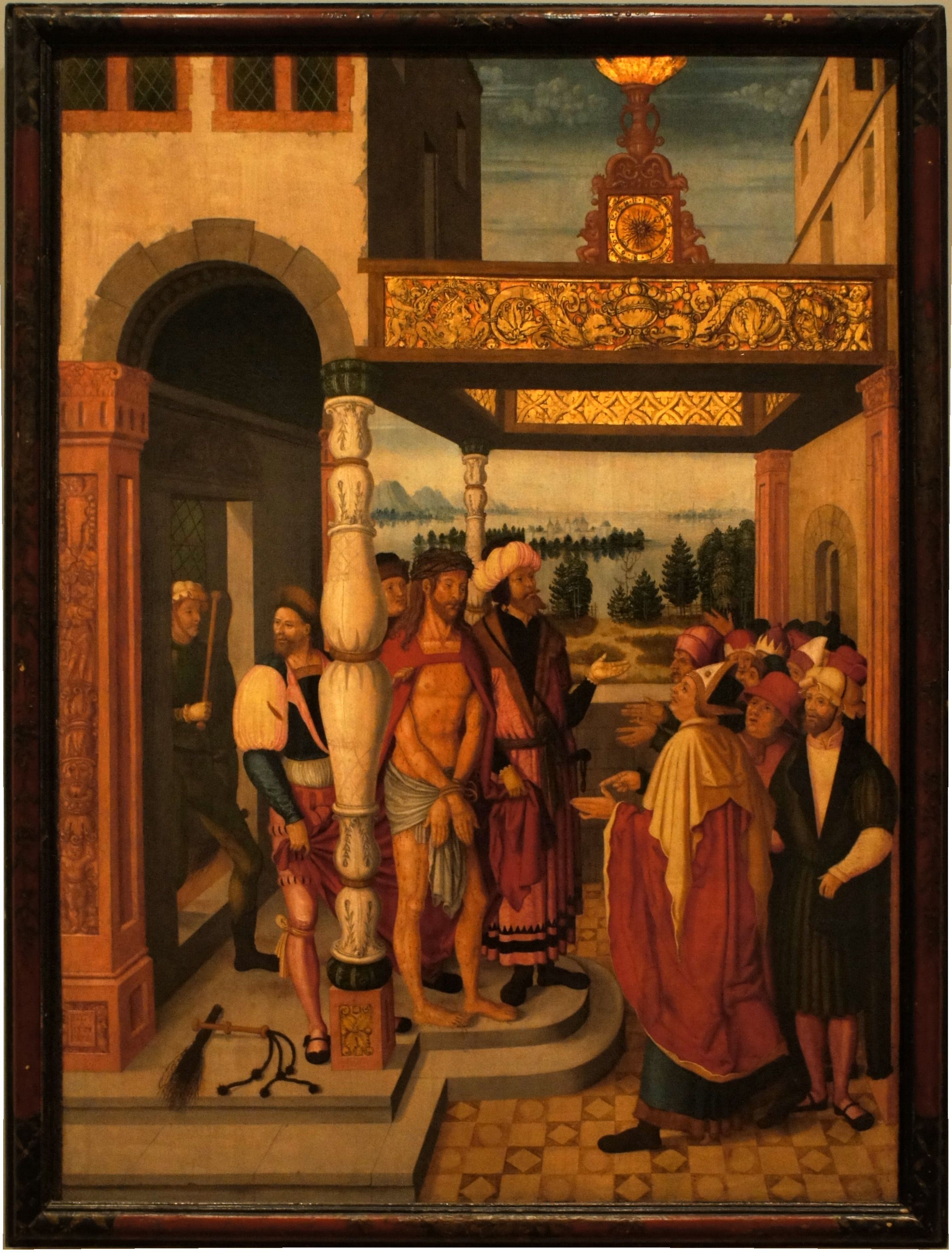
Wilhelm Stetter, Ecce Homo, 1521.
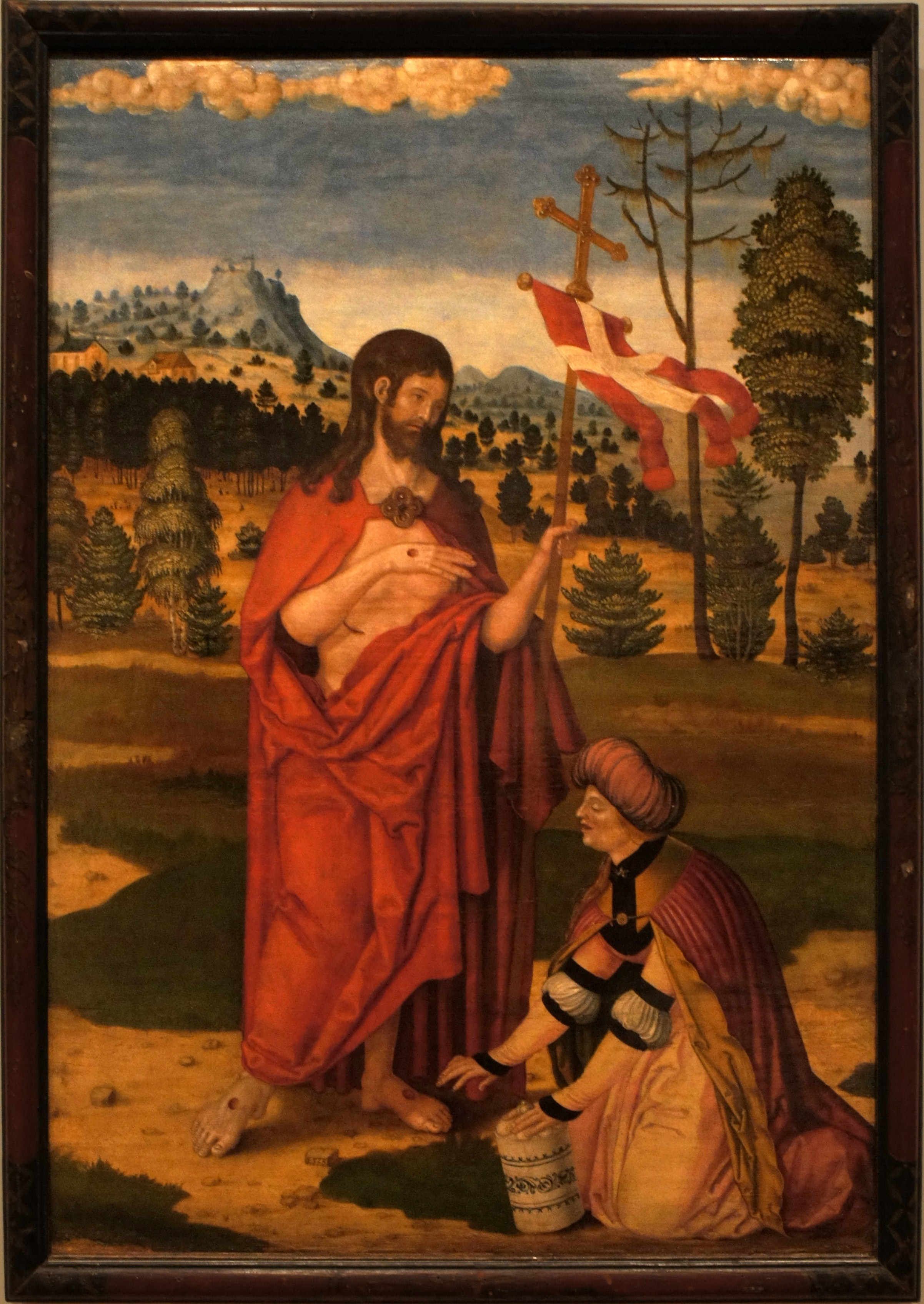
Wilhelm Stetter, Apparition du Christ à Marie Madeleine, 1523.
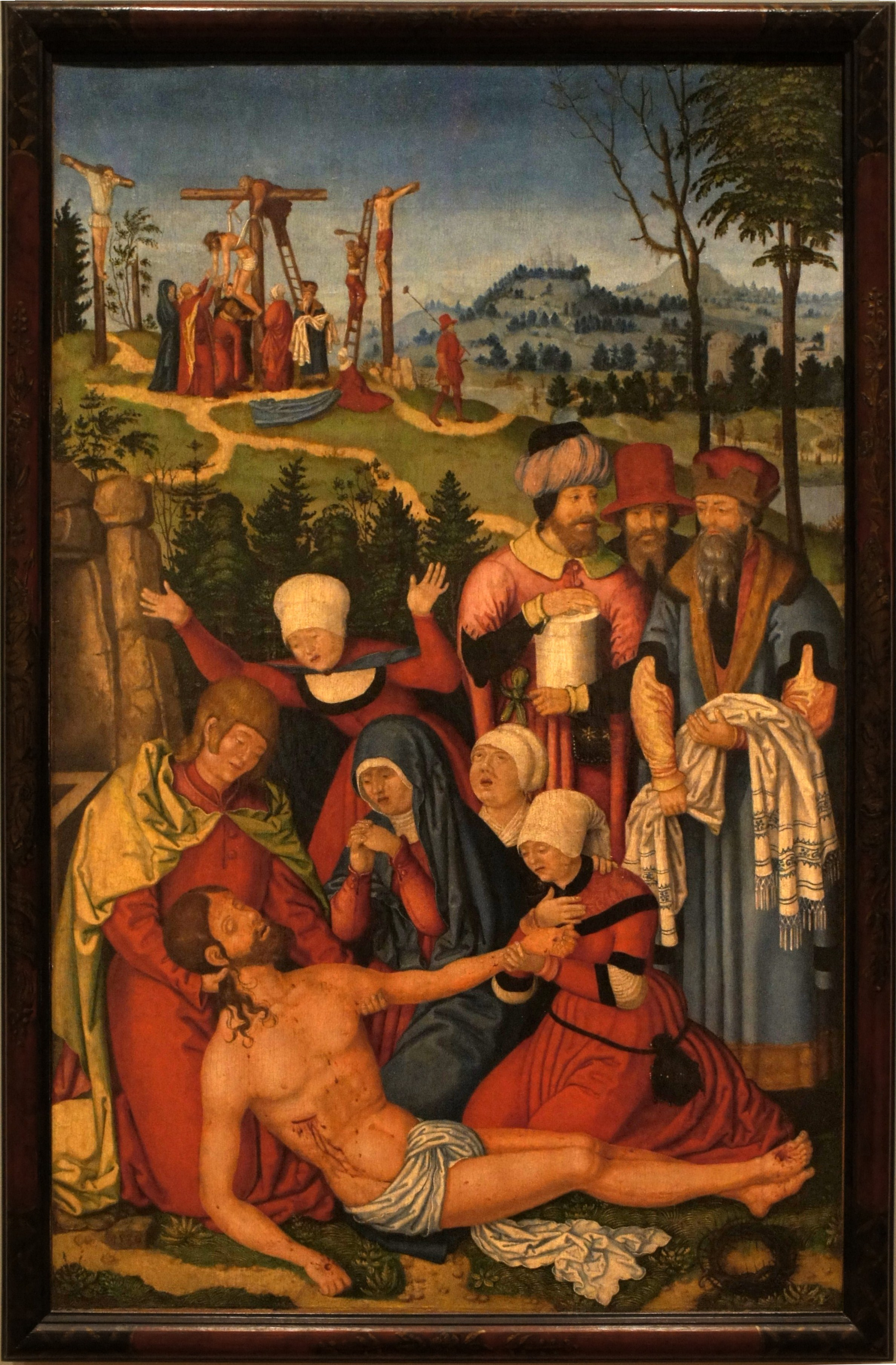
Wilhelm Stetter, La Mise au tombeau.

La Sainte Trinité de Giorgio Vasari montre la recherche d'une esthétique sophistiquée tandis que la Déploration du Christ de Jacopo Robusti, mieux connu comme Le Tintoret, fait preuve d'une esthétique plus trouble et violente. Enfin, la Diane chasseresse de Paolo Fiammingo montre l'émergence du paysage en tant que genre artistique indépendant.

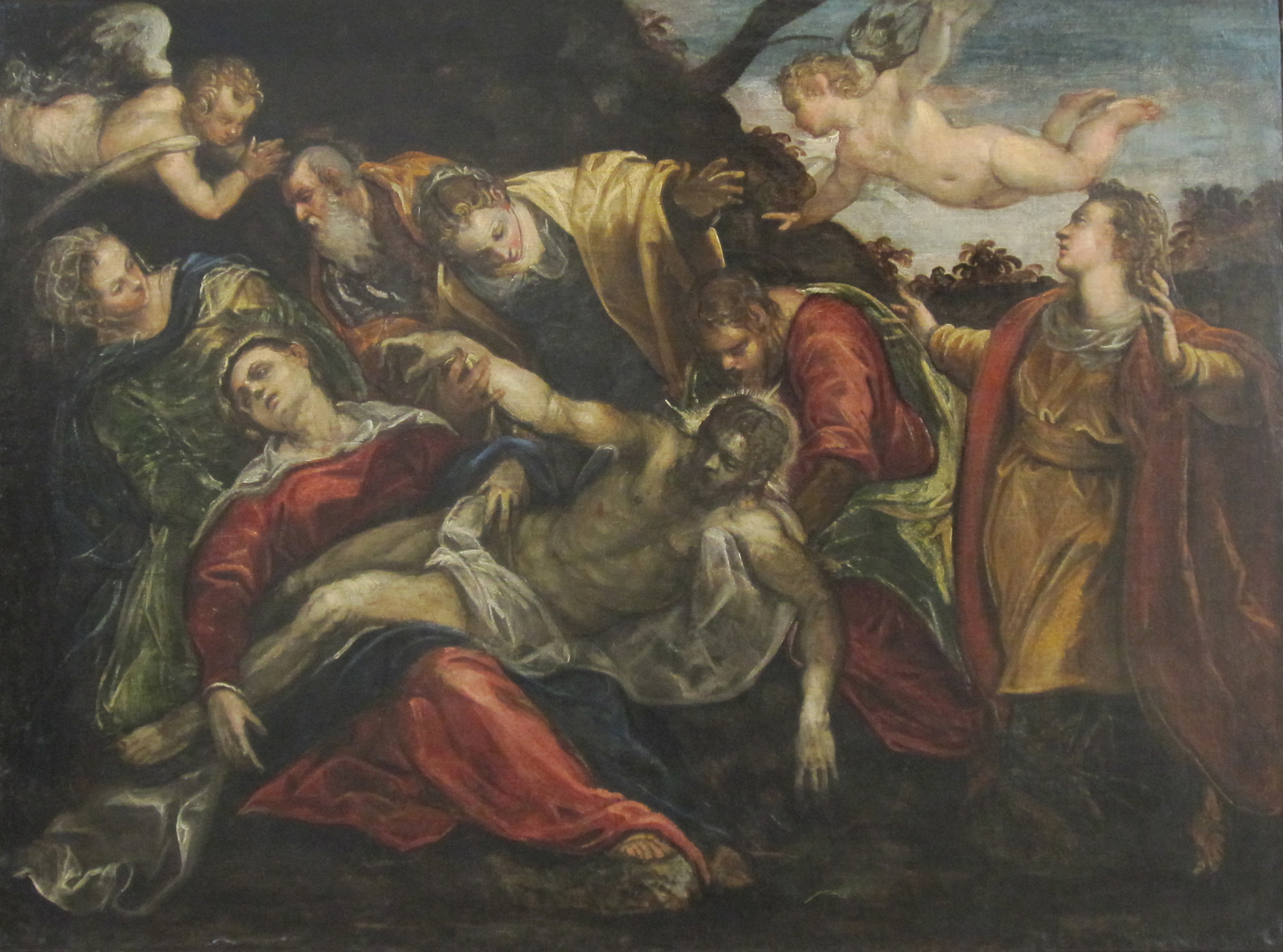
Déploration du Christ, Jacopo Robusti dit le Tintoret, 1580[B 1].

Une section est consacrée aux portraits, avec des œuvres de Corneille de Lyon comme le portrait du cardinal Robert de Lenoncourt ou le Portrait d'homme à la barbe grisonnante, dont le style épuré est à rapprocher de son protestantisme; la même focalisation sur l'âme du modèle plutôt que son statut social se retrouve dans le Portrait de Francesco Soranzo de Jacopo Bassano.

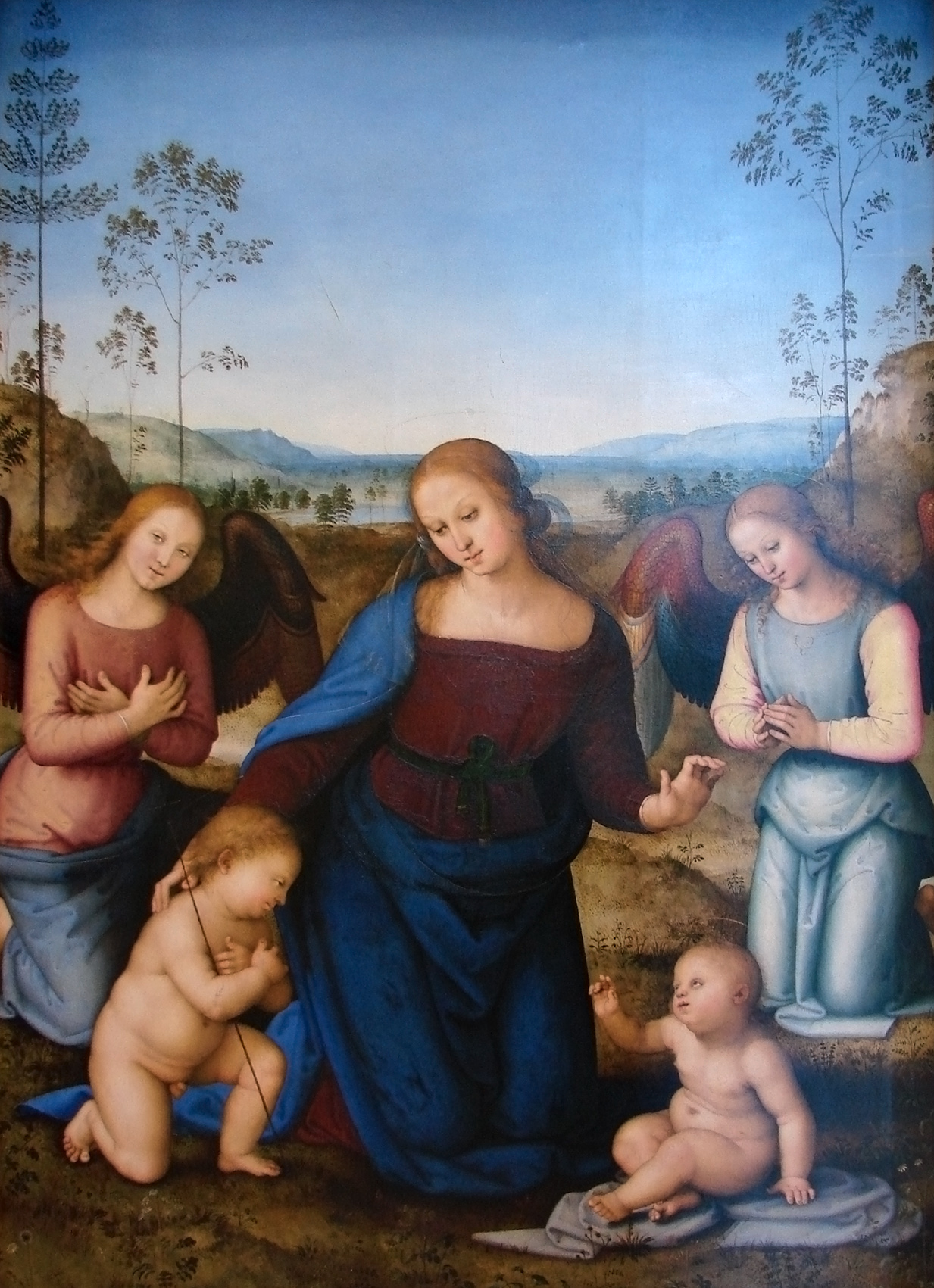
Vierge à l'Enfant, saint Jean et deux anges, Le Pérugin (vers 1505)[B 2].
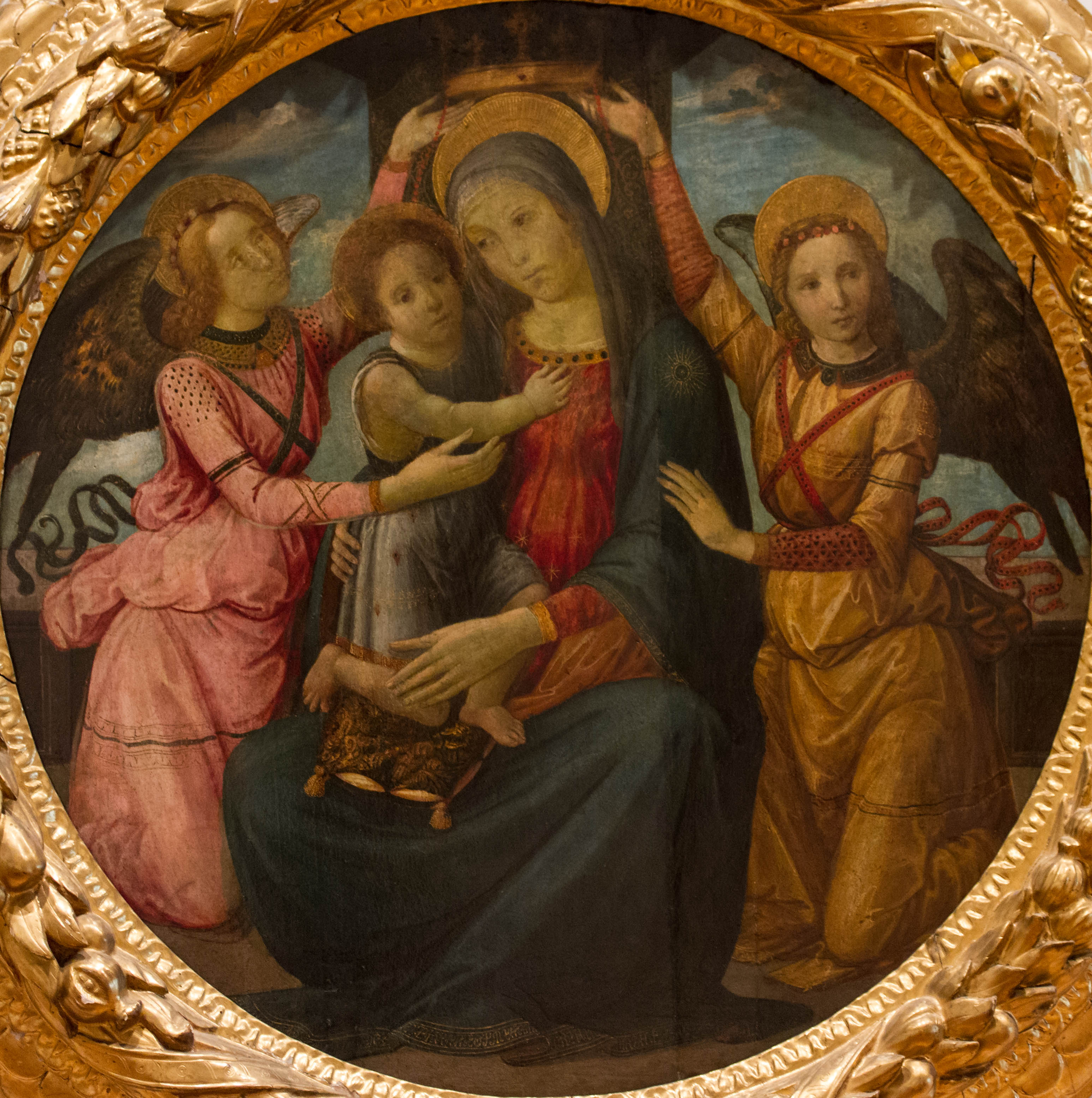
Vierge à l'Enfant couronnée par deux anges, Maître de Marradi.
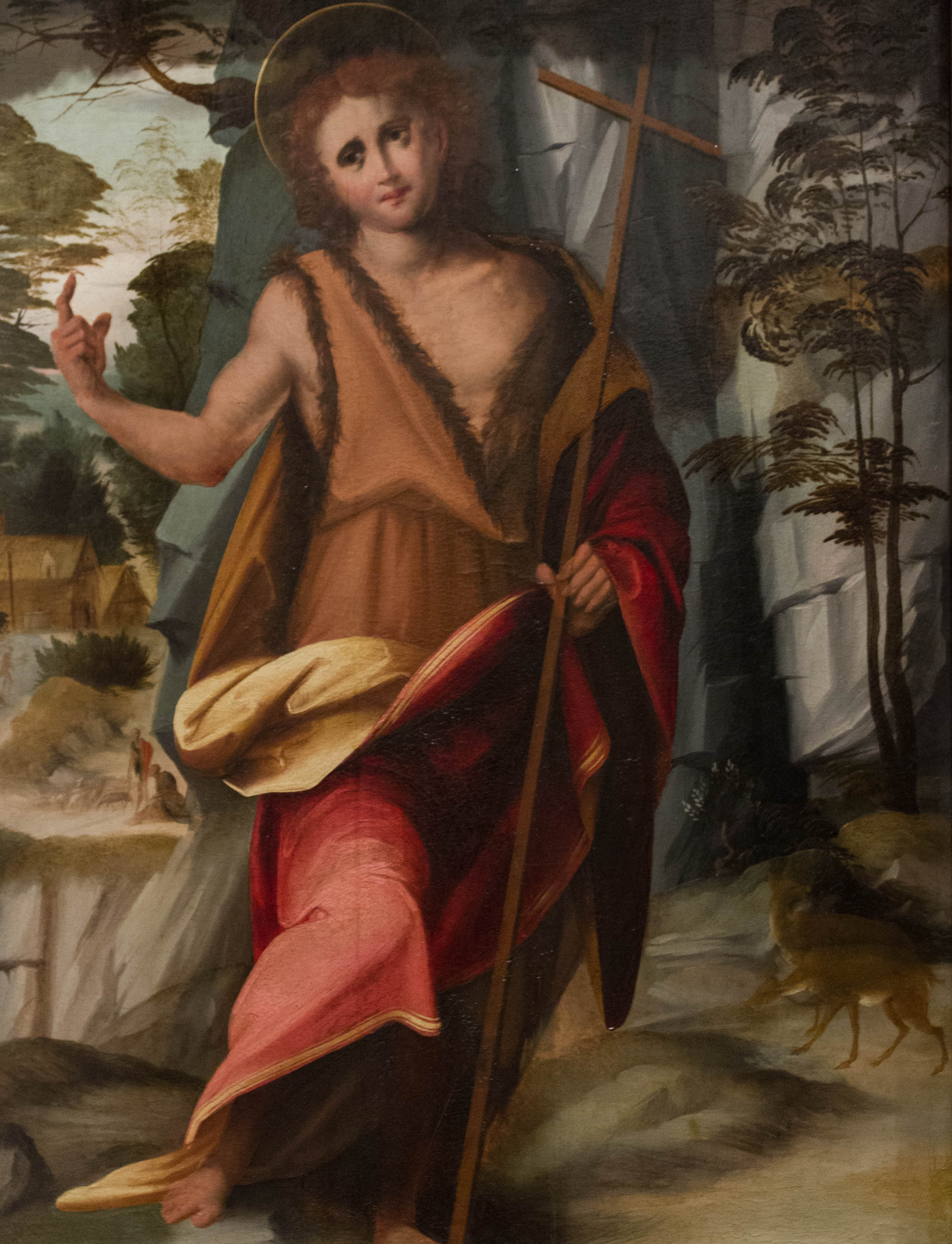
Saint Jean-Baptiste dans le désert, 1510-1512, Giovanni Larciani.
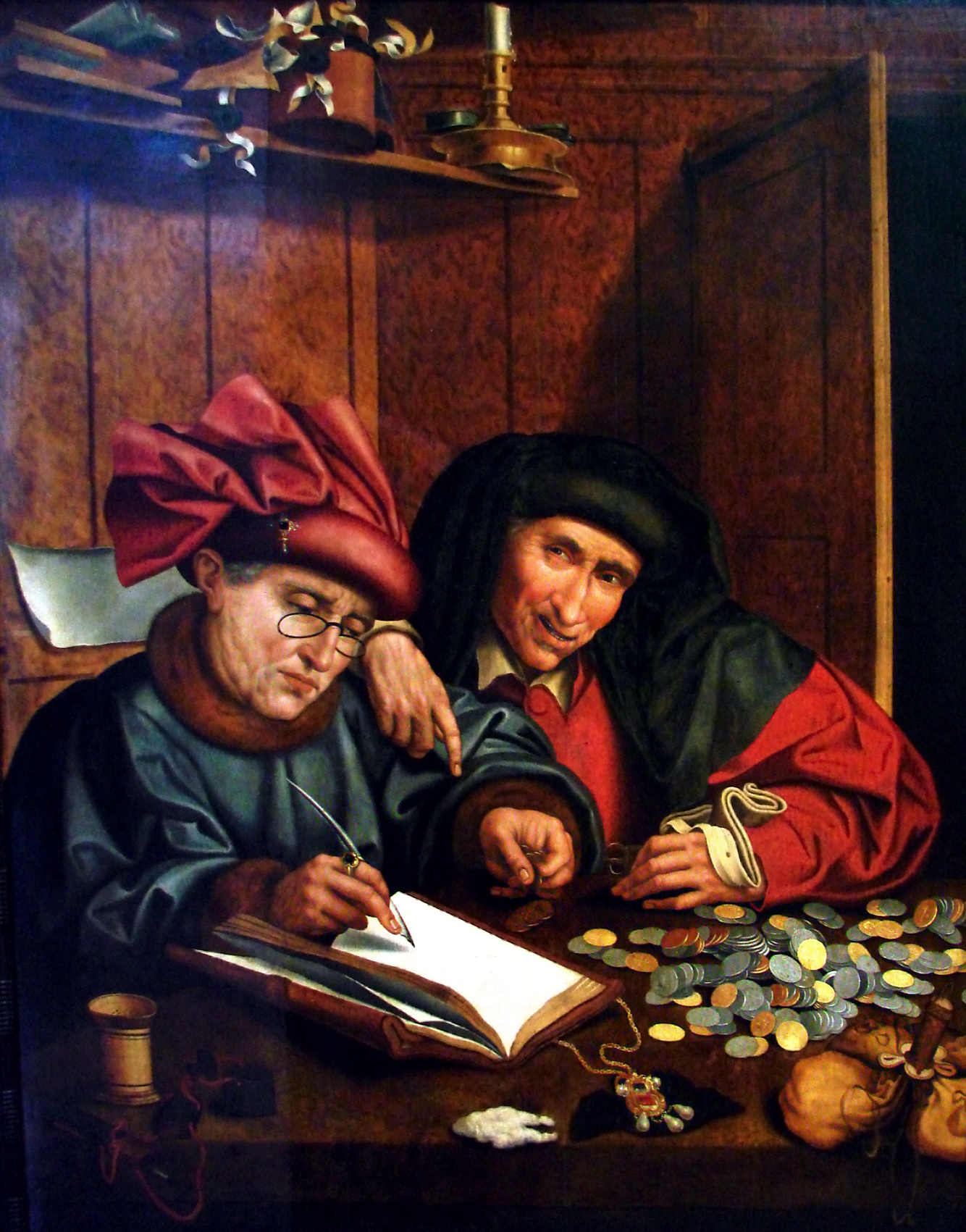
Les Compteurs d'argent, anonyme (vers 1575-1600).

### XVIIeauXVIIIesiècle
La peinture du Siècle d'or espagnol est illustrée par José de Ribera, l'un des représentants du ténébrisme et de l'école napolitaine.
Pour la peinture française du XVIIe siècle, les peintres lorrains sont bien représentés à l'exception de George de La Tour. Néanmoins, l'une de ses œuvres, La Femme à la puce, conservée au musée lorrain, est présentée au musée des Beaux-Arts pendant la période de fermeture du palais des Ducs de Lorraine pour travaux. Pour le XVIIe et le XVIIIe siècles français on remarque des peintures de Simon Vouet, Philippe de Champaigne, Claude Deruet, Lubin Baugin, Jacques Blanchard, Le Lorrain, Charles Le Brun, Charles de La Fosse, Alexandre-François Desportes, François Boucher, François Lemoyne et Carle van Loo.

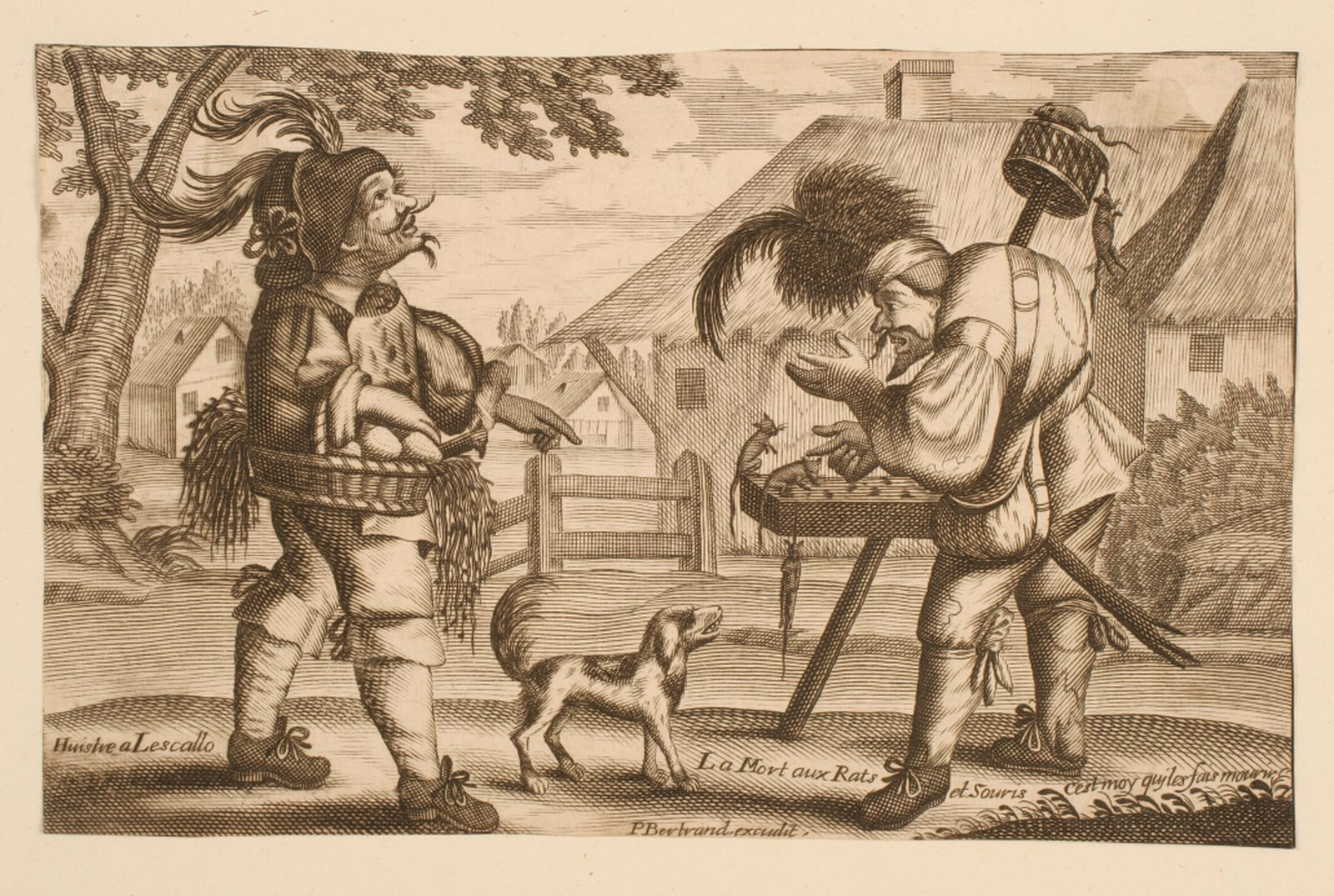
Le marchand d'huîtres et le marchand de mort-aux-rats, Anonyme, 1644-1678.

Le XVIIe siècle est aussi illustré dans les collections par de nombreuses gravures, notamment d'artistes lorrains comme Jacques Callot, Jacques Dassonville ou encore Claude Goyrand. L'eau forte est surtout utilisée pour réaliser les gravures mais de nouvelles techniques apparaissent comme celles de la taille directe ou de la manière noire. Les gravures lorraines du XVIIe siècle représente très souvent des scènes de genre ou des scènes populaires. Le peuple est mis en scène à travers des scènes de la vie quotidienne ou dans des situations burlesques. Certaines gravures sont ainsi des témoins de la vie des gens du peuple au XVIIe siècle. L'humour et même la caricature de ces scènes, qui sont accompagnés d'un proverbe, permettent de transmettre une valeur éducative et moralisatrice. 
Pour ce qui est des écoles du nord, la collection compte trois toiles de Rubens, dont l'immense Transfiguration. On remarque également des toiles de Jacob Jordaens, Jan Brueghel le Jeune, Abraham Bloemaert et Jan Lievens.
La peinture italienne est évoquée avec notamment des toiles du Caravage (L'Annonciation), Pierre de Cortone et Luca Giordano.

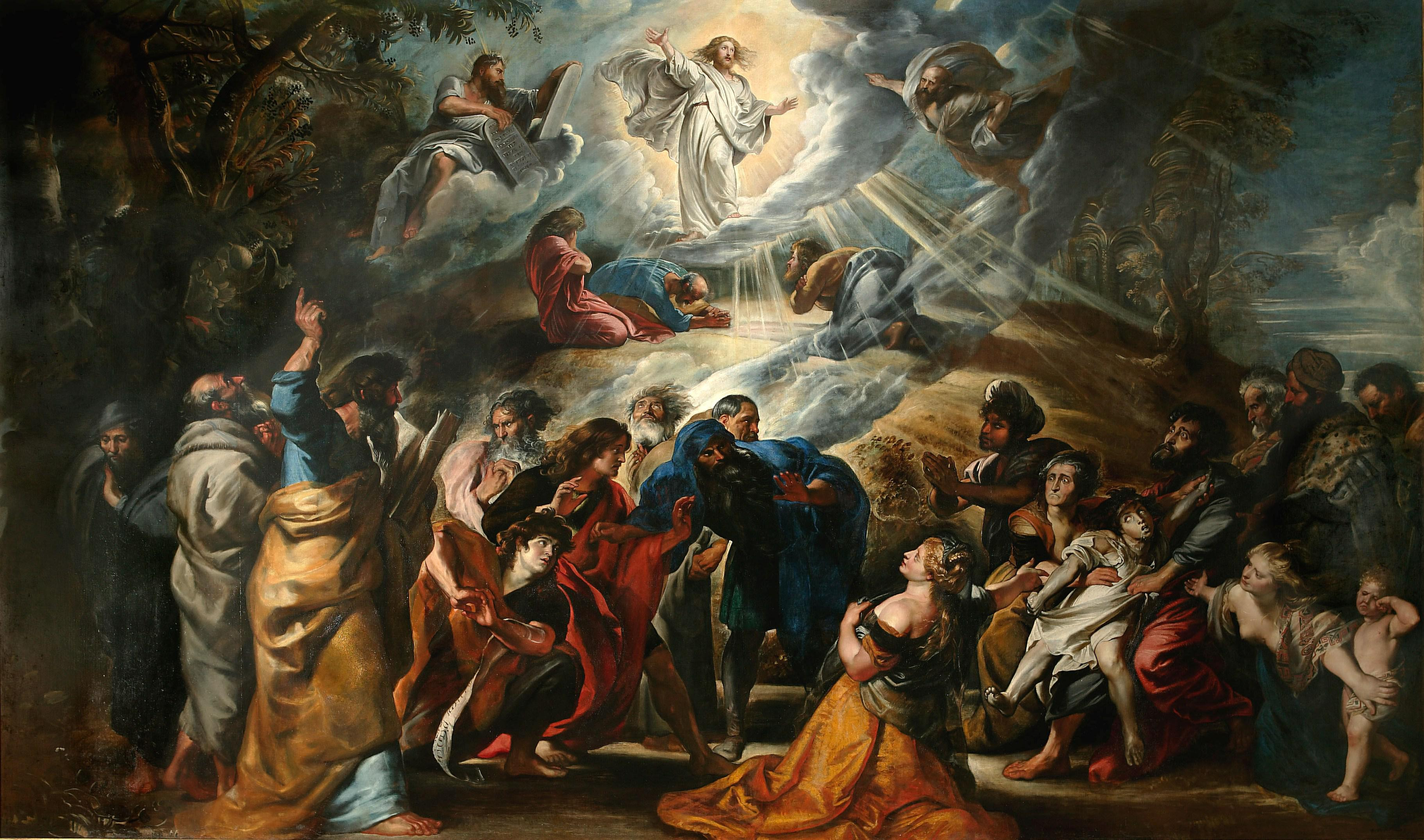
Pierre Paul Rubens, La Transfiguration (1605)[B 3].
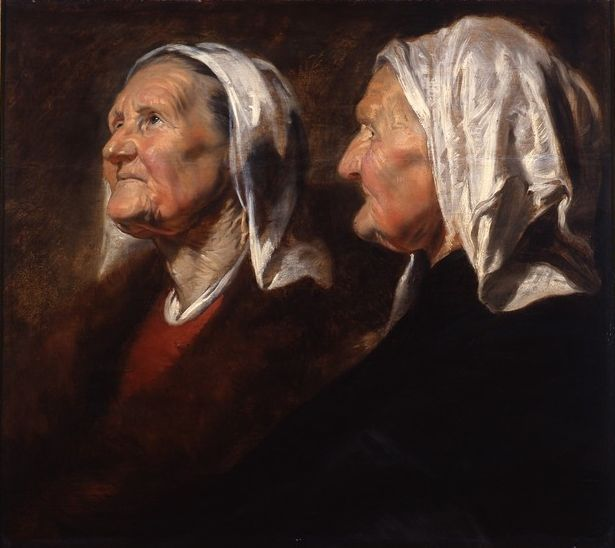
Jacob Jordaens, Têtes de vieille femme (vers 1620)[B 4].
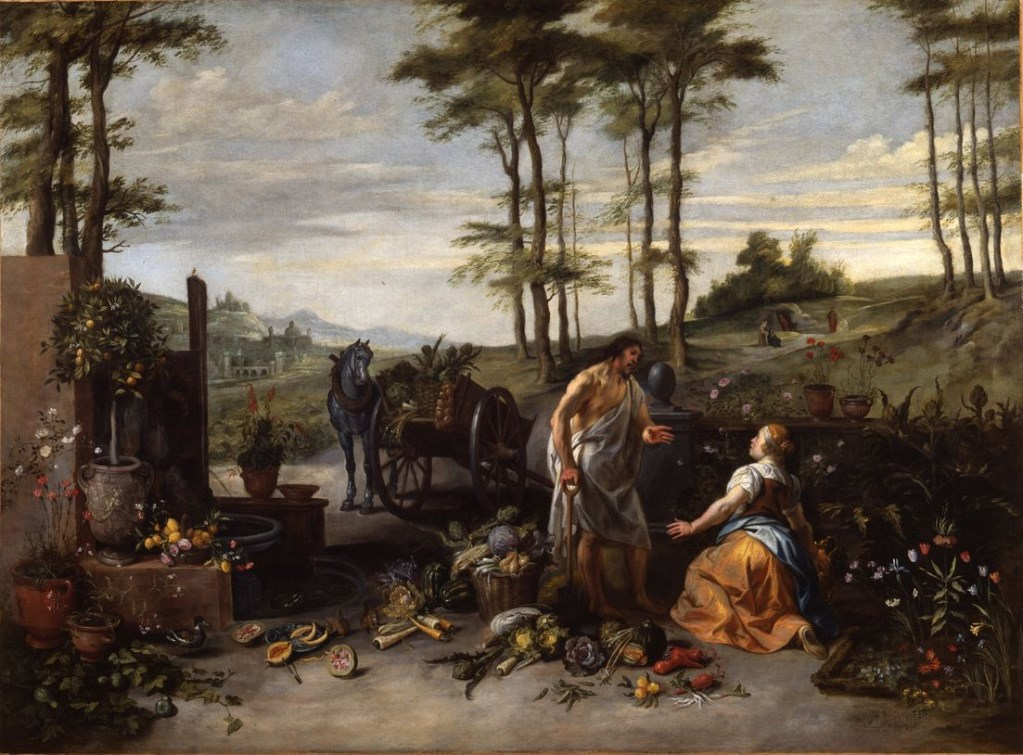
Jan Brueghel le Jeune, Noli me tangere (1625-1630)[B 5].
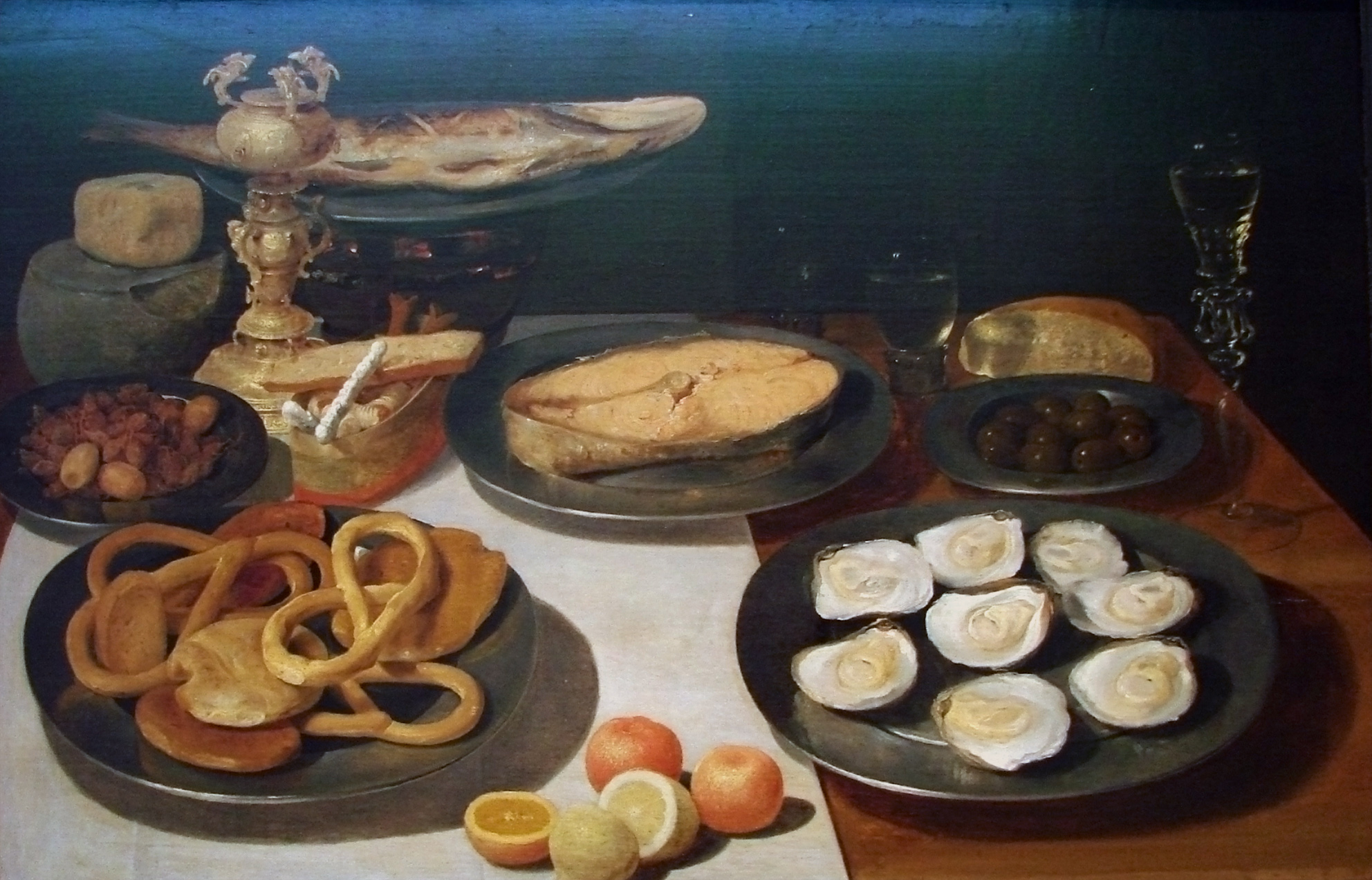
Jacob van Es, Le Déjeuner de poissons (avant 1640)[B 6].
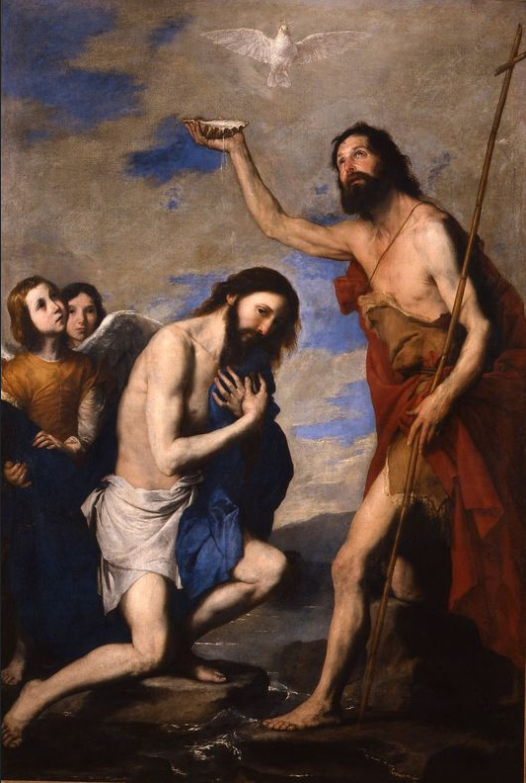
José de Ribera, Le Baptême du Christ (1643)[B 7].
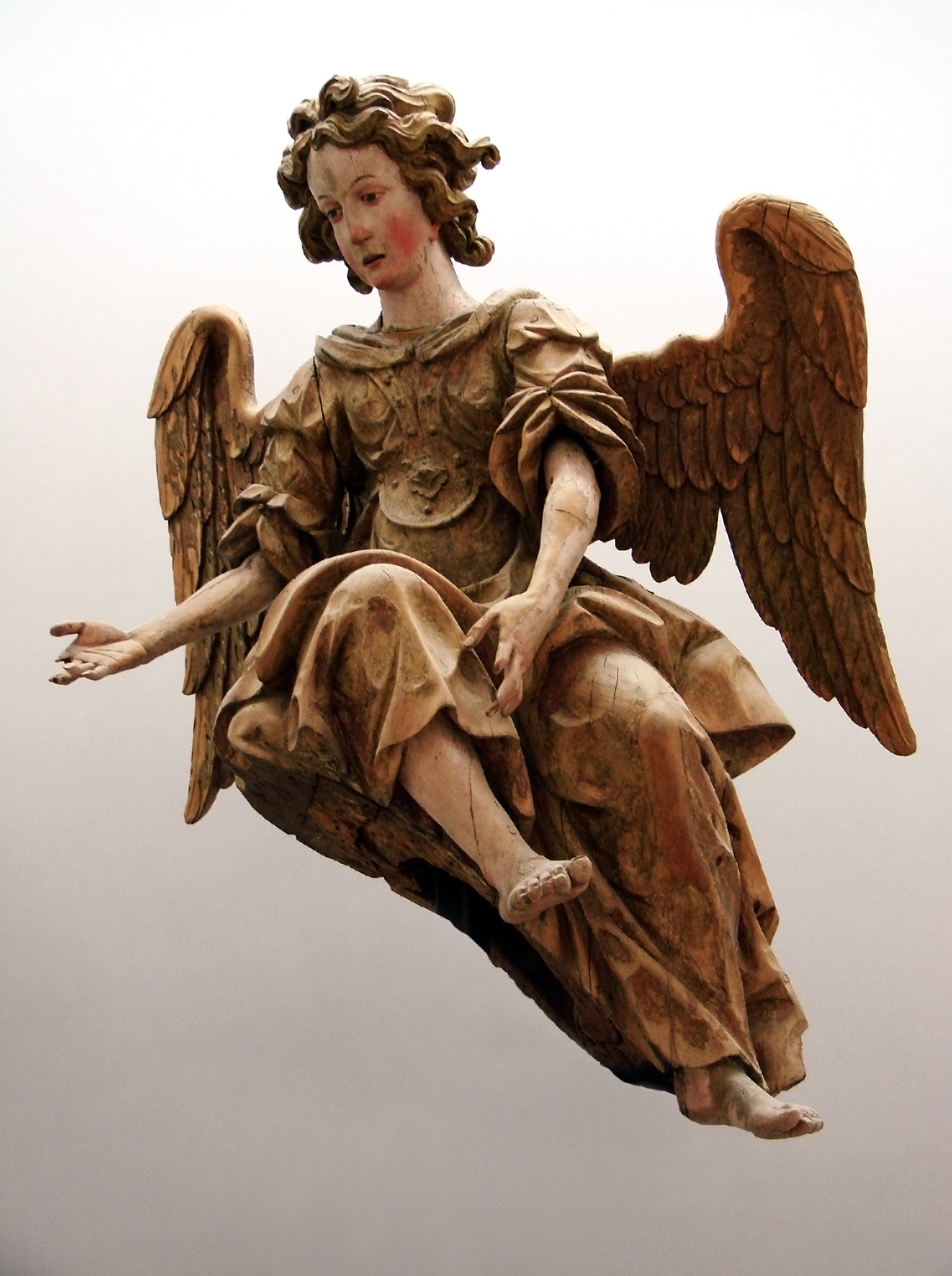
Ange (1650), bois polychrome.
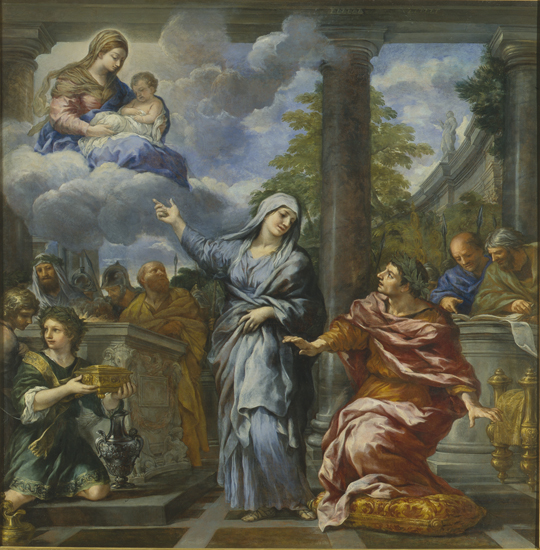
Pierre de Cortone, La Sibylle de Tibur annonçant à Auguste l'avènement du Christ (1660-1665)[B 8].
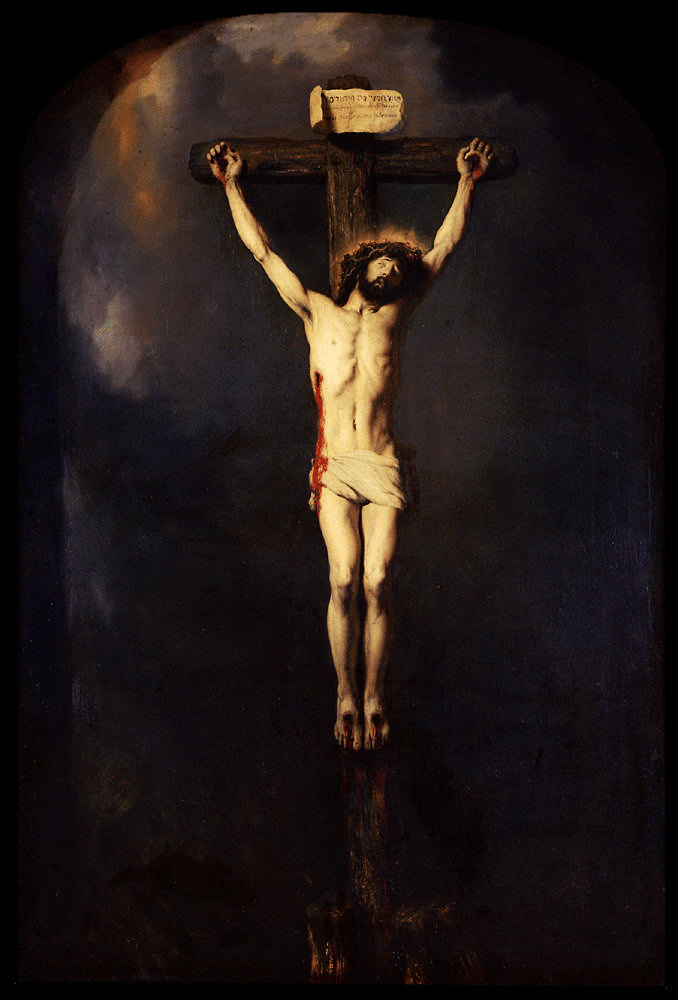
Jan Lievens, Le Christ en croix.
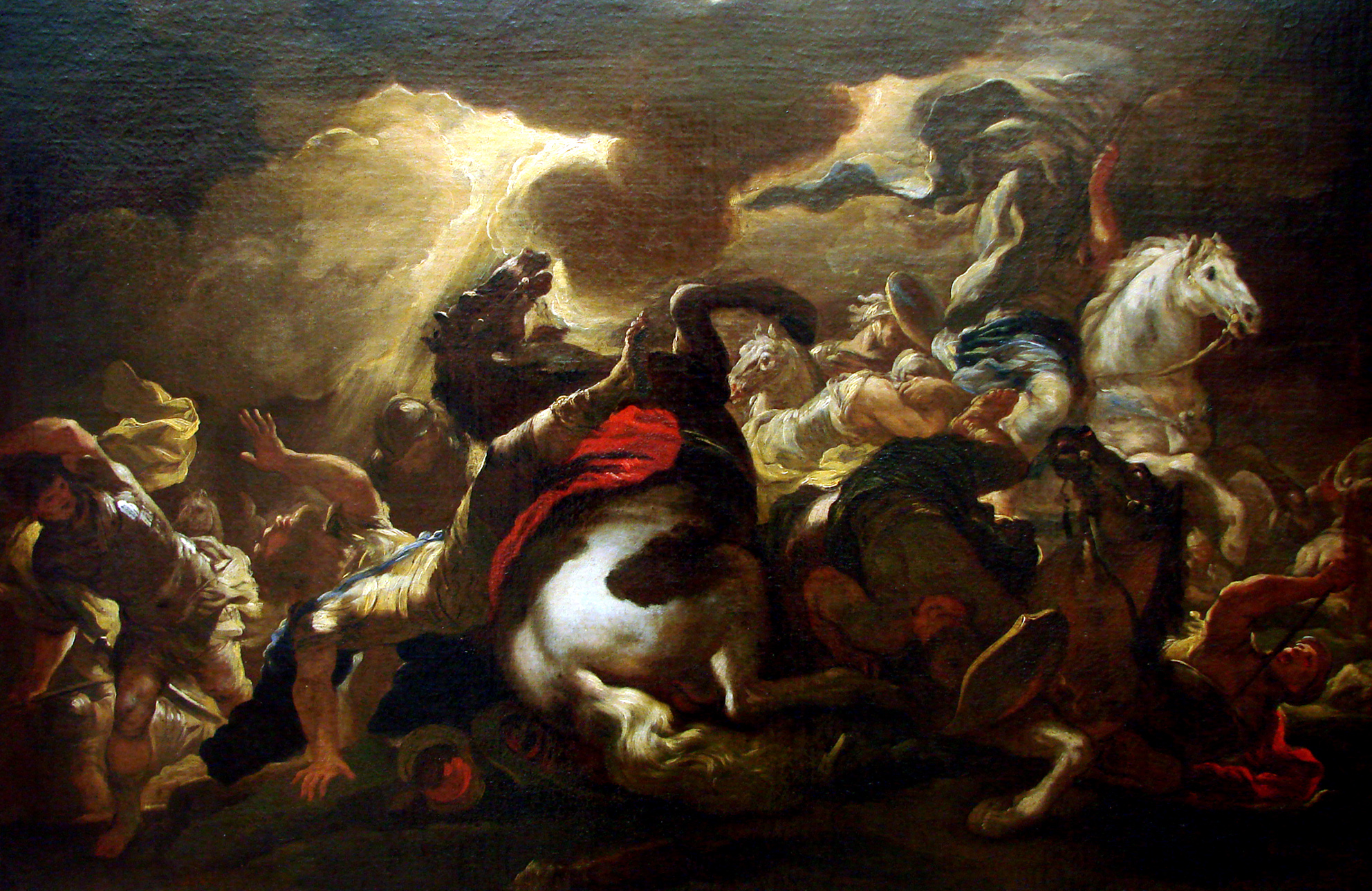
Luca Giordano, La Conversion de saint Paul (vers 1695)[B 9].
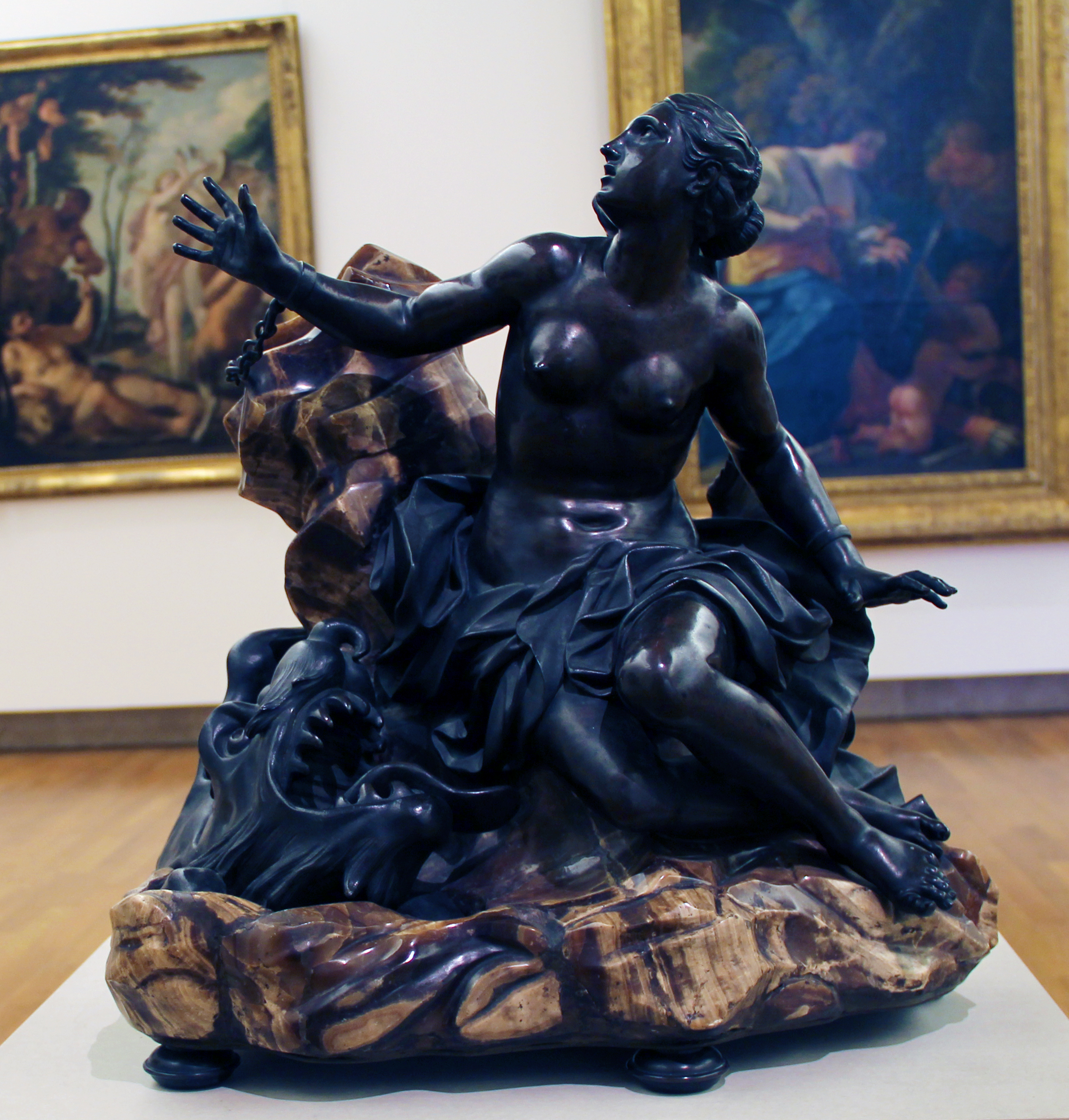
Andromède, Domenico Guidi, vers 1699.
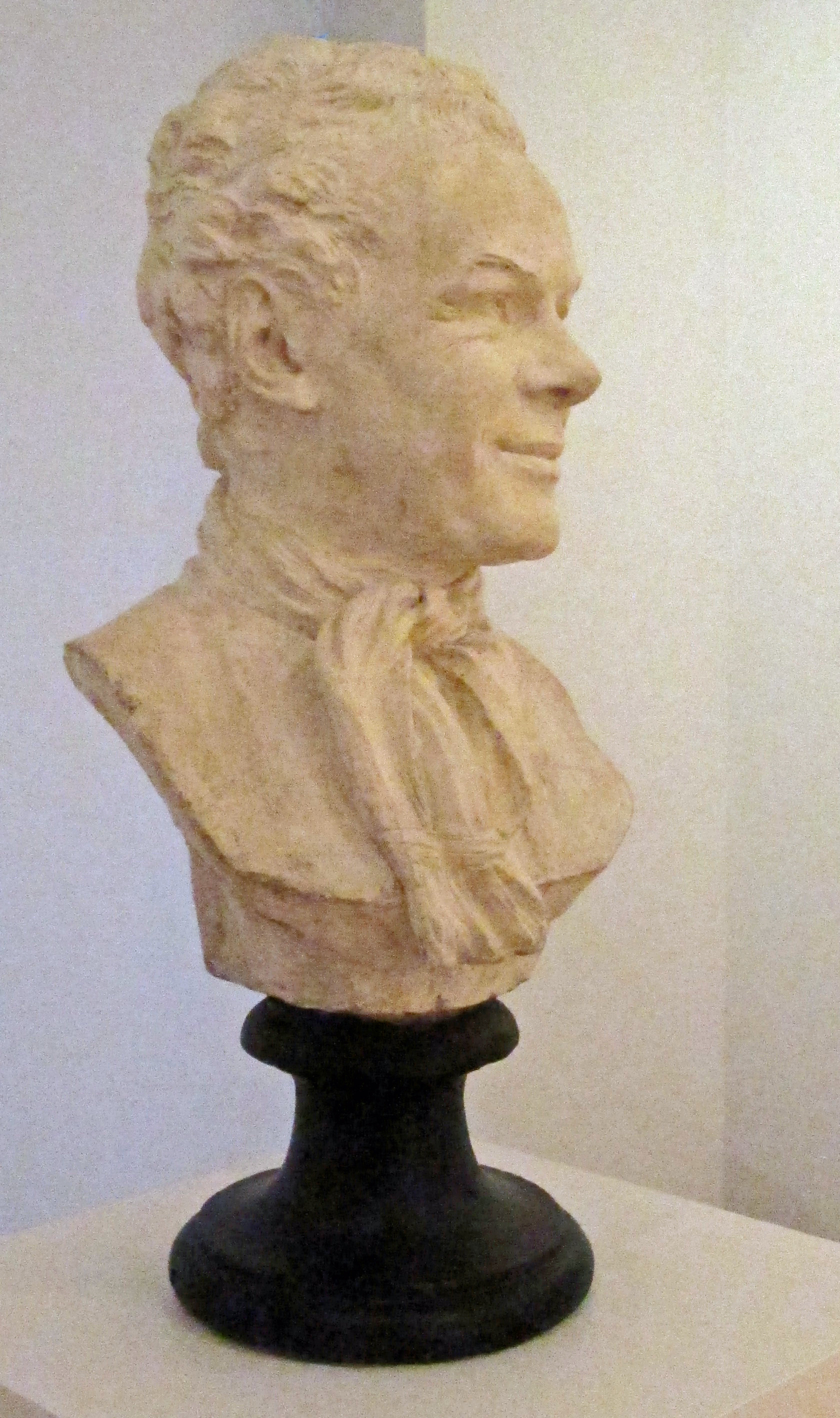
Marie-Anne Collot, Buste d'Étienne Maurice Falconet (1767-1773), plâtre[14].

Une salle du musée est consacrée à la confrontation de trois Annonciations afin de mettre en évidence l'importance de ce thème dans le cadre de la contre-Réforme. Celle de Federico Barocci reprend les canons de l'Église catholique dans un cadre intimiste ; celle du flamand Frans Pourbus le Jeune est une exécution servile des instructions du concile de Trente ; enfin, celle du Caravage est peut-être, avec le lit défait, une remise en cause de la Conception virginale de Jésus,.

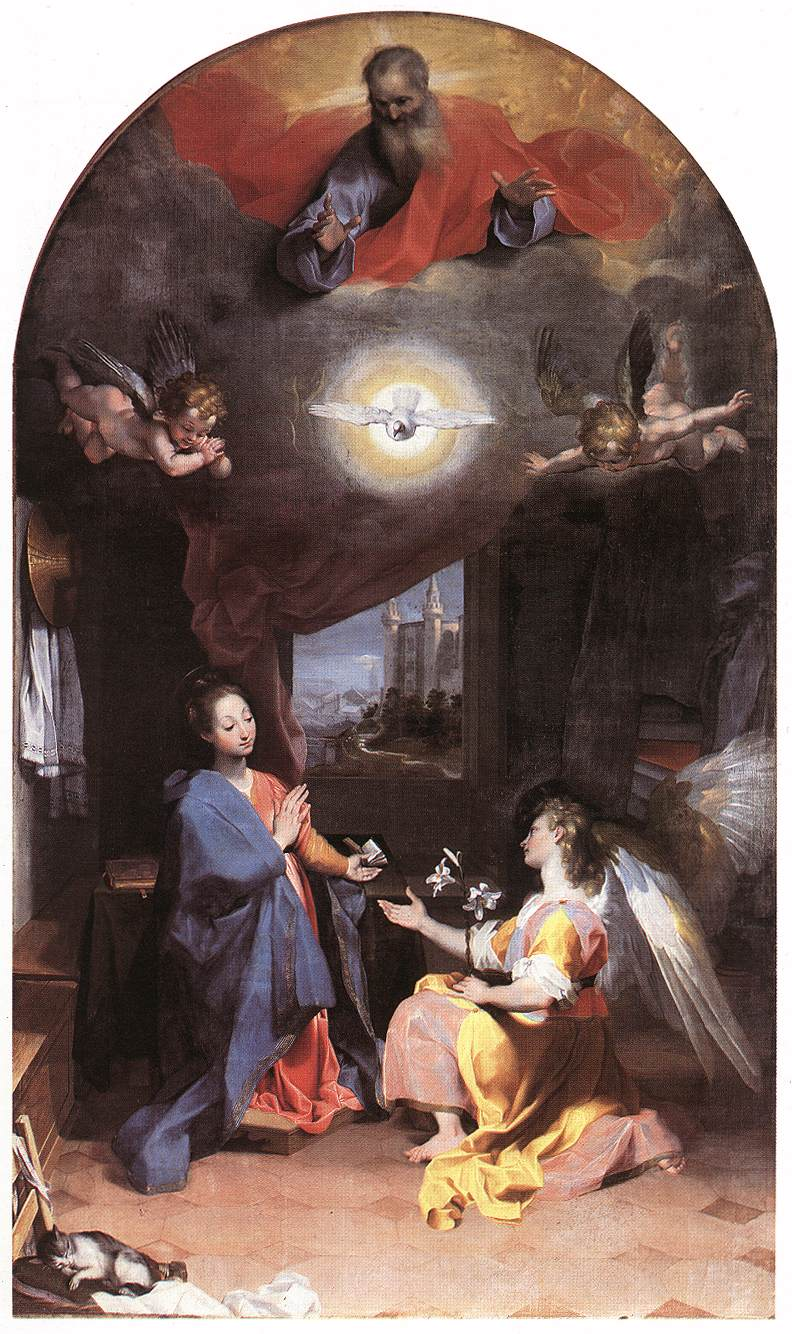
Federico Barocci, L'Annonciation (1592), chapelle de la Basilique Sainte-Marie-des-Anges d'Assise[note 1].
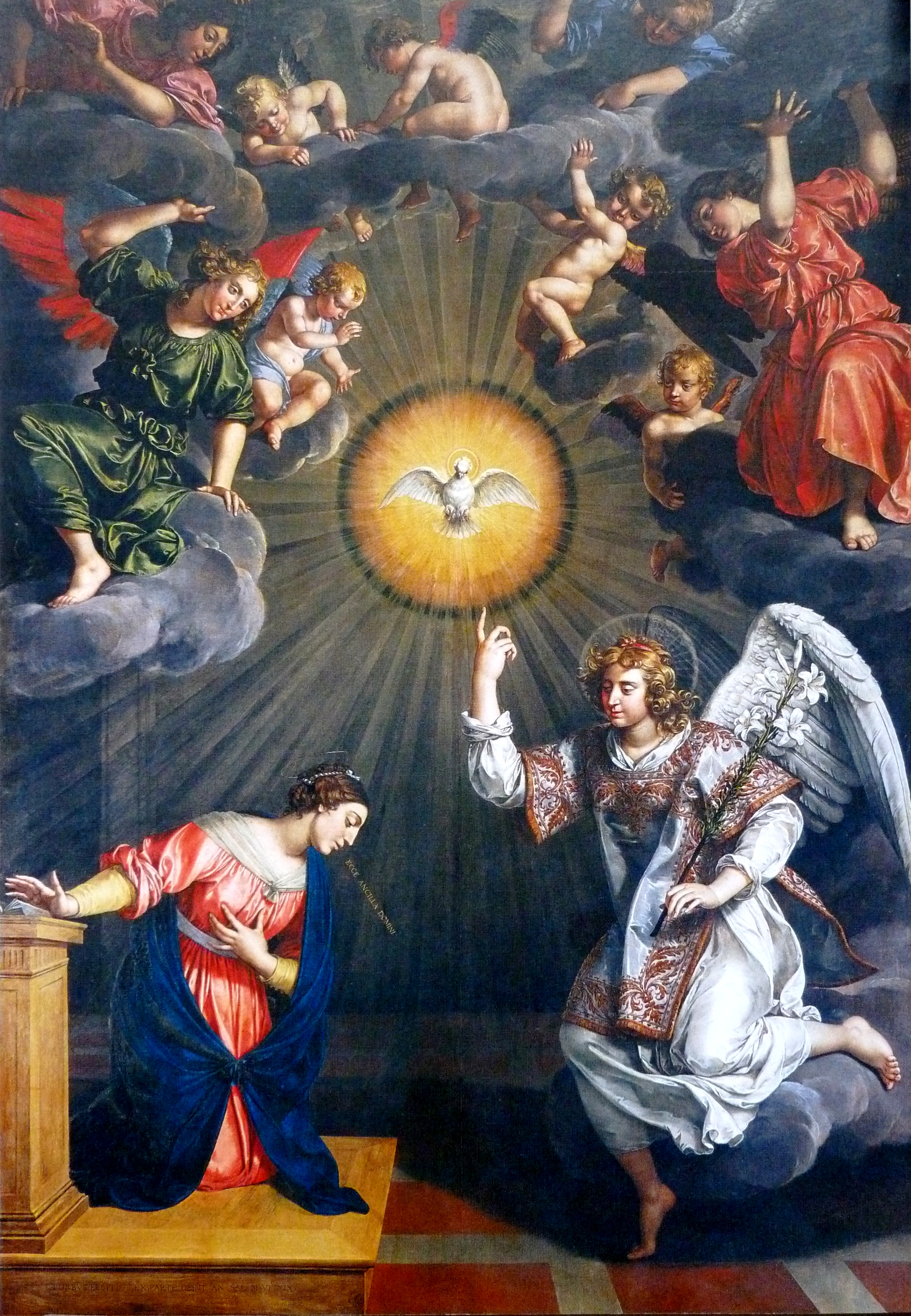
Frans Pourbus le Jeune, L'Annonciation (1619).
Le Caravage, L'Annonciation (vers 1608-1610).

### XIXesiècle
La section XIXe siècle du musée commence par des peintures de Victor Prouvé, L'Île heureuse, La Joie de vivre et Les Voluptueux.
Un premier découpage est fait suivant les genres, avec d'abord les portraits : Jeune Femme au boa de François Gérard, Portrait de madame Élise Voïart par Constance Mayer, Portrait de Zélie par Gustave Courbet, Portrait d'Edmond de Goncourt par Jean-François Raffaëlli, Allégorie de l'automne par Édouard Manet.

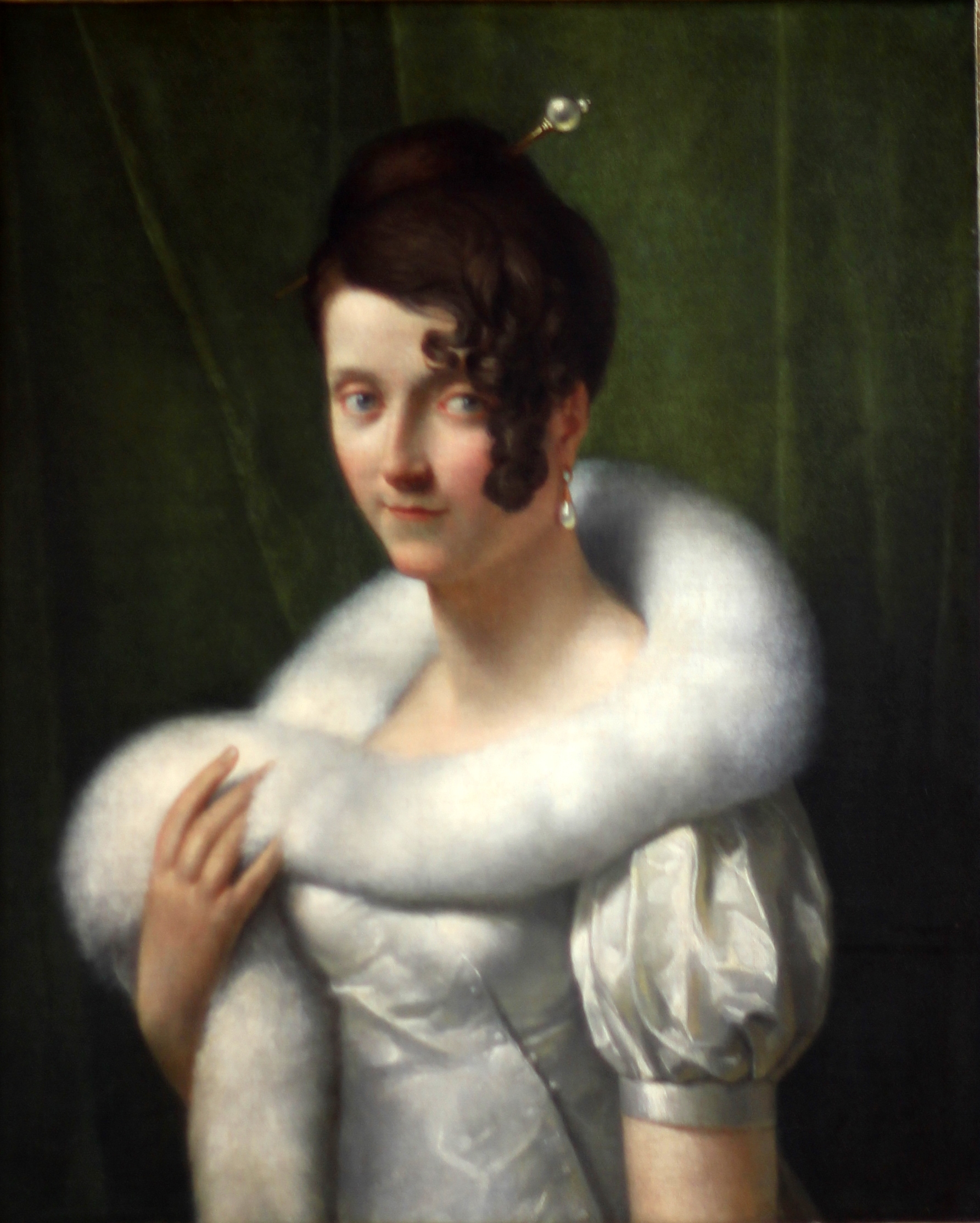
Jeune femme au boa, François Gérard.
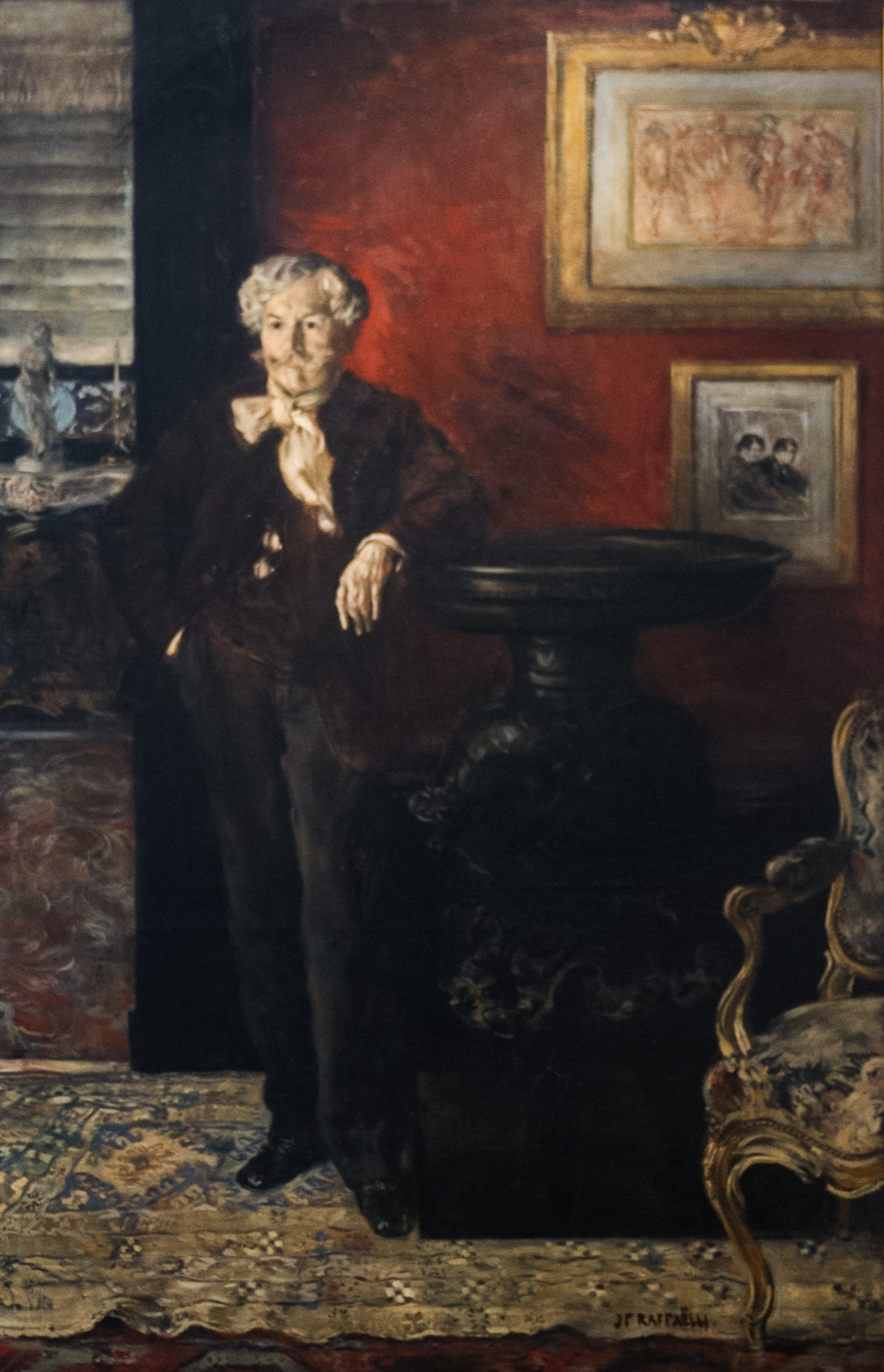
Portrait d'Edmond de Goncourt, Jean-François Raffaëlli.
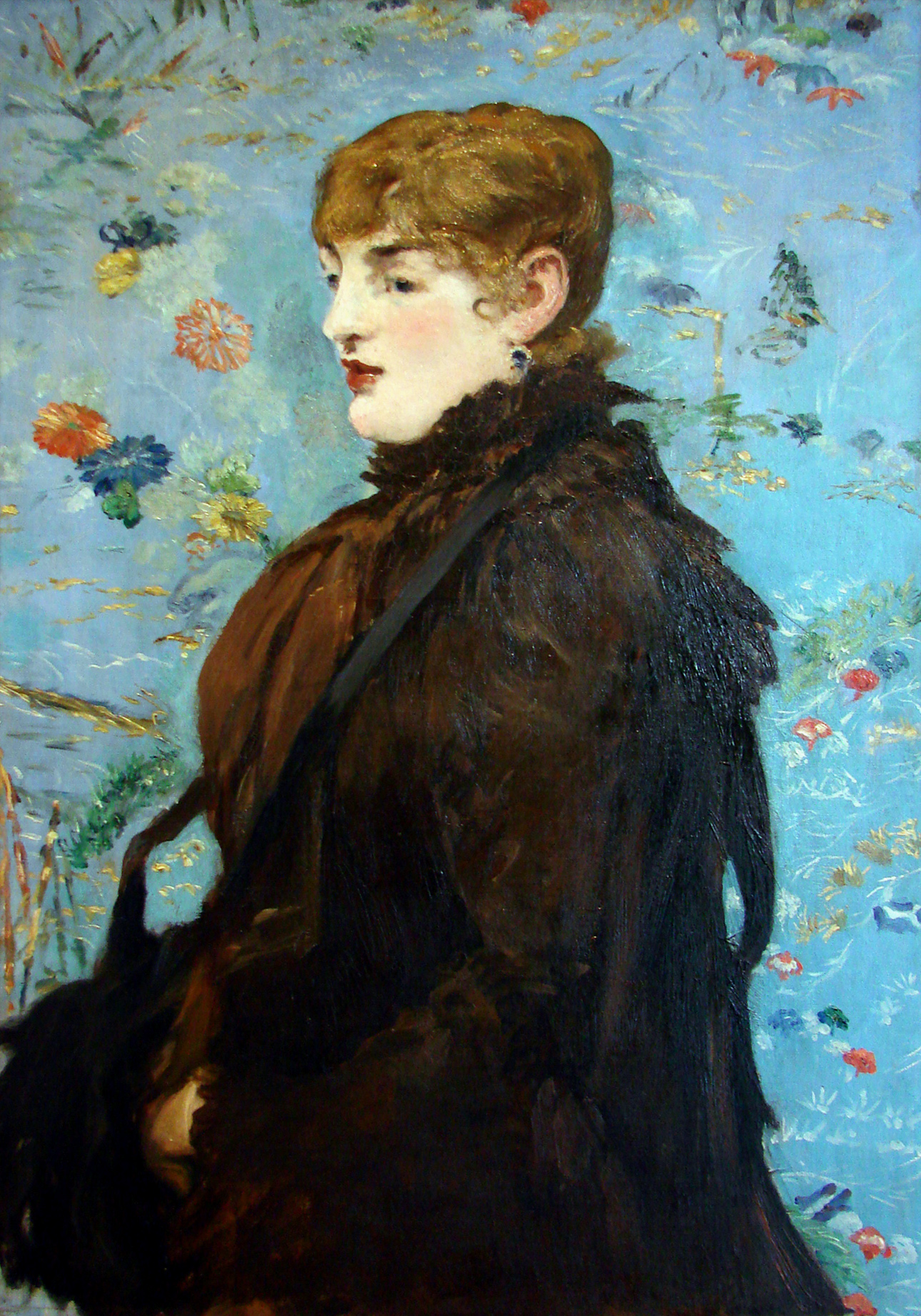
L'Automne, Édouard Manet.

Après les portraits viennent les paysages, avec Paysage de montagne de Gustave Doré, Vue de la ville et du port de Dieppe par Eugène Isabey, La Clairière de Narcisse Diaz de la Peña.

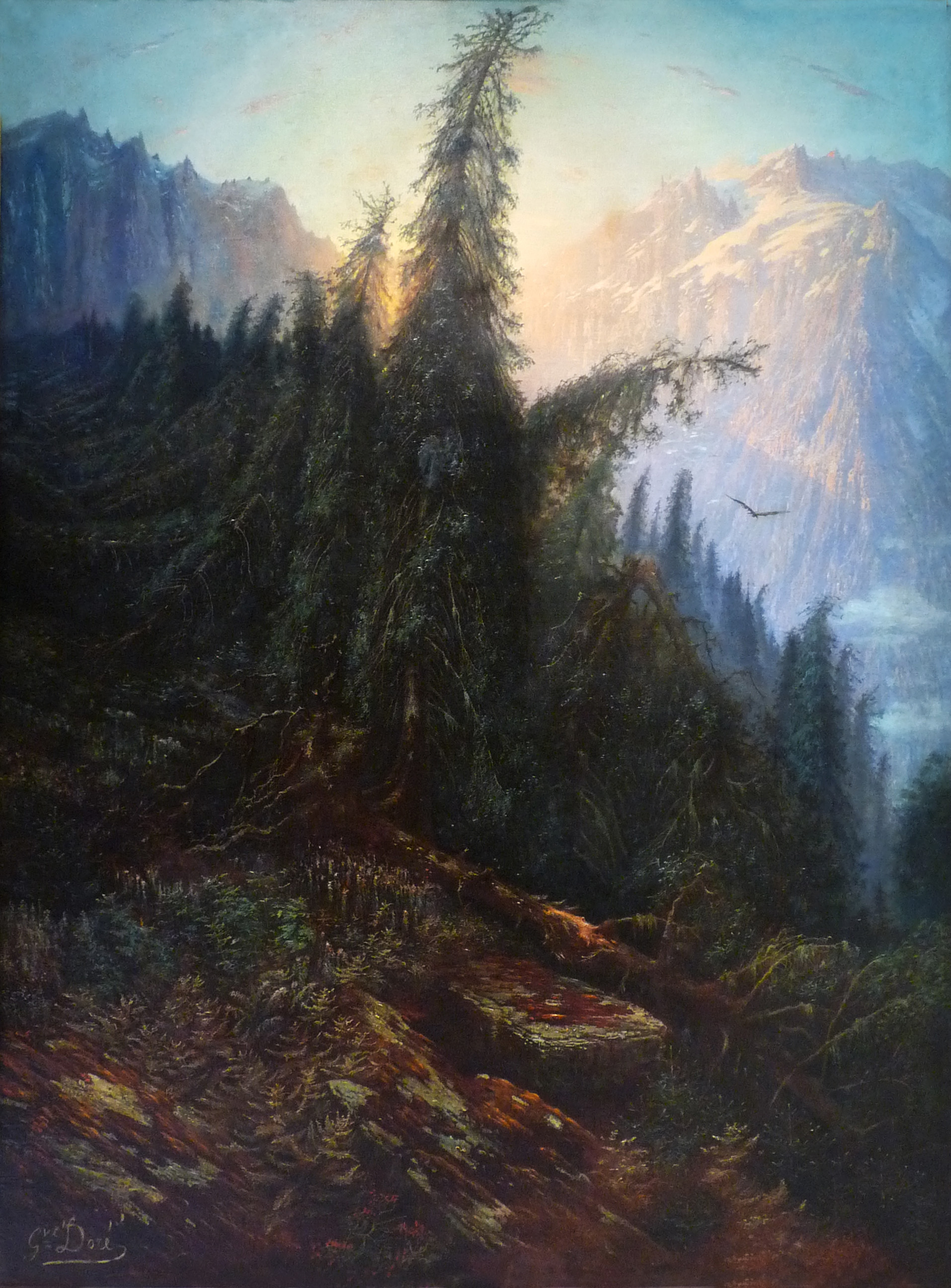
Paysage de montagne, Gustave Doré.
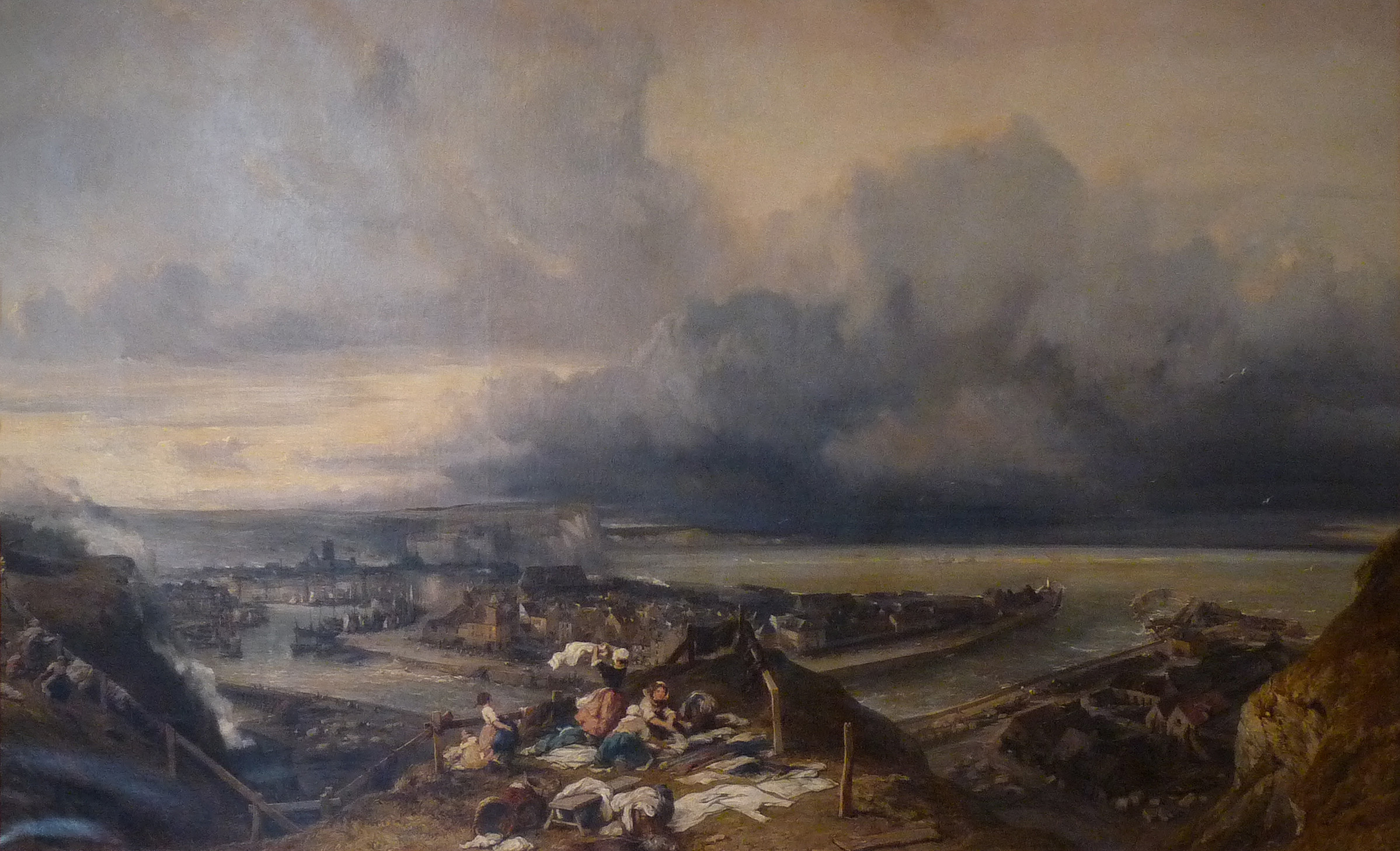
Vue de la ville et du port de Dieppe, Eugène Isabey.

Enfin, une section est consacrée à la peinture historique, religieuse ou allégorique avec Saint Georges de Jules-Claude Ziegler, La Bataille de Nancy d'Eugène Delacroix, La Jeune Fille et la Mort d'Henri Lévy.

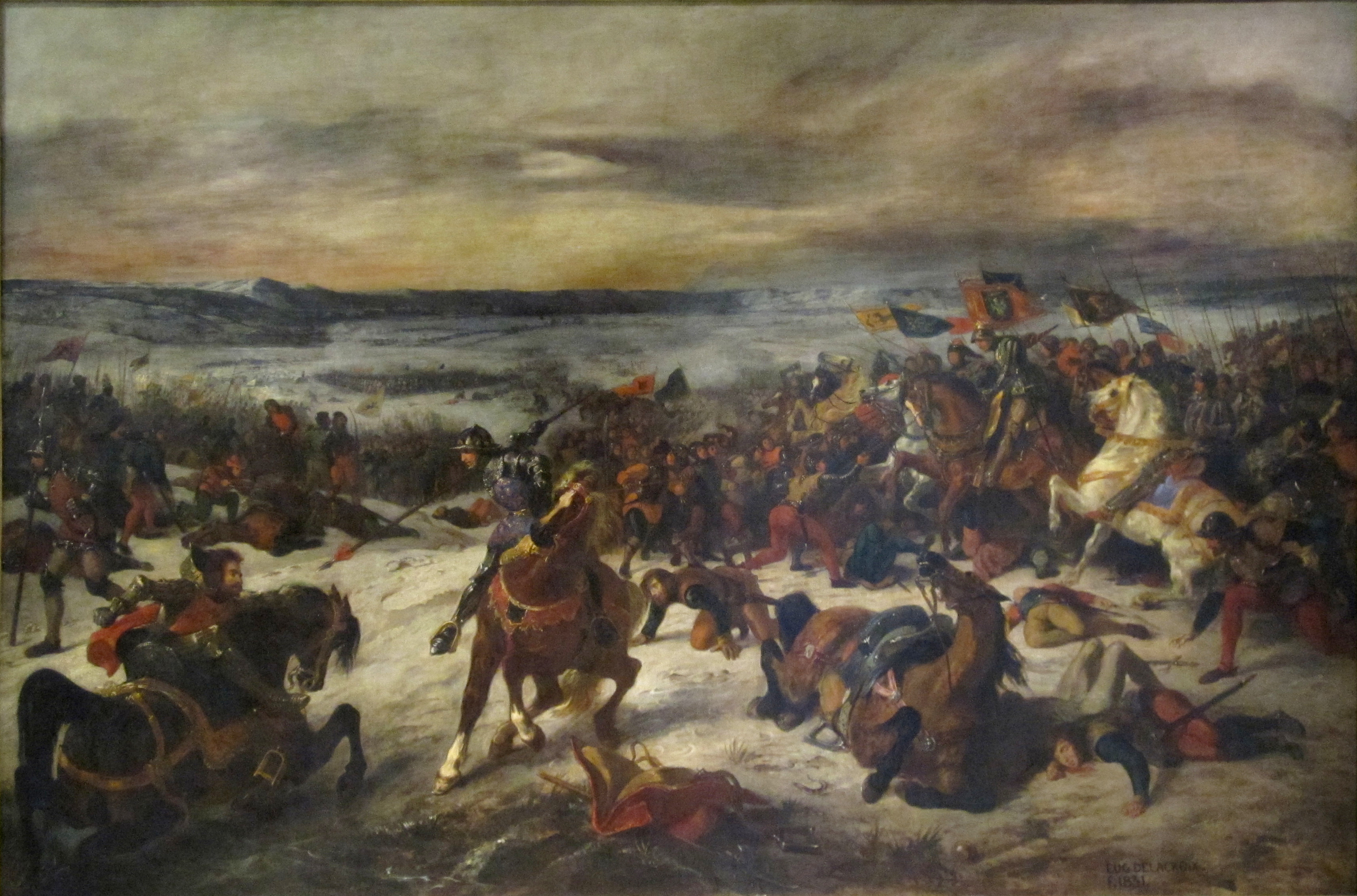
La Bataille de Nancy, 1831, par Eugène Delacroix.
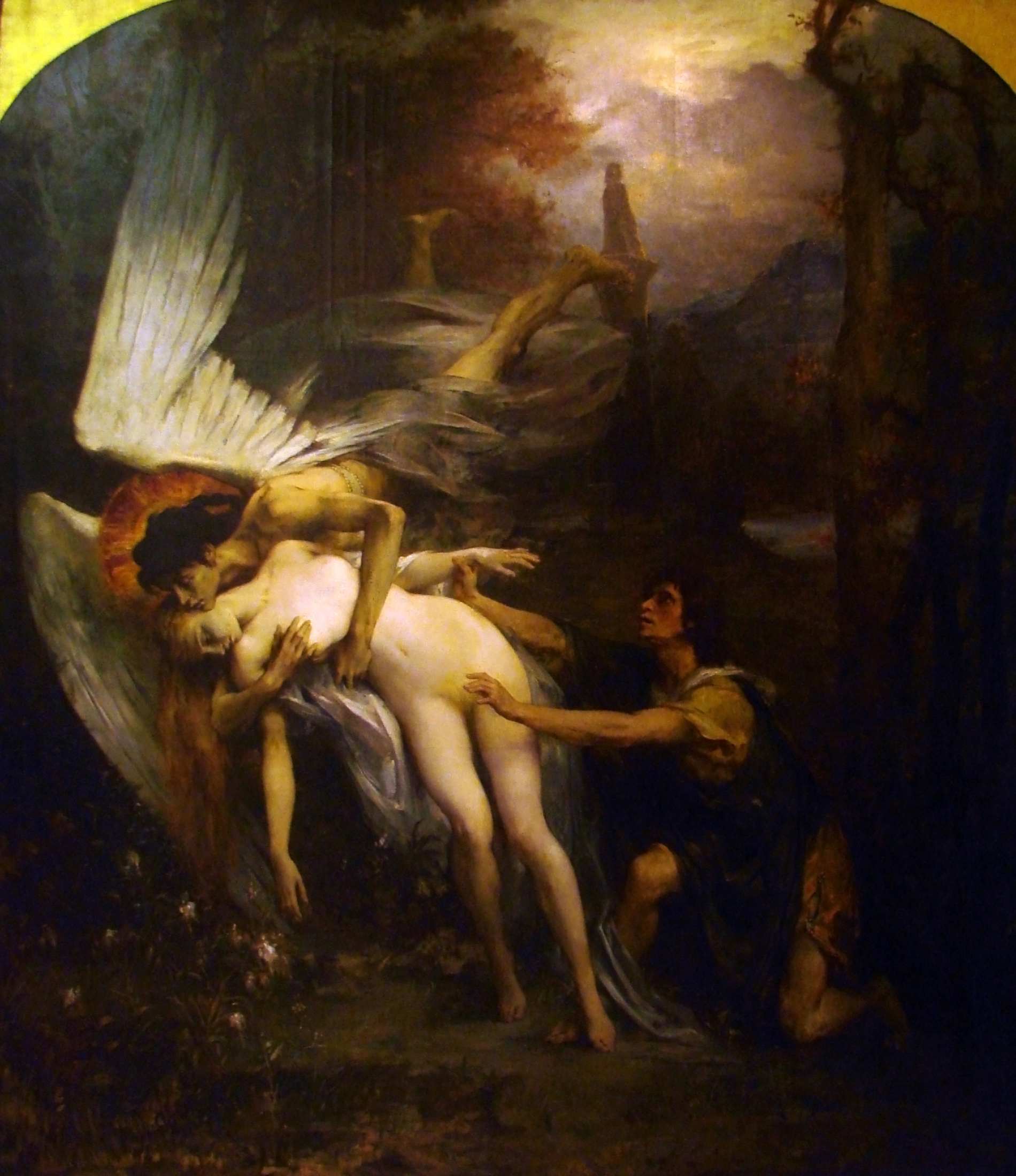
La Jeune Fille et la Mort, 1900, Henri-Léopold Lévy.

La seconde partie correspond à un découpage par genre, avec tout d'abord des œuvres naturalistes d'Émile Friant (Portrait de Madame Petitjean, Les Buveurs, Autoportrait, Autoportrait en gris clair, Jeune Nancéienne dans un paysage de neige, Portrait de sa mère épluchant un navet devant la fenêtre, La Toussaint, La petite barque, La Douleur) Camille Martin (Premier soleil, Après l'enterrement), Charles Wittmann (Soir de 14 juillet), Pascal Adolphe Jean Dagnan-Bouveret (Dans la forêt) ou Jules Bastien-Lepage (Ophélie).

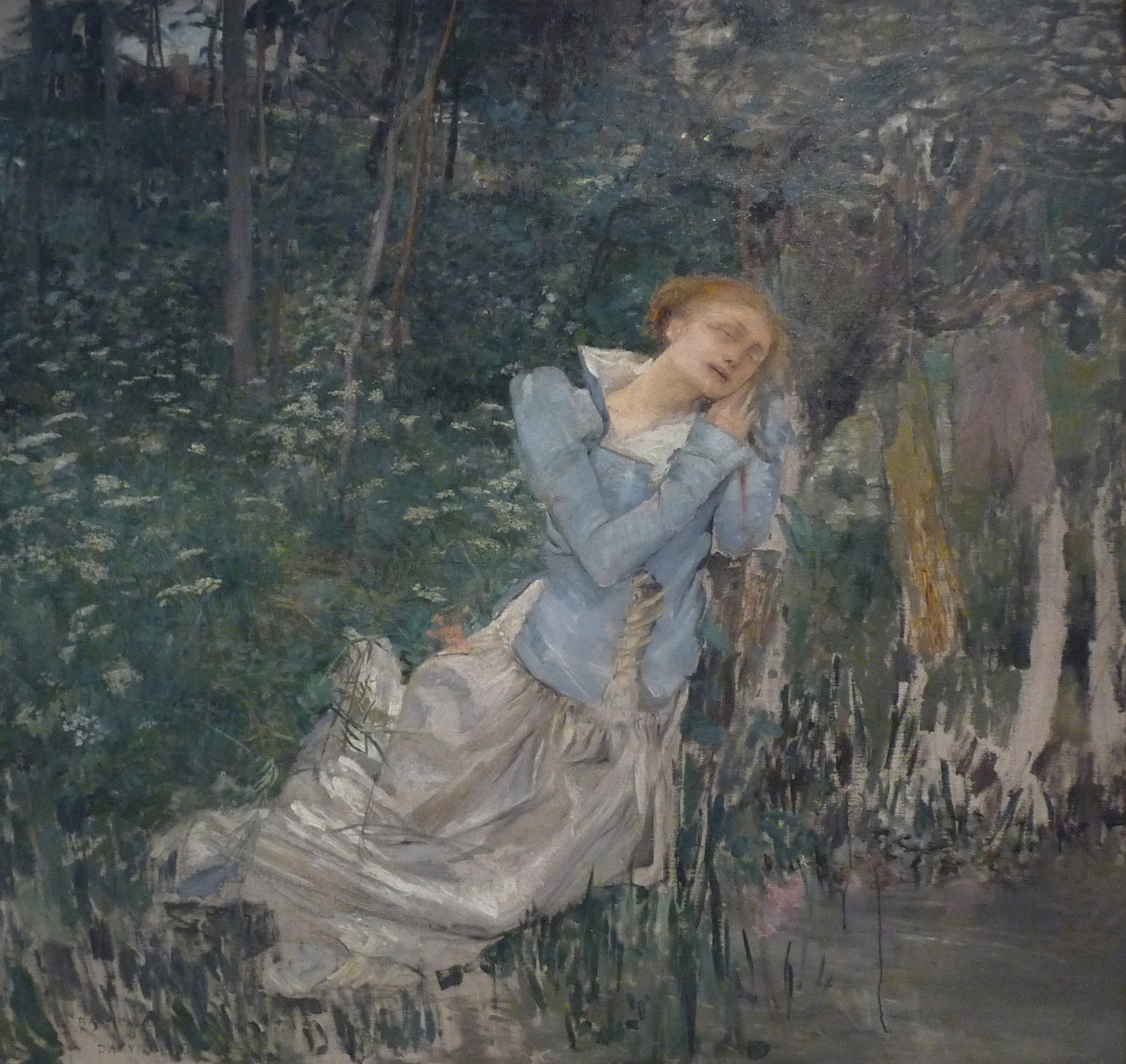
Ophélie, Jules Bastien-Lepage, 1881.
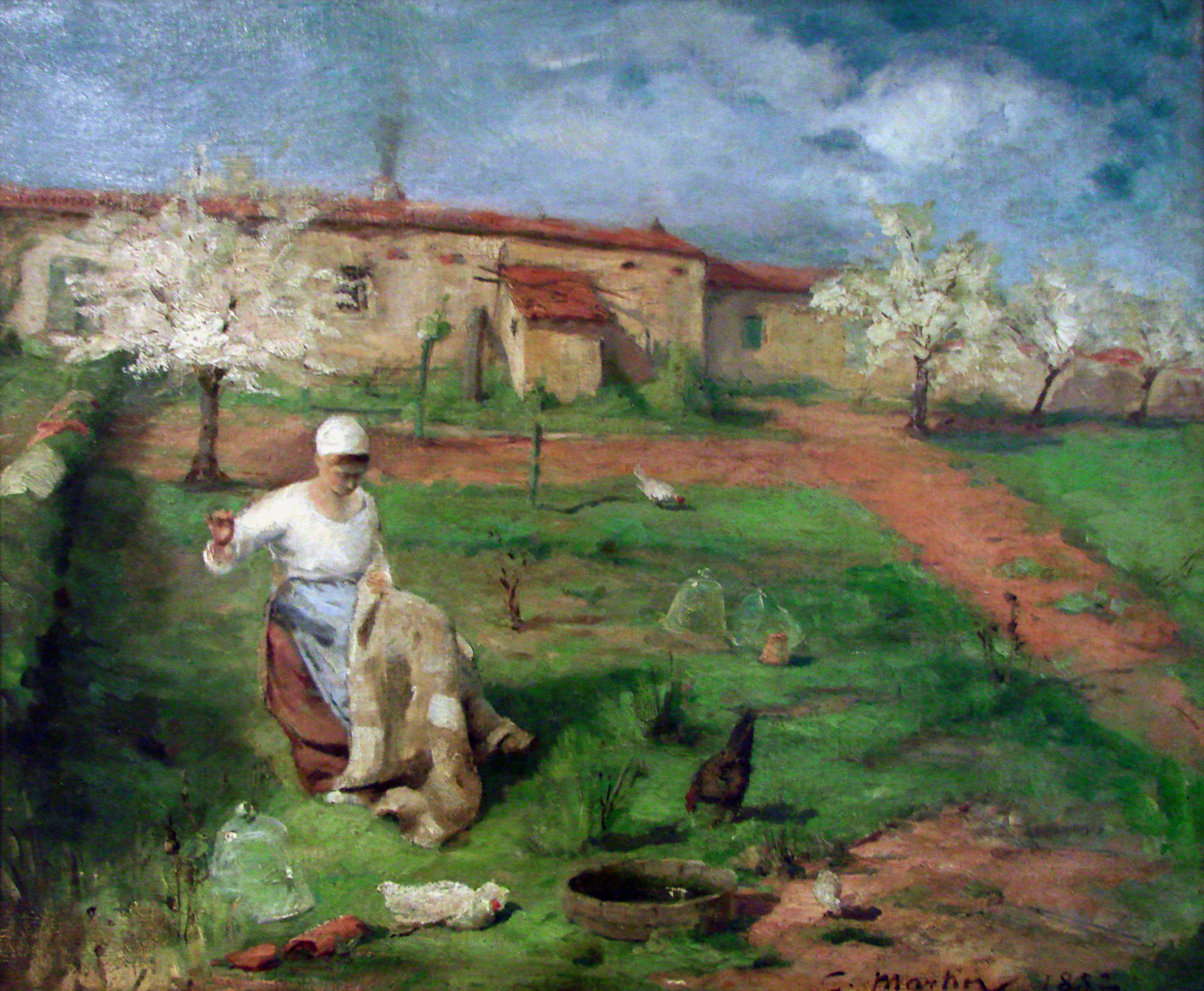
Premier soleil, Camille Martin, 1882.
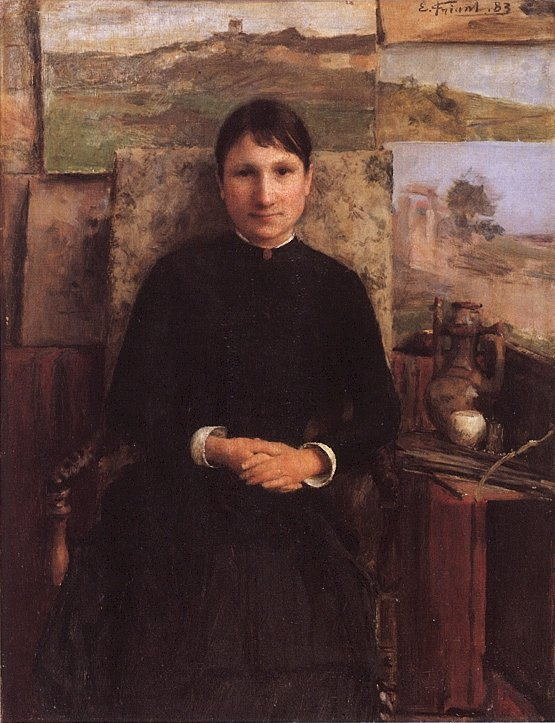
Portrait de Madame Petitjean, Émile Friant, 1883.
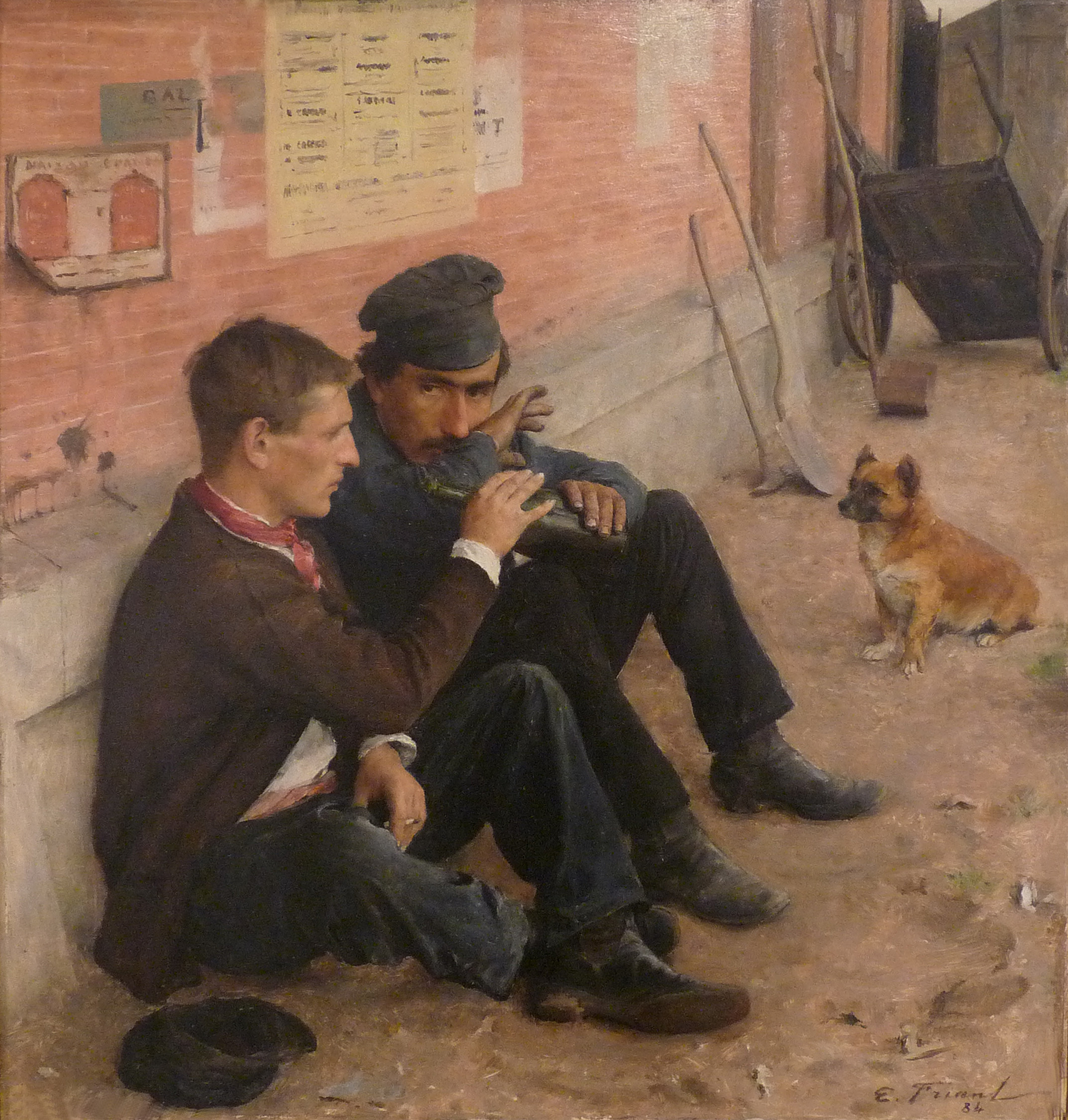
Les Buveurs, Émile Friant, 1884.
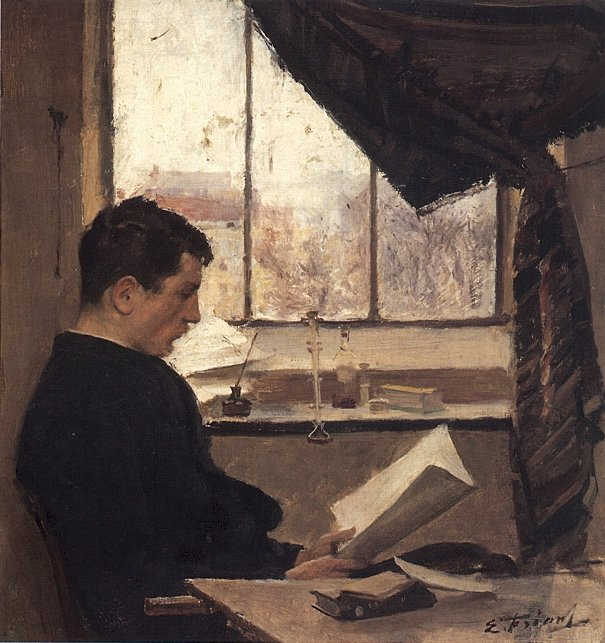
Autoportrait, Émile Friant, 1885.
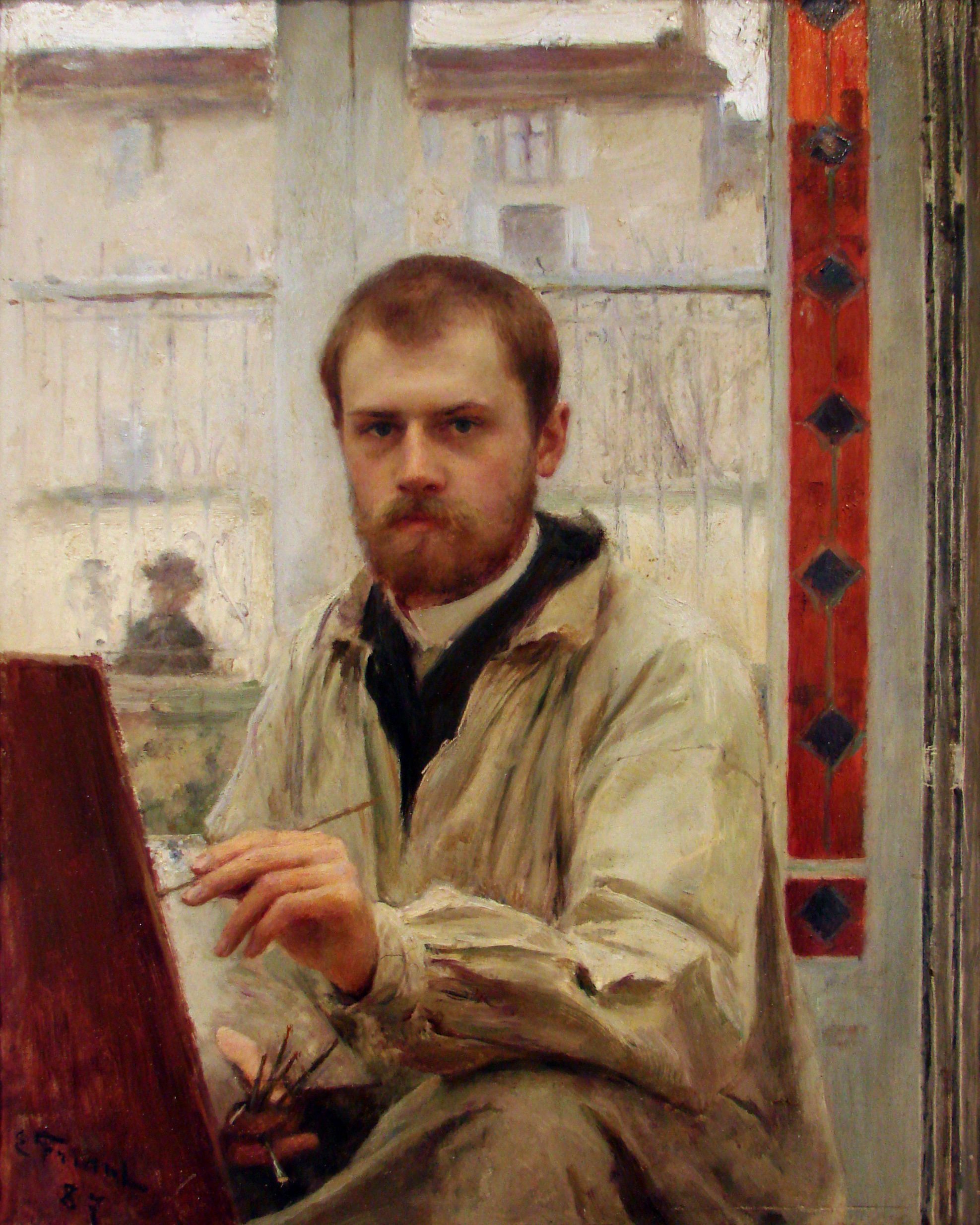
Autoportrait en gris clair, Émile Friant, 1887.
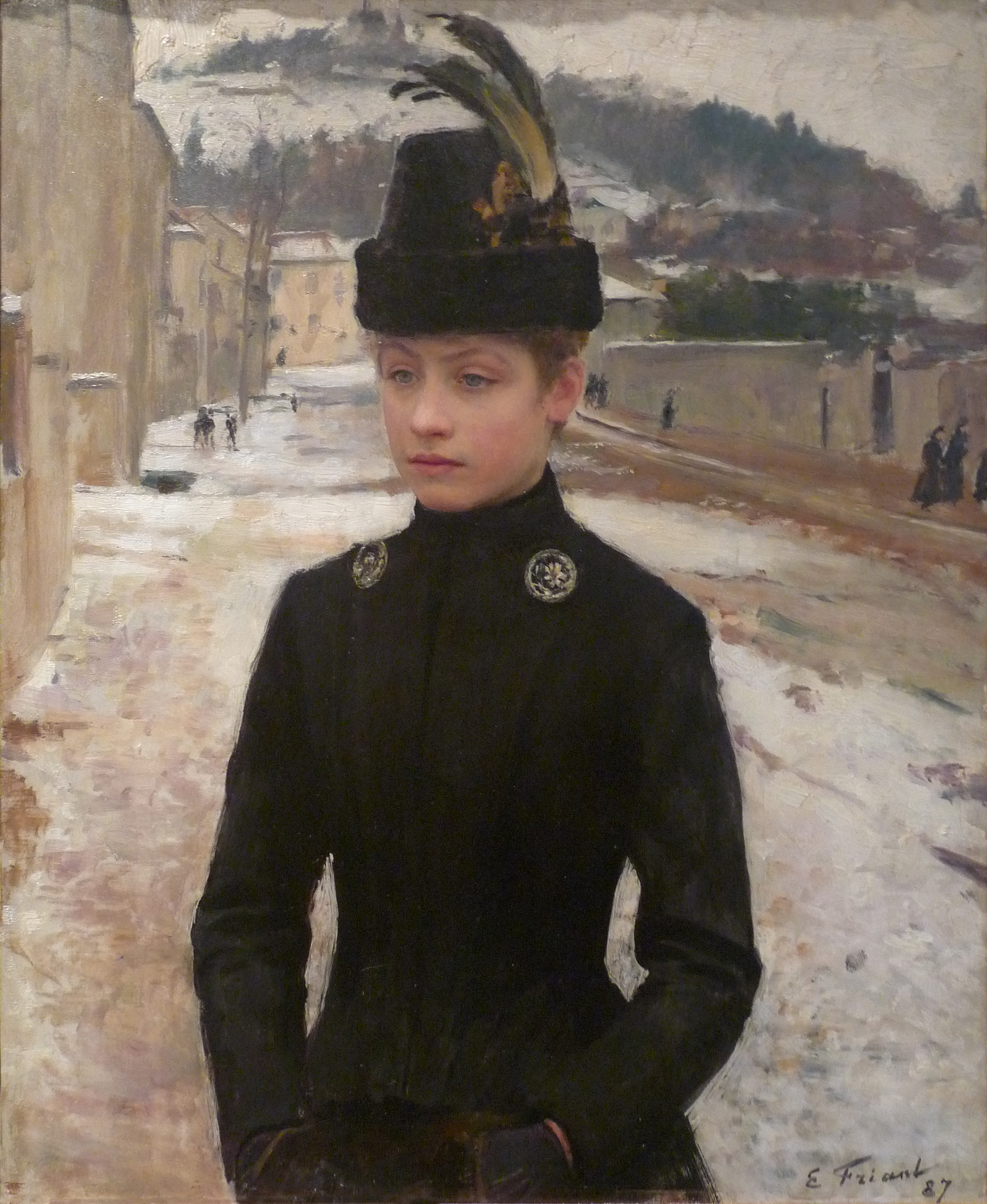
Jeune Nancéienne dans un paysage de neige, Émile Friant, 1887.
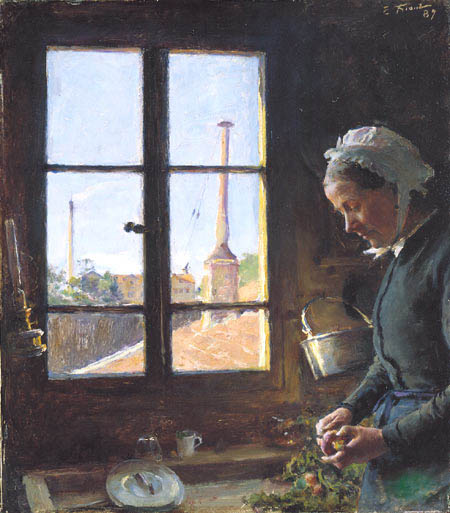
Portrait de sa mère épluchant un navet devant la fenêtre, Émile Friant, 1887.
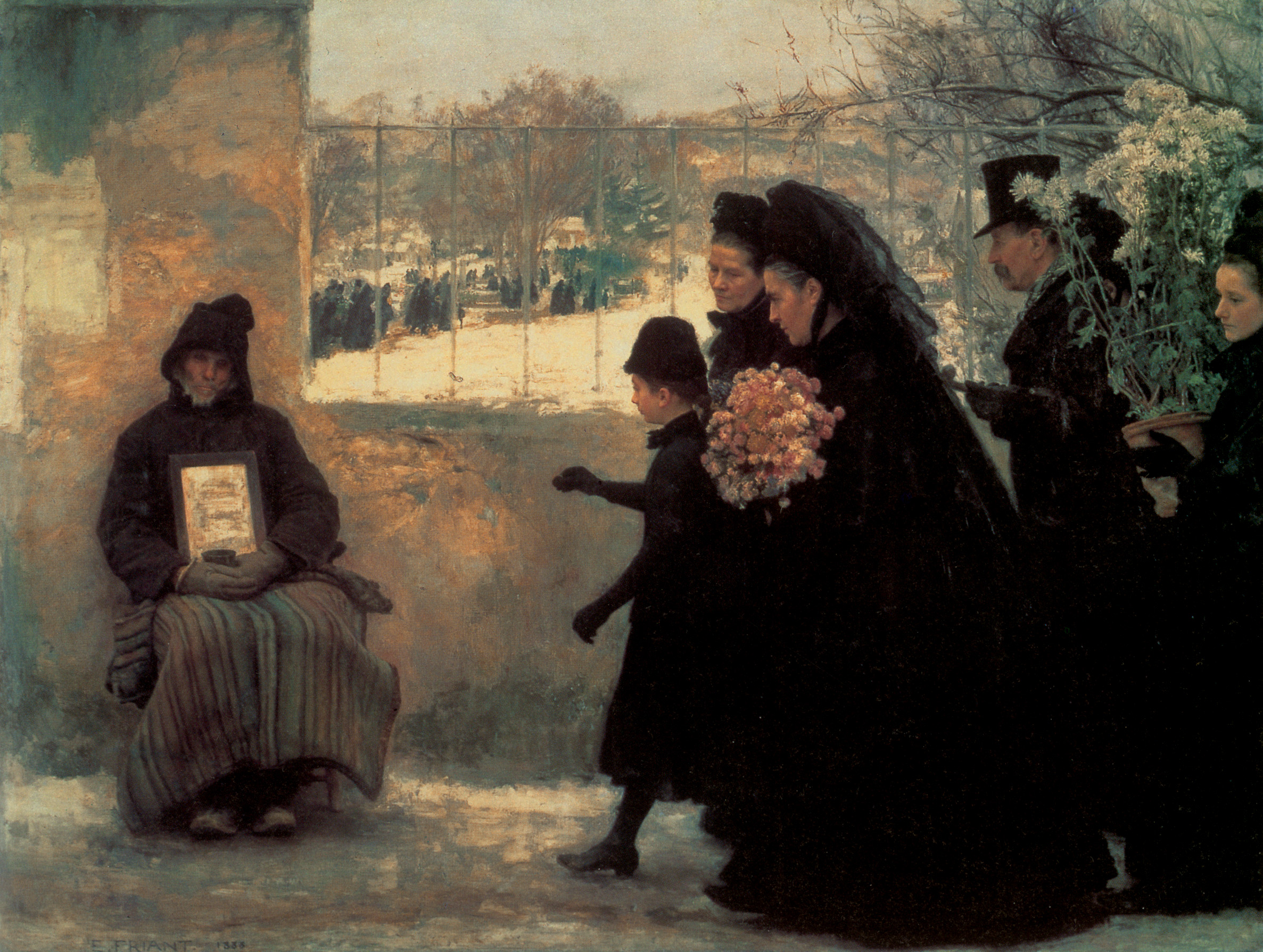
La Toussaint, Émile Friant, 1888.
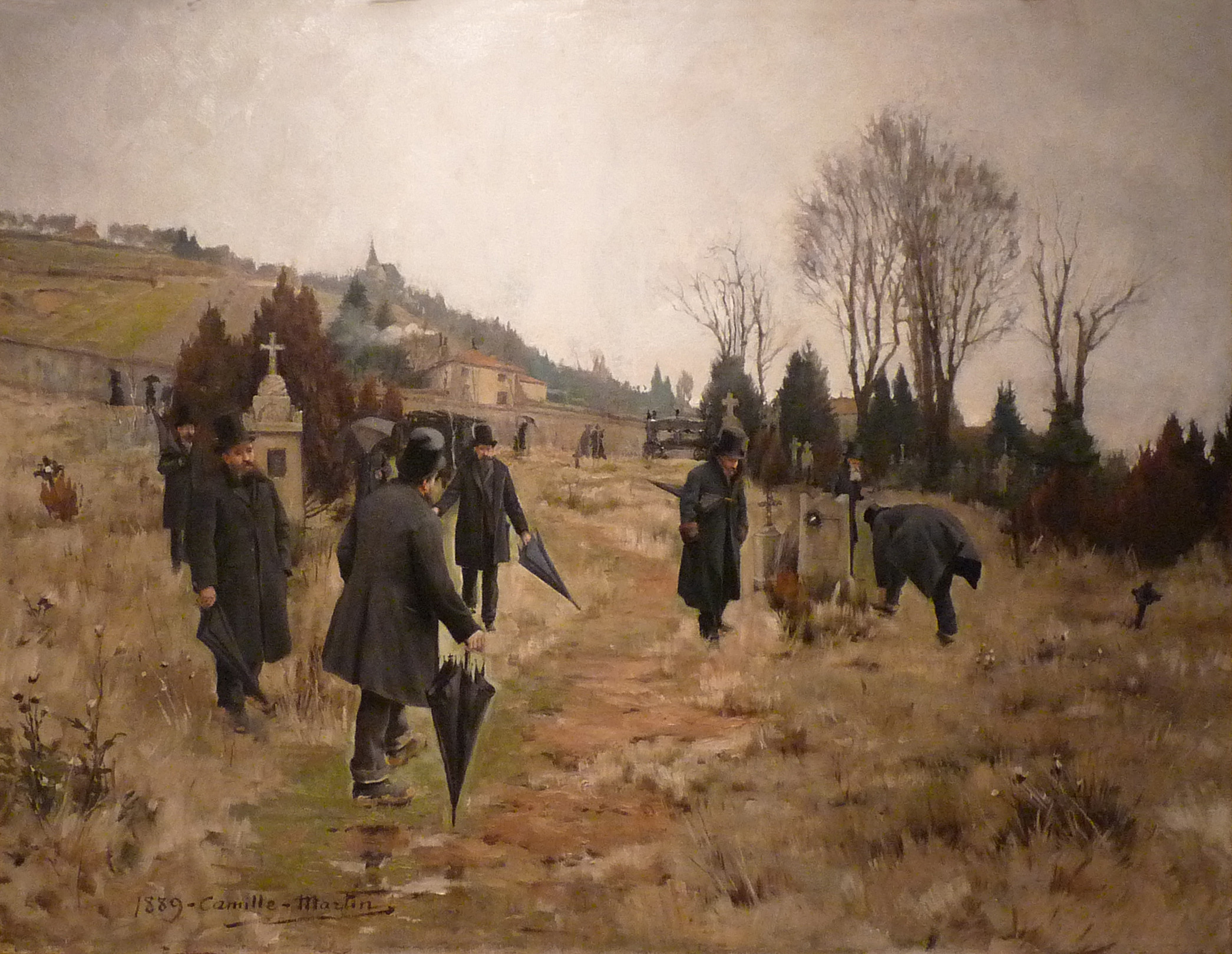
Après l'enterrement, Camille Martin, 1889.
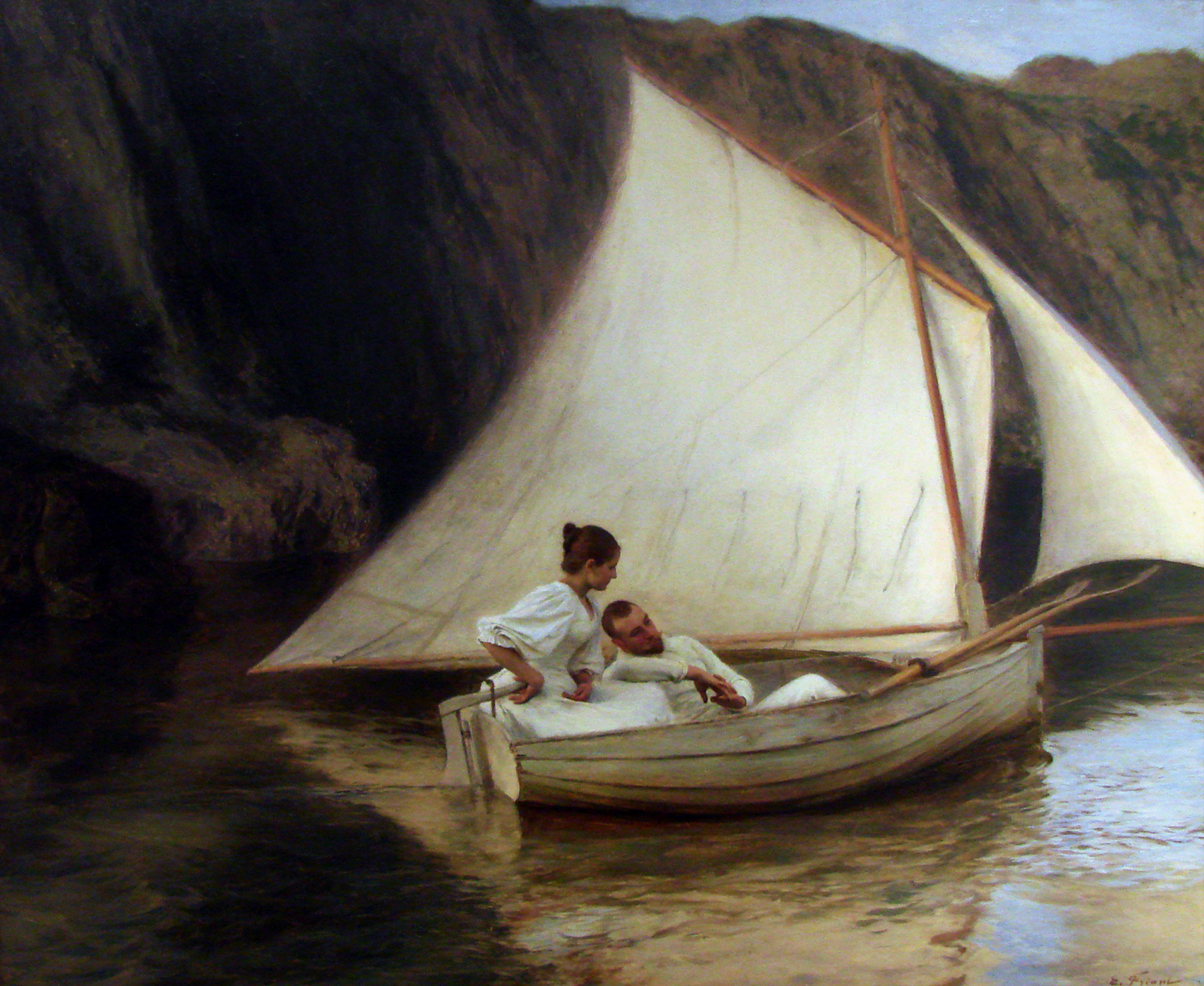
La petite barque, Émile Friant, 1895.
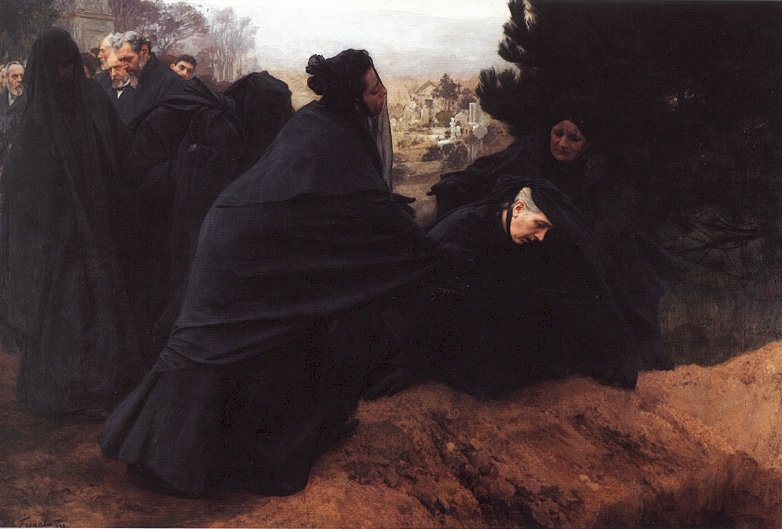
La Douleur, Émile Friant, 1898.

Plusieurs œuvres symbolistes sont aussi présentes, telles que La Joie des choses d'Armand Point, Le Chant du soir d'Alphonse Osbert ou La Femme à la perle de Charles Sellier.

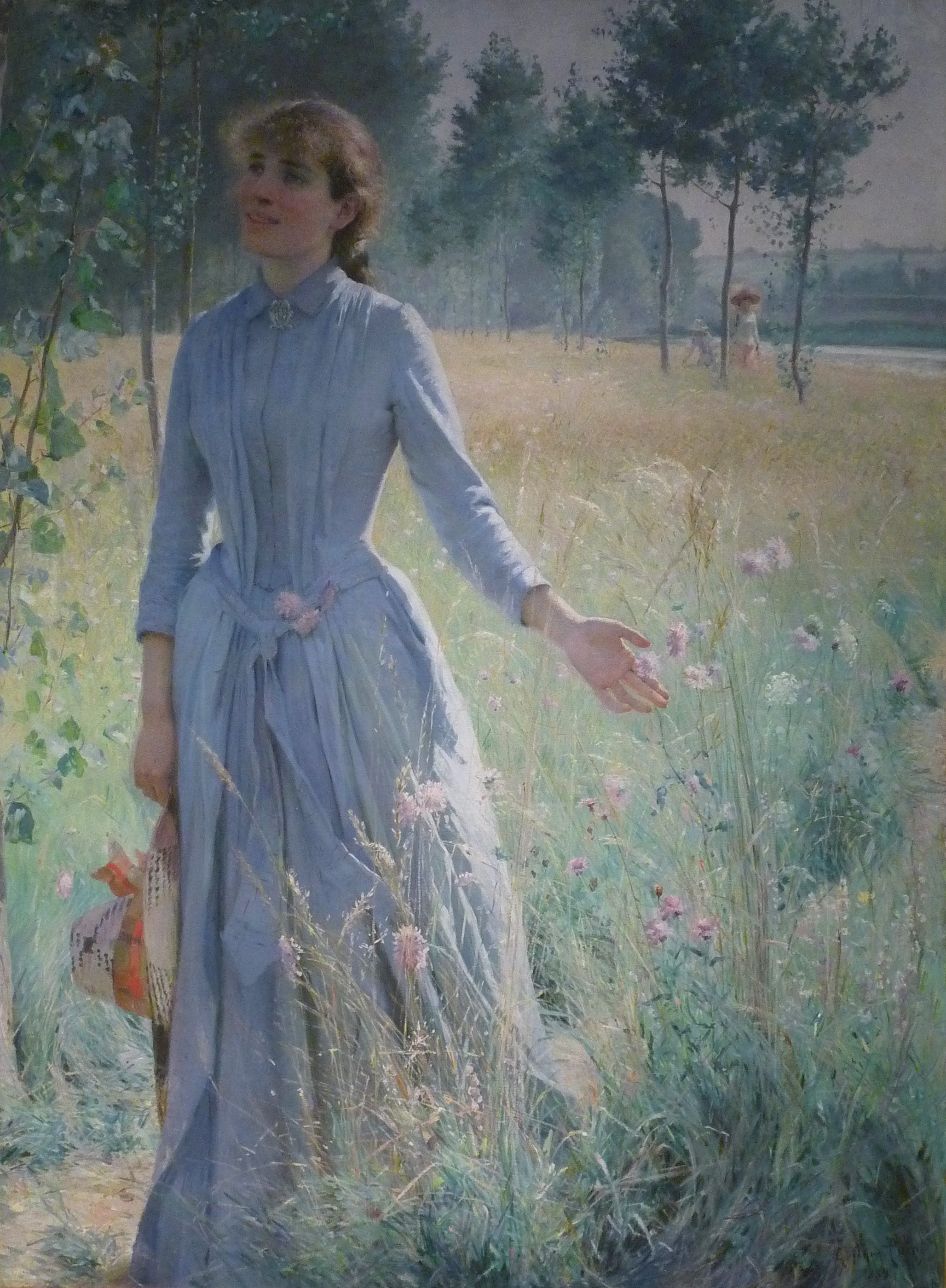
La Joie des choses, Armand Point, 1884.
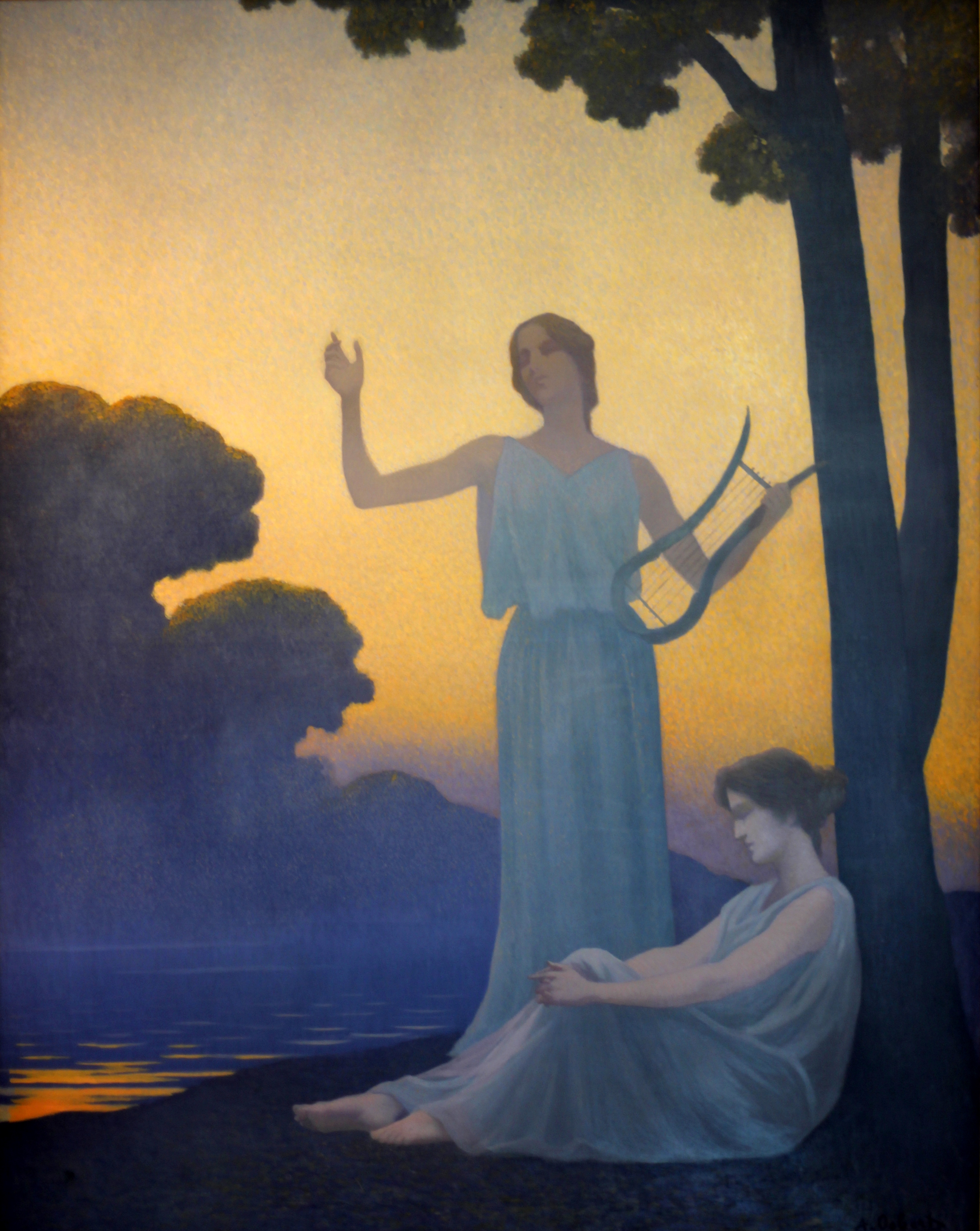
Le Chant du soir, Alphonse Osbert, 1906.

Quelques peintures pointillistes sont aussi exposées, comme Jeune Femme assise d'Hippolyte Petitjean,ou Ferme, matin d'Henri-Edmond Cross.

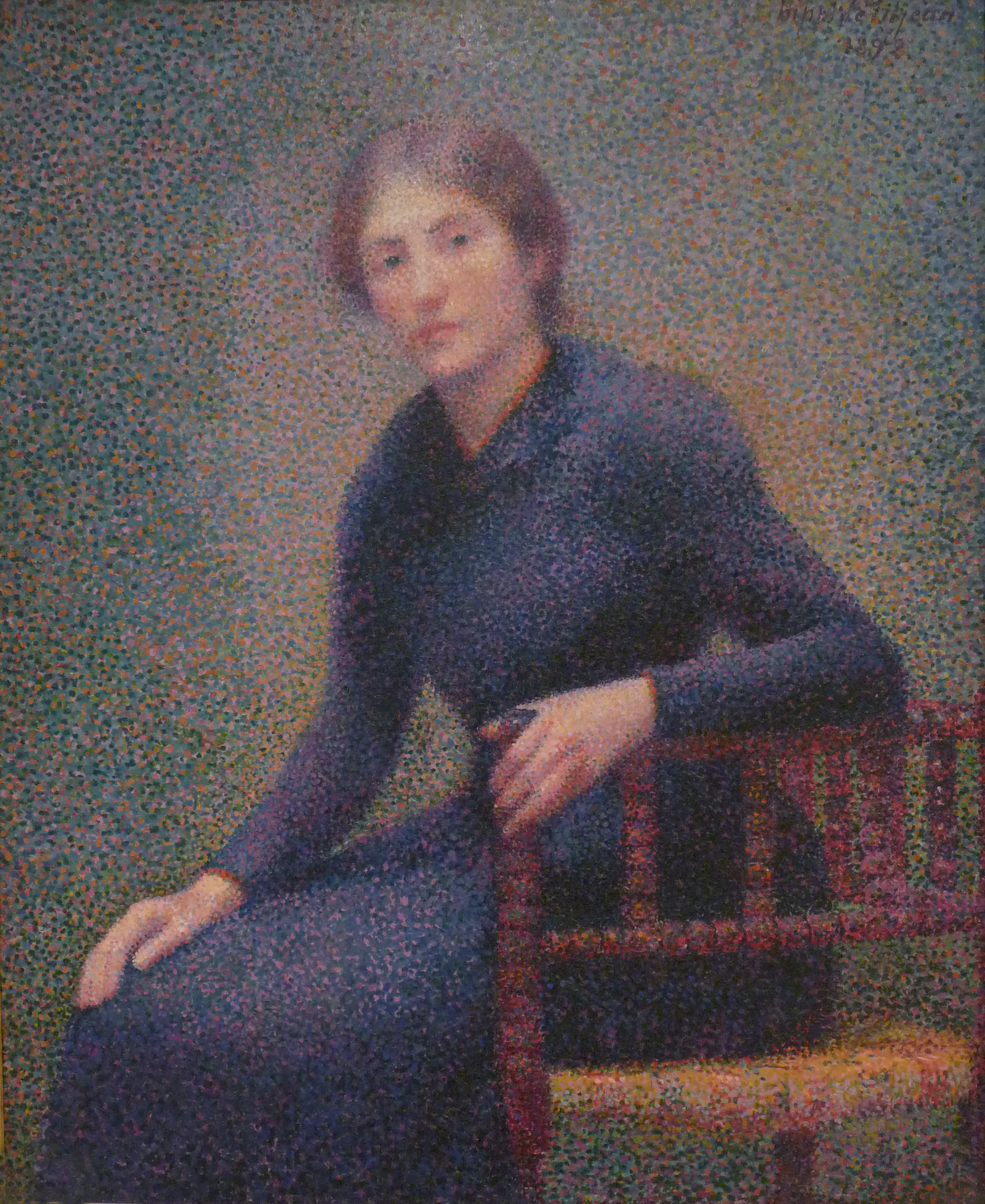
Jeune femme assise, Hippolyte Petitjean, 1892.
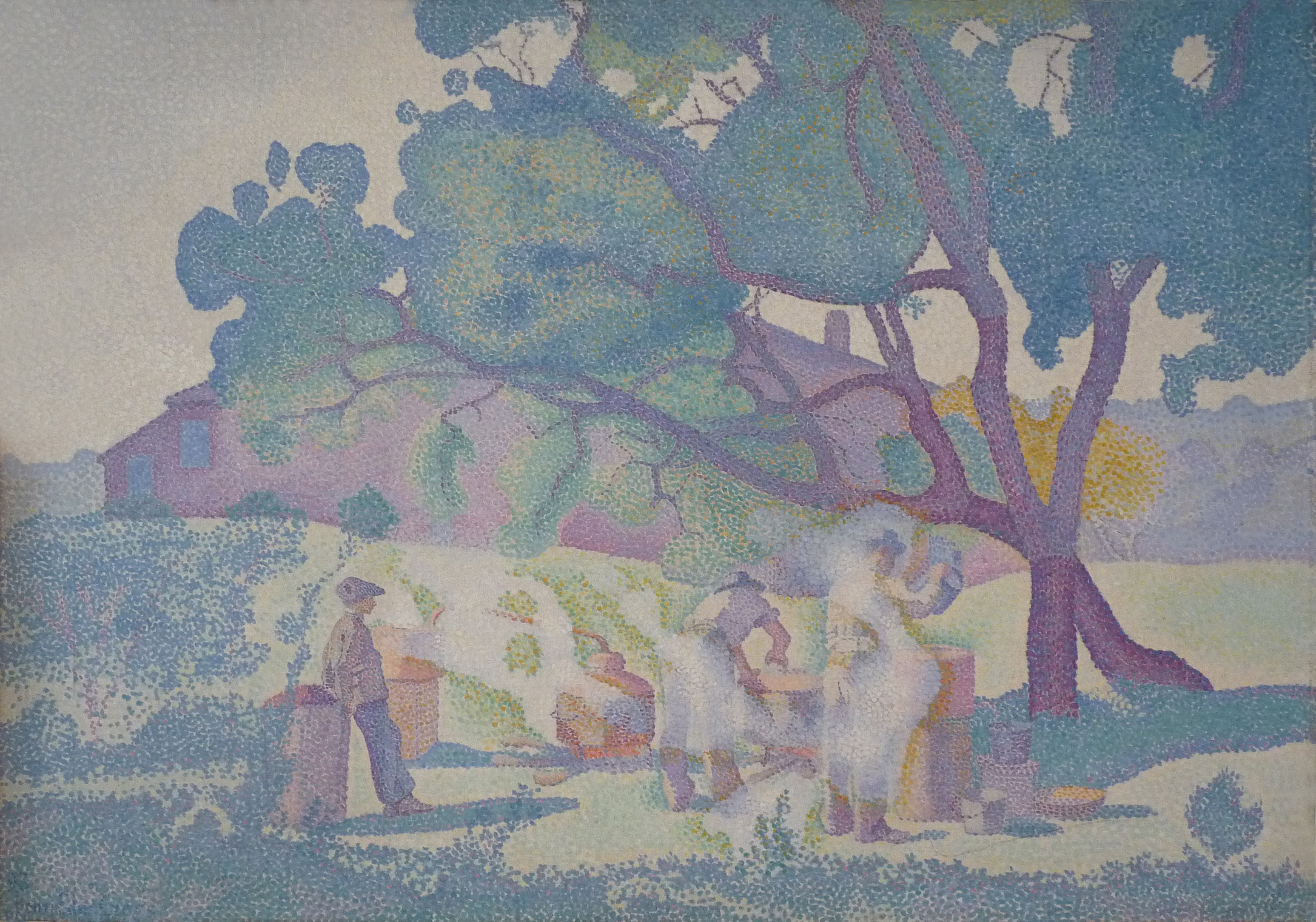
Ferme, matin, Henri-Edmond Cross, 1893.

Enfin, la dernière alcôve abrite Coucher de soleil à Étretat de Claude Monet, œuvre emblématique du mouvement impressionniste.

### XXesiècleetXXIesiècle
La muséographie mise en place en 2012 présente les œuvres par thème : portrait, paysage, sculpture, couleur plutôt que par courant afin de favoriser les confrontations : Voyage organisé dans l'Adriatique, œuvre d'Erik Dietman datant de 1999 composée de 21 crânes en verre soufflé dans une grille, est ainsi mis en regard avec Memento mori de Nicolas-Henri Jeaurat de Bertry, datant de 1756.

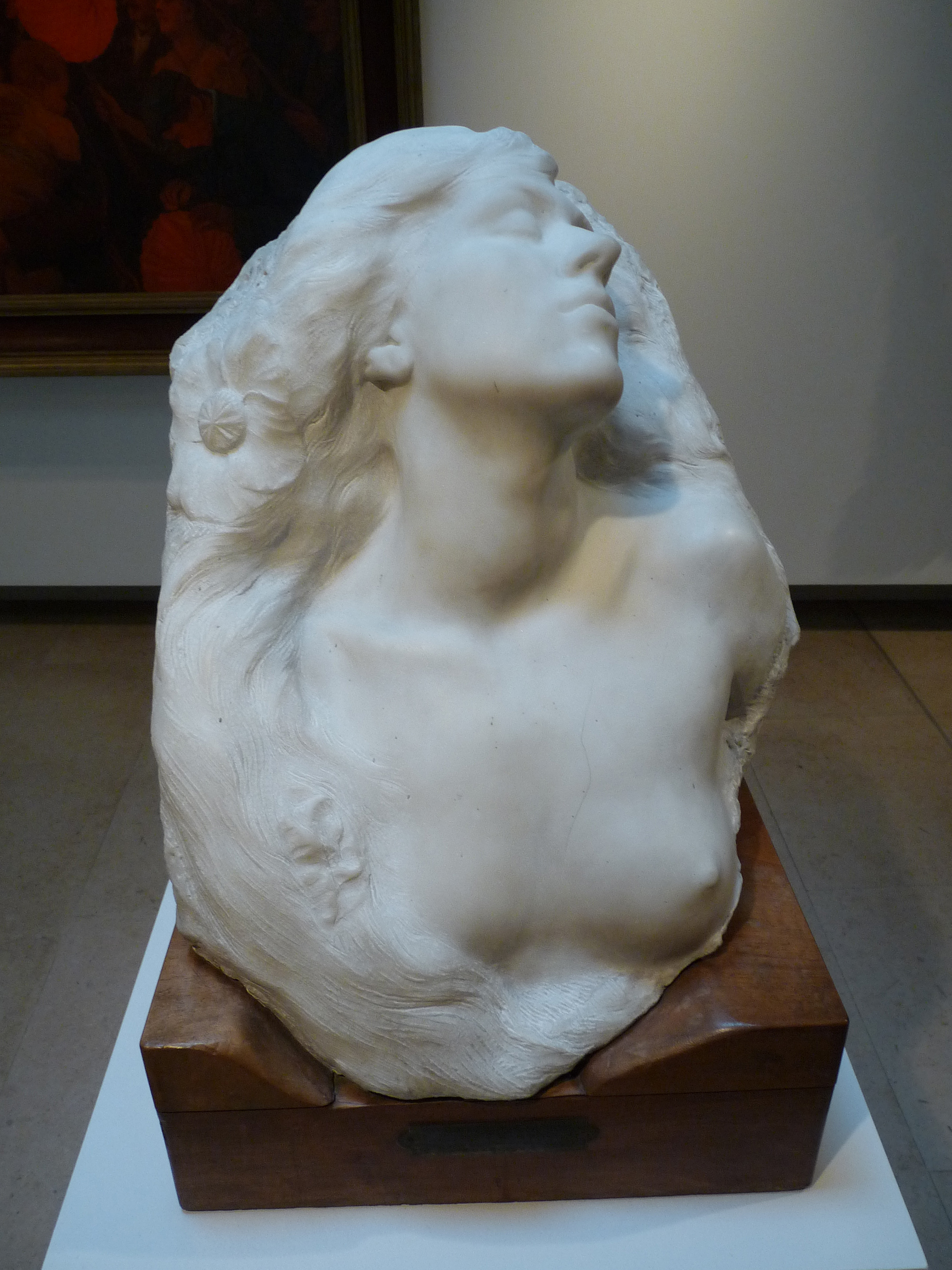
Le Sommeil, Ernest Bussière, 1903.
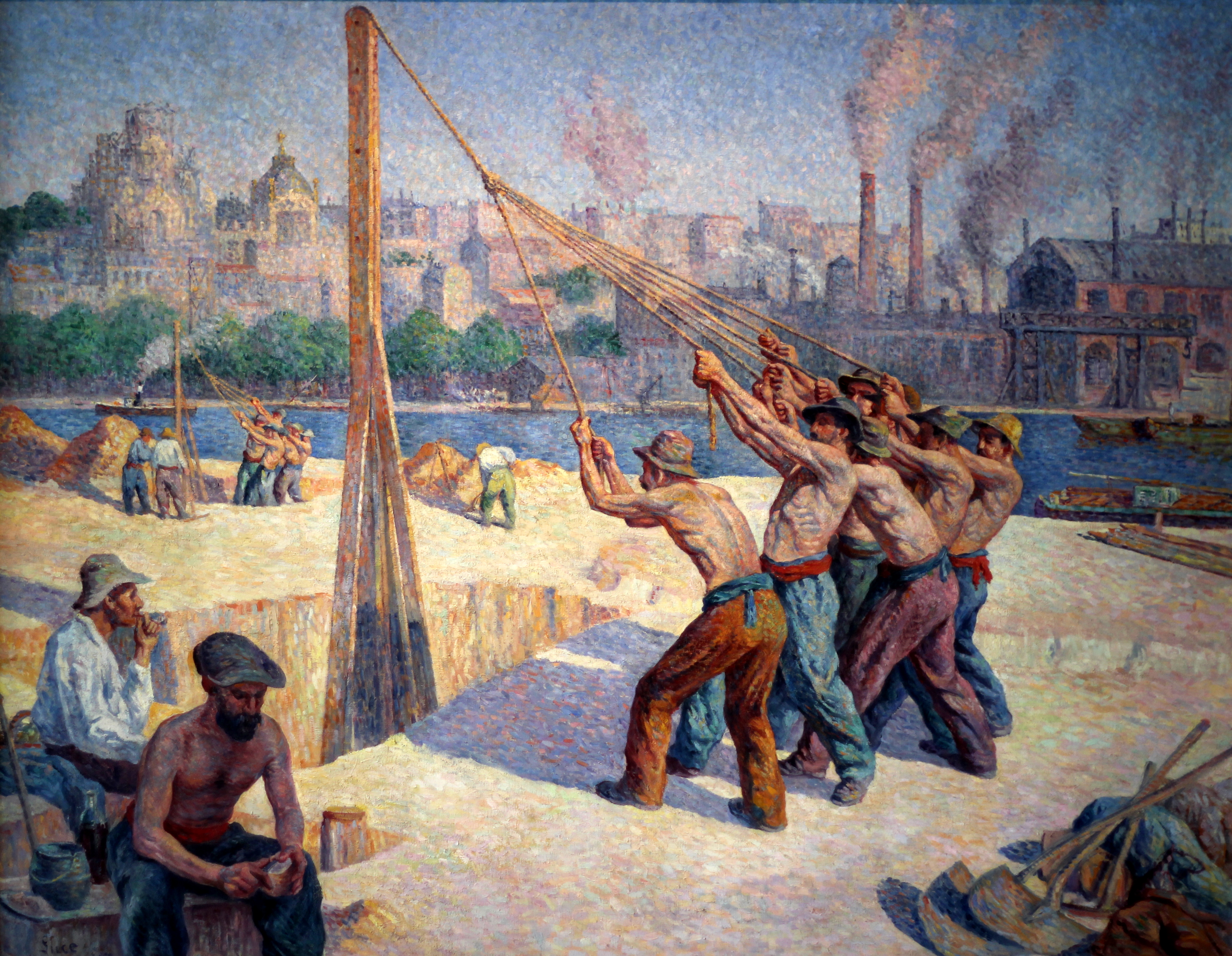
Les Batteurs de pieux, Maximilien Luce, 1902.
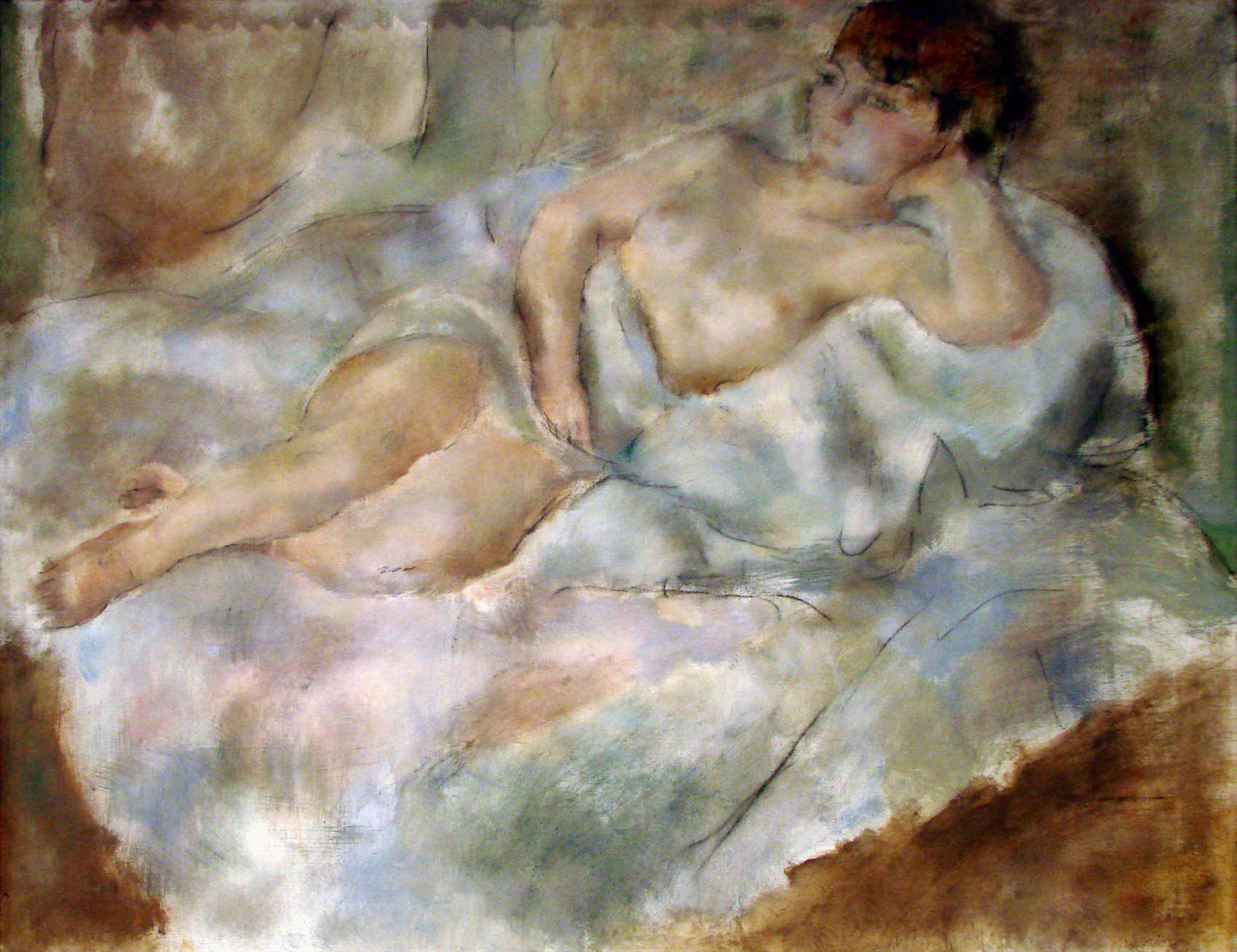
La Rêveuse, Jules Pascin.
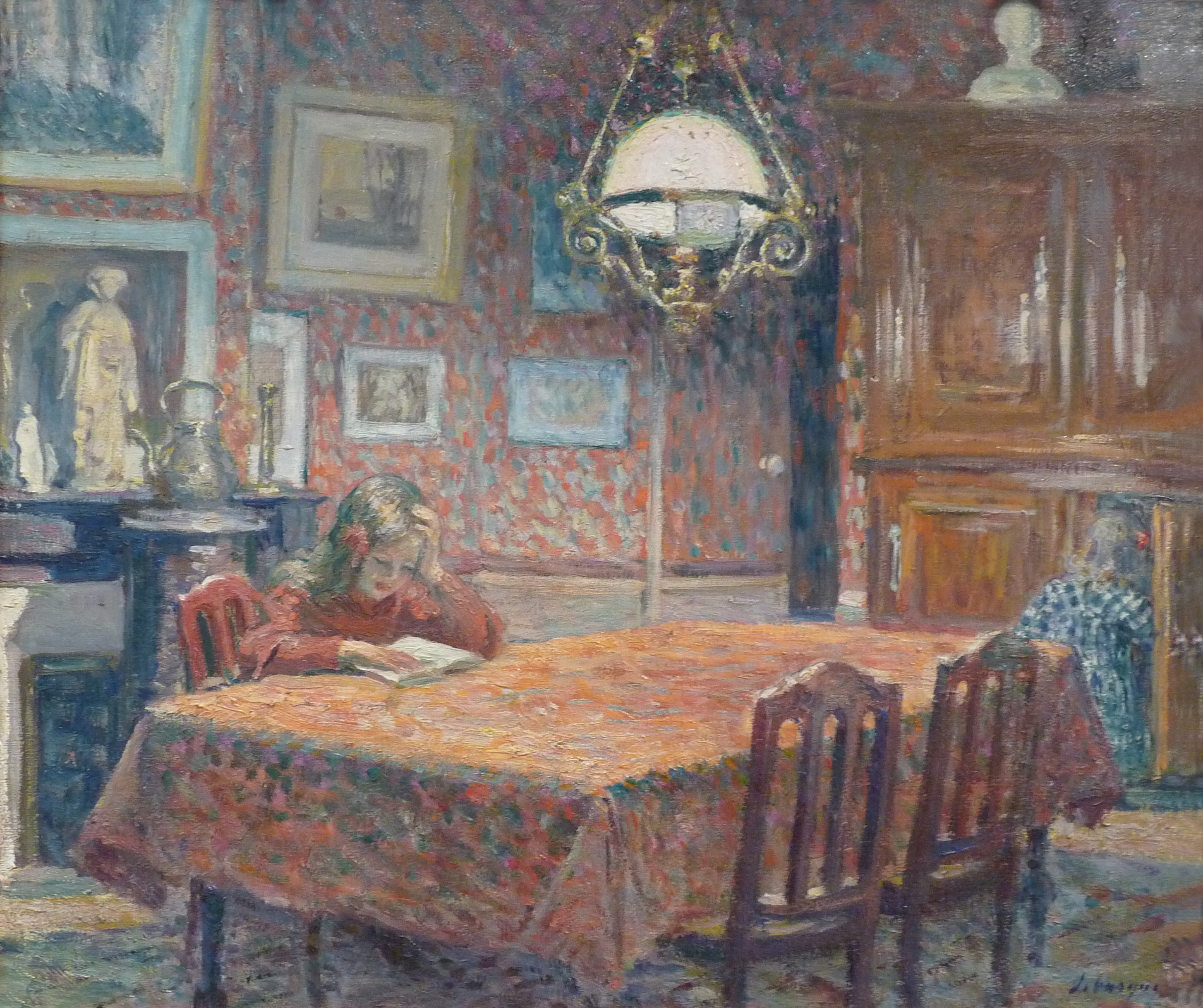
Sous la lampe, Henri Lebasque, 1904.
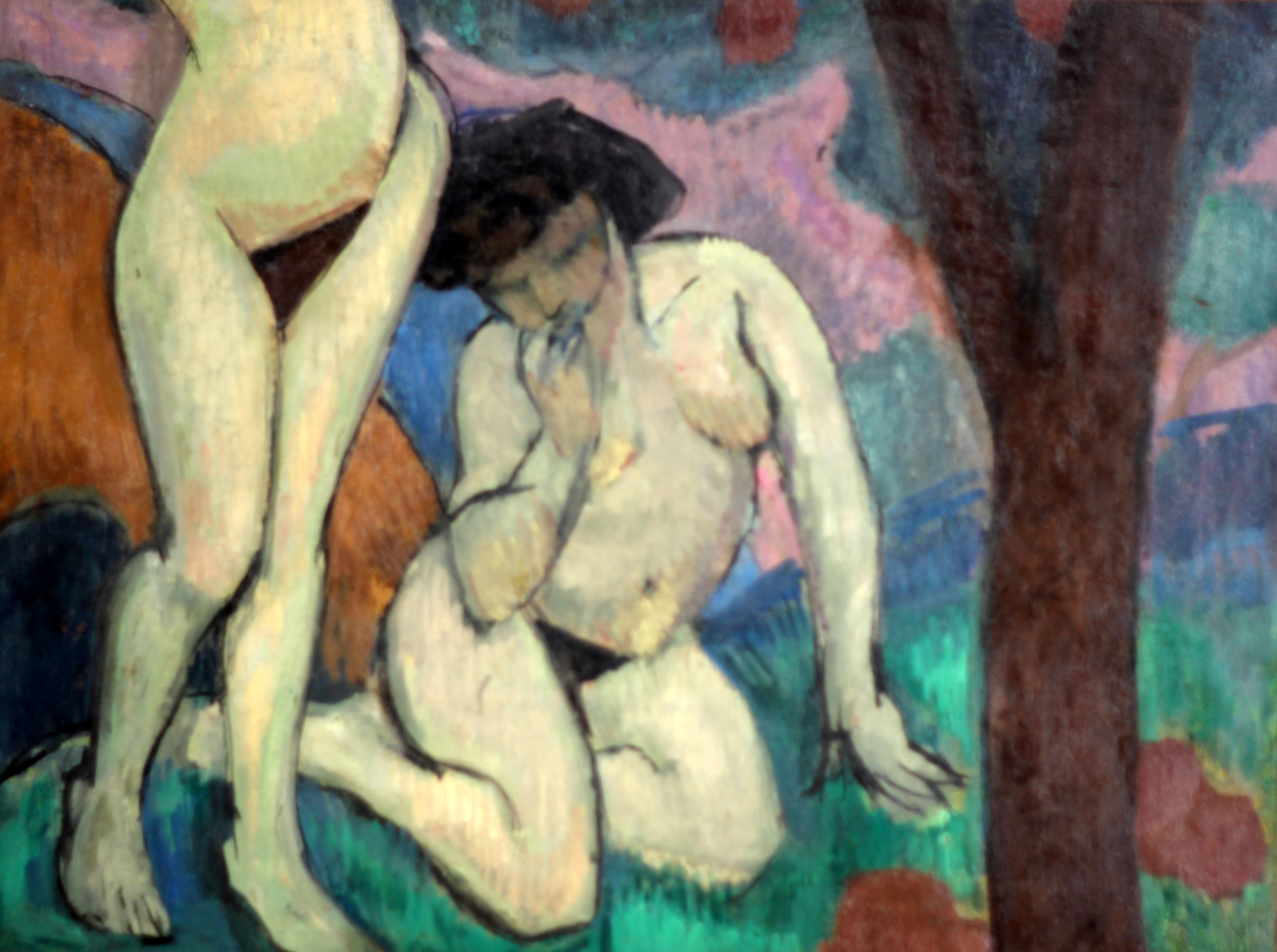
Nus dans un paysage, Roger de La Fresnaye, 1910. On aperçoit de nombreuses influences du mouvement nabi : absence de perspective dans le paysage, aplats de couleur, traits noirs. La composition s'équilibre avec une femme agenouillée entournée du ventre et des jambes d'une femme debout sur sa gauche et d'un tronc d'arbre sur sa droite[B 22].
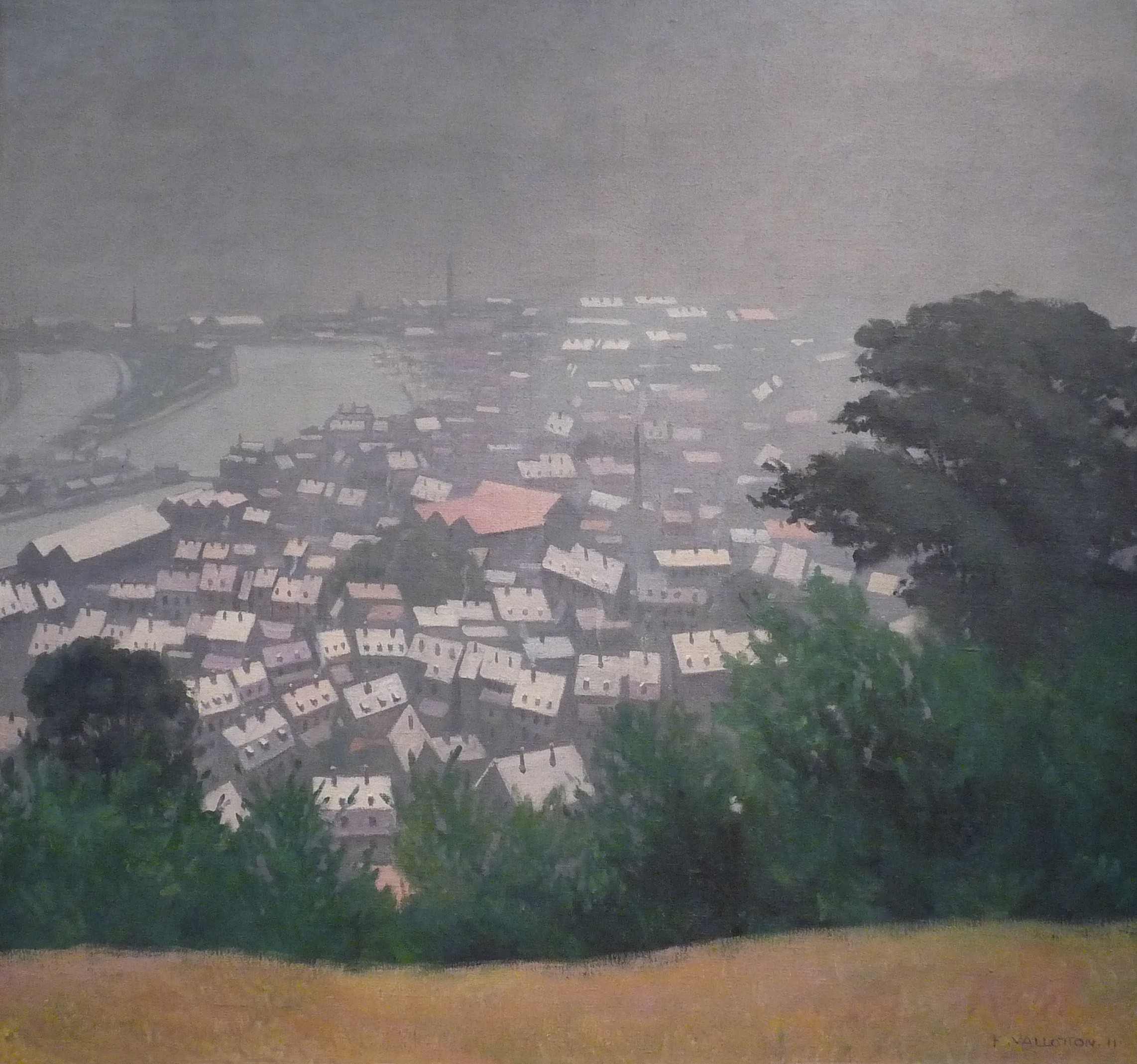
Honfleur dans la brume, Félix Vallotton, 1911[B 23].
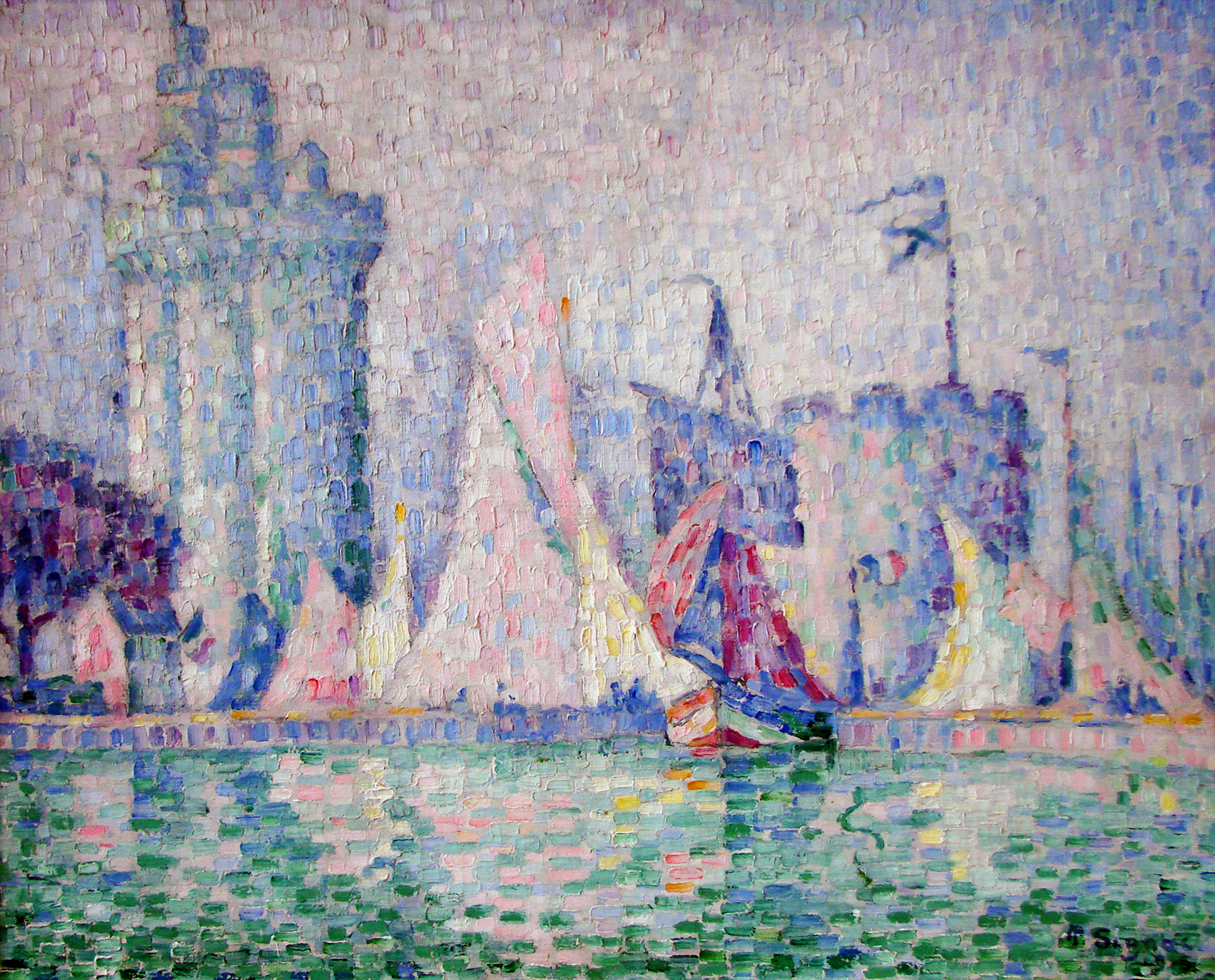
Le Port de La Rochelle, Paul Signac, 1915.
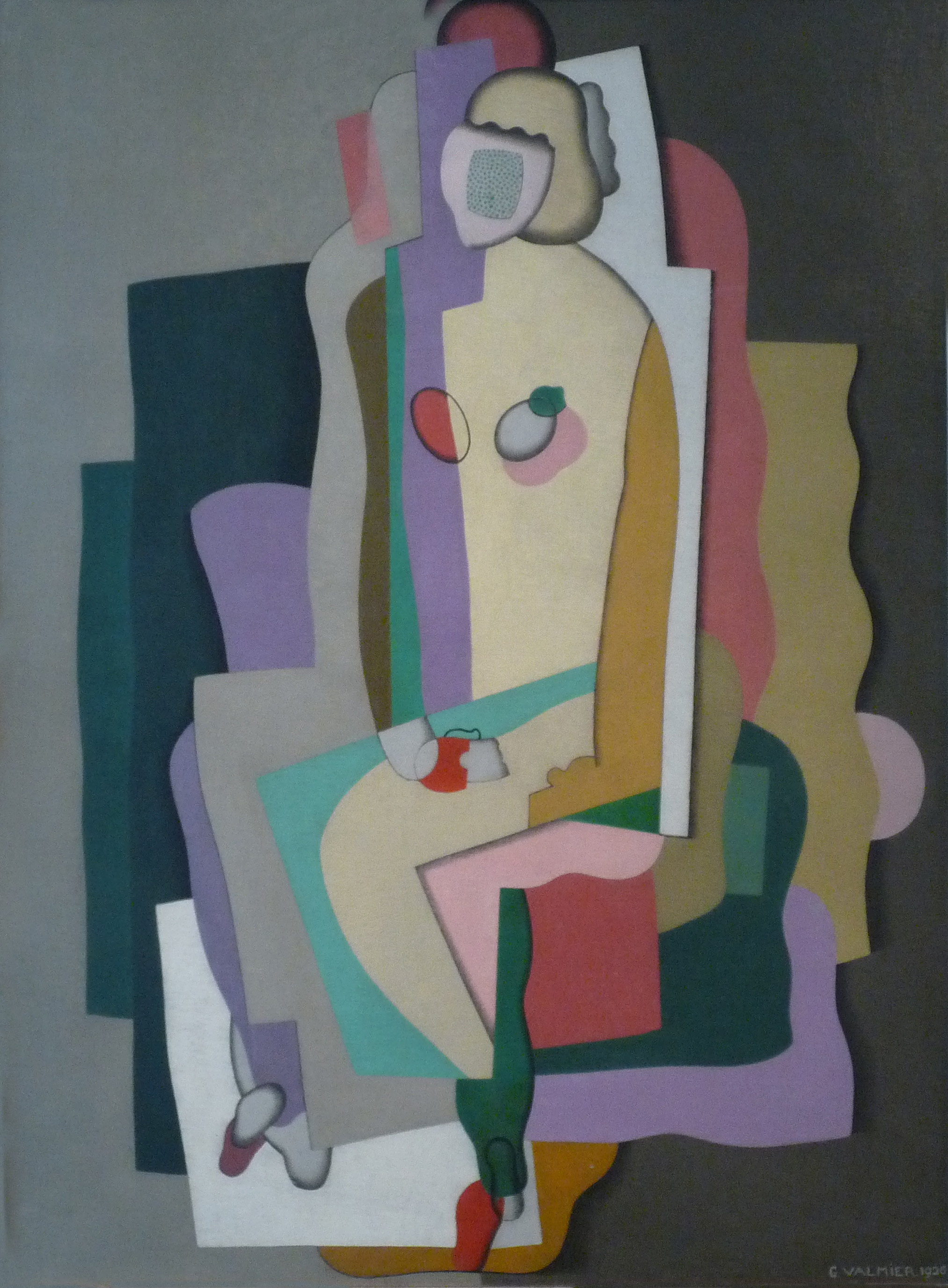
Composition, Georges Valmier, 1926.

Une partie des collections du musée vient du legs de 117 œuvres de la veuve d'Henri Galilée en 1965, notamment La Seine au Pont-Neuf, effet de brouillard d'Albert Marquet, Le Déjeuner des enfants de Pierre Bonnard, Sainte-Adresse. Jour et Sainte-Adresse. Nuit de Raoul Dufy. C'est également la provenance de deux portraits par Amedeo Modigliani, La Femme blonde et La Femme brune.

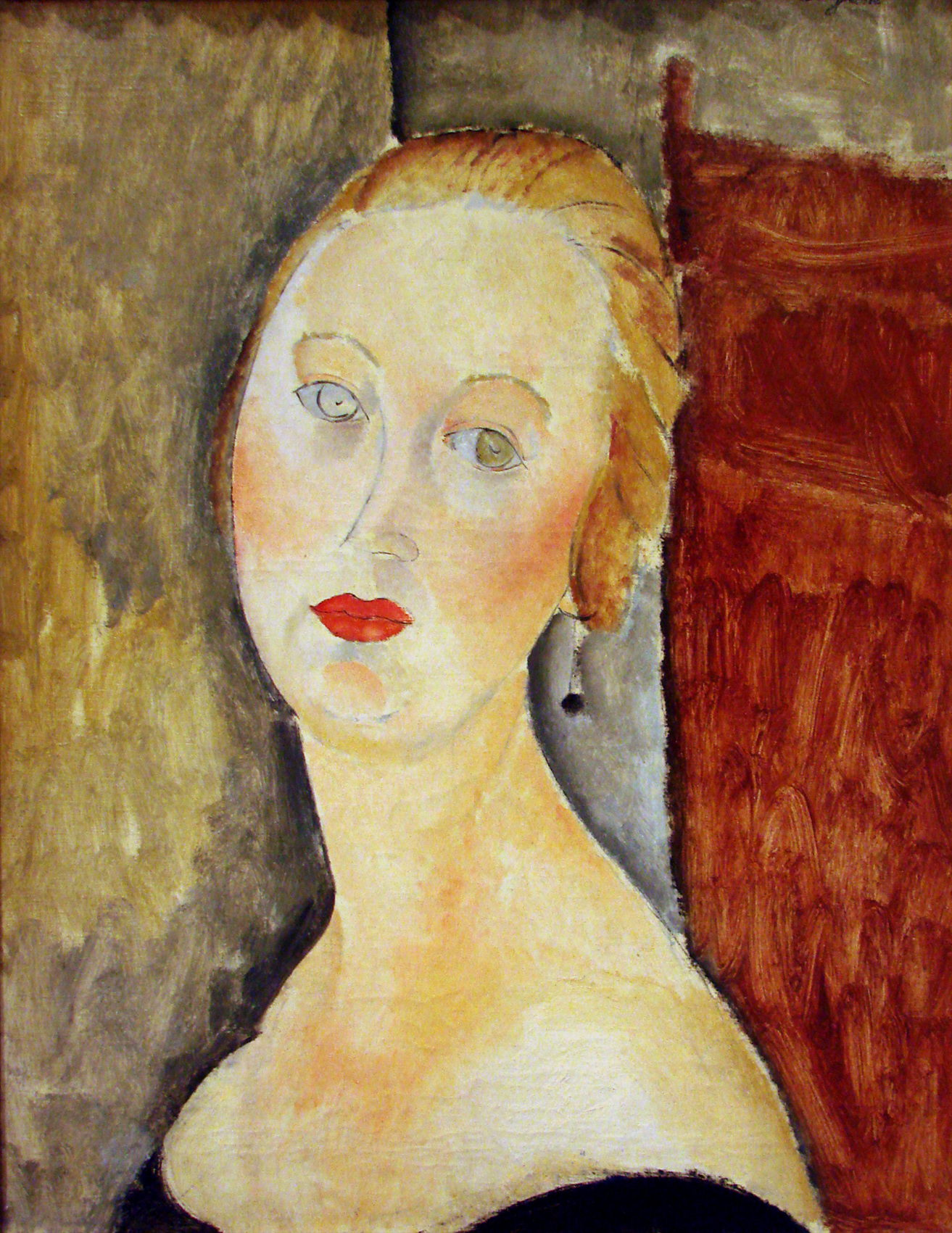
La Femme blonde, Amedeo Modigliani, 1918[B 24].
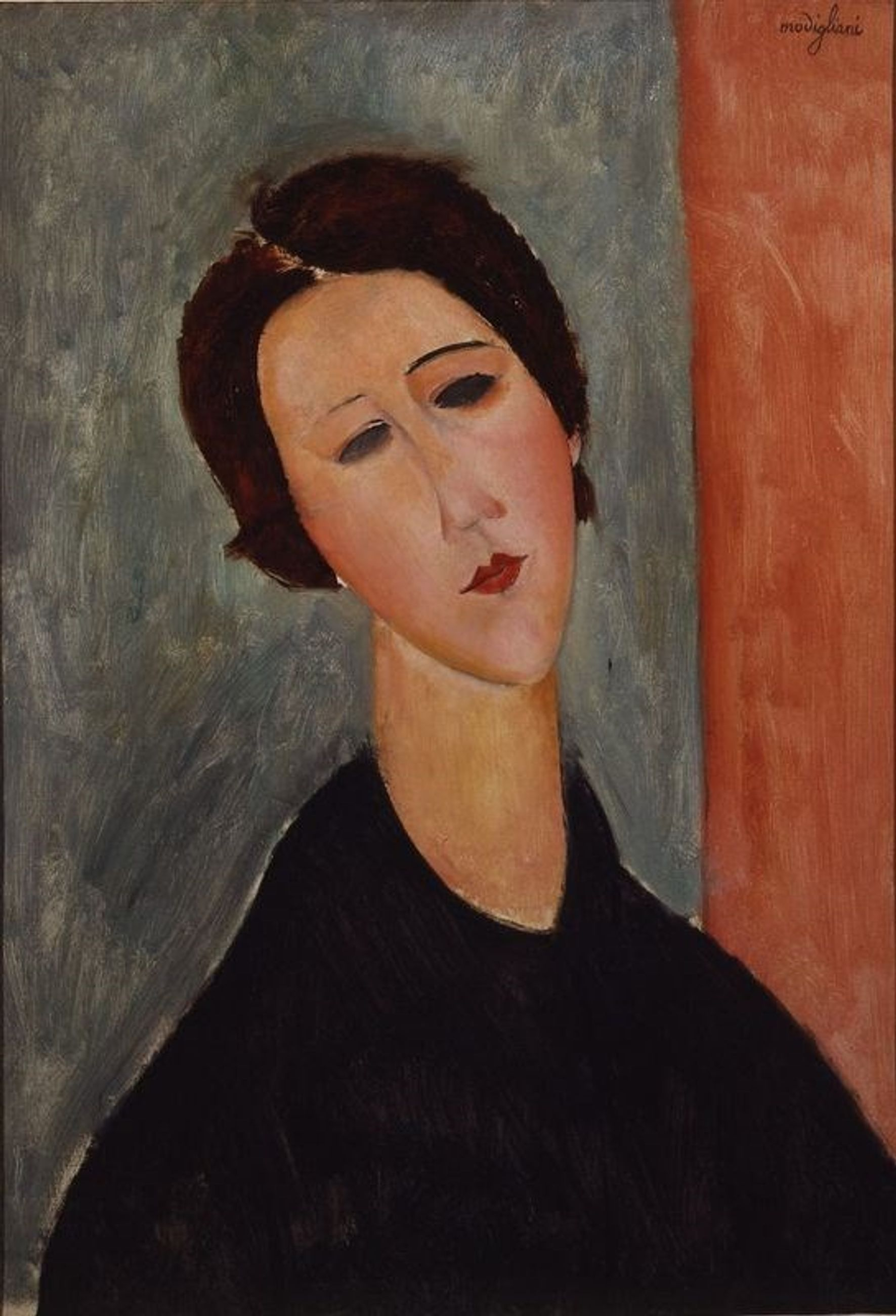
La Femme brune, Amedeo Modigliani, 1919-1920.

De nombreuses acquisitions ont lieu entre 1970 et 1990 : le musée achète, avec l'association des amis des musées (Association Emmanuel Héré), plusieurs œuvres d'Étienne Cournault : Le Lion et le Moucheron, Taurillon, Tête d'homme, Profils et La Pipe d'eau douce. En 1984, grâce au FRAM (fonds régional d'acquisition pour les musées) Lorraine, le musée achète Cheval majeur de Raymond Duchamp-Villon afin d'avoir une sculpture représentant le cubisme. En 1990, le musée achète Joueur de guitare à la chaise de Jacques Lipchitz, dont la sculpture Arlequin avec une clarinette fait déjà partie des collections; la veuve de l'artiste offrira deux ans plus tard au musée 21 autres sculptures. Enfin, toujours en 1992, l'État français dépose au musée Homme et femme de Pablo Picasso, devenue depuis l'une des pièces maîtresse du musée.
À la réouverture du musée en 1999, la conservatrice, Béatrice Salmon, demande au musée national d'art moderne, Centre Georges-Pompidou le dépôt de plusieurs œuvres afin de rendre la collection du musée des Beaux-Arts de Nancy la plus diverse possible : des créations de Lucian Freud, Juan Gris, Léonard Foujita, Raoul Dufy, Suzanne Valadon, Max Pechstein, Othon Friesz, František Kupka, Louis Marcoussis, Albert Gleizes, George Grosz, Henri Laurens, César et Étienne-Martin. En 2001, le musée reçoit en dépôt du Centre national des arts plastiques, des œuvres de Richard Fauguet, Claude Lévêque et Infinity Mirror Room fireflies on the water de Yayoi Kusama. Voyage organisé dans l'Adriatique d'Erik Dietman est acheté avec l'aide du FRAM. En 2008, le Fonds national d'art contemporain dépose Ne bouge pas poupée de Françoise Pétrovitch et le musée achète Konskie II, Polish Village de Frank Stella. En 2011, le musée achète Cross Crash no 1 et Cross Crash no 3 de François Morellet et reçoit Sculpture en ellipse de Carmen Perrin.

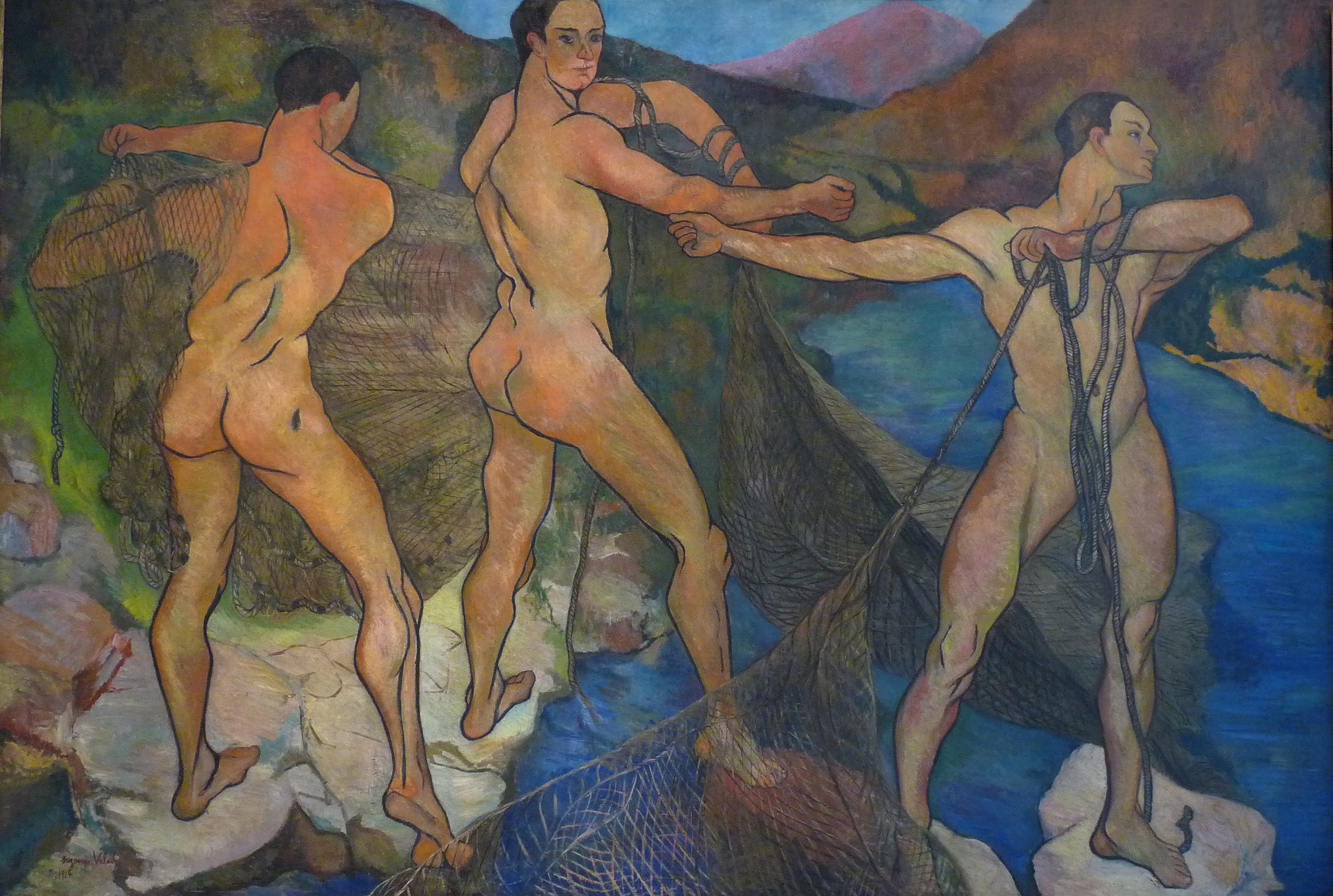
Le Lancement du filet, Suzanne Valadon, 1914[B 25].
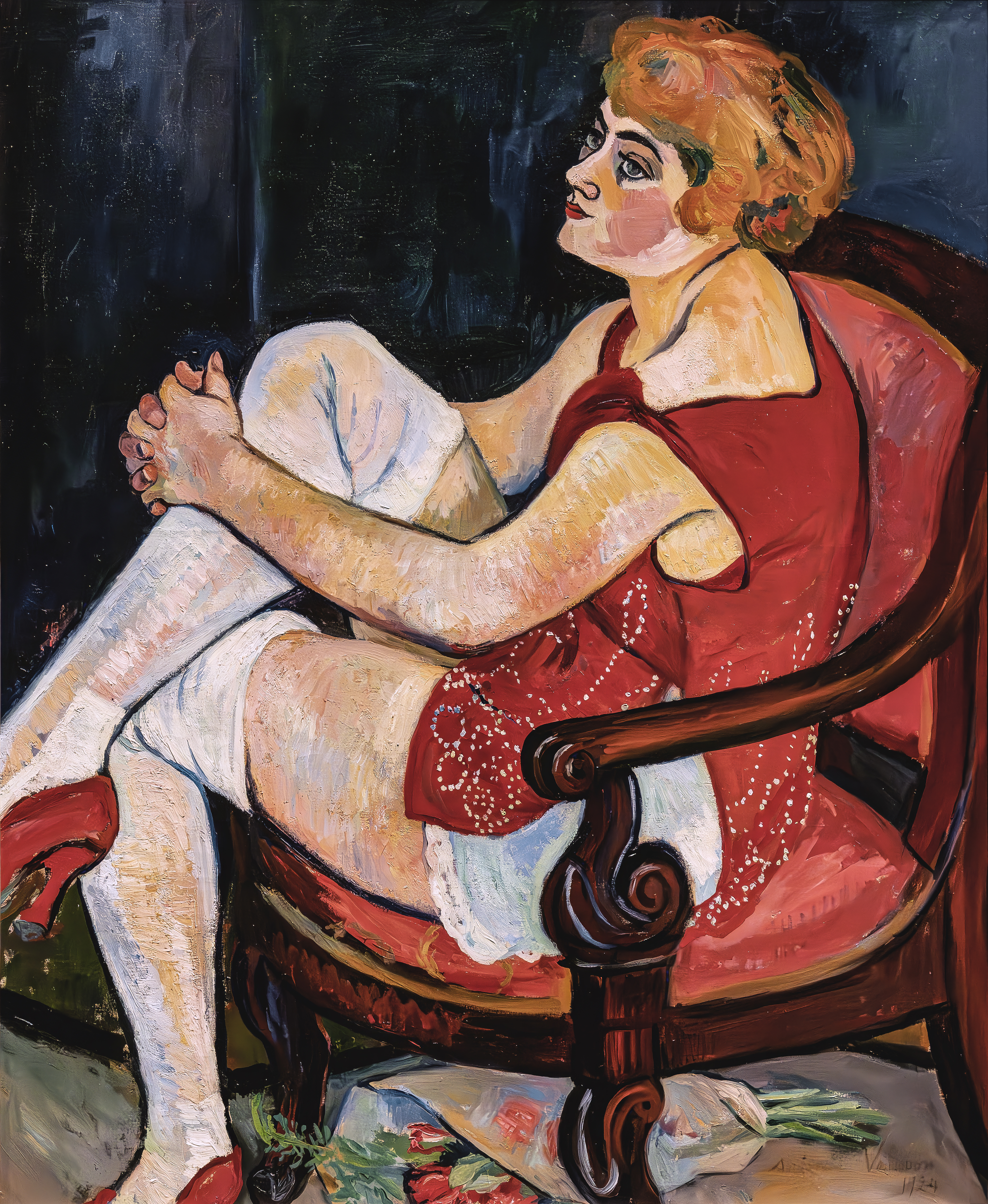
La Femme aux bas blancs Suzanne Valadon, 1924

### Collection Daum
La collection Daum, qui comprend plus de 950 œuvres dont 300 sont exposées,, est exposée dans le sous-sol du musée, au milieu des fondations du bastion d'Haussonville, depuis 1999. D'après la directrice du musée, elle est la raison principale de la venue de plus de 30 % des visiteurs. En plus de très nombreuses pièces Daum, le musée expose aussi Tête d'Emmanuel Saulnier ou Ne bouge pas poupée de Françoise Pétrovitch afin de montrer l'utilisation des techniques du verre dans l'art contemporain.
Les premiers achats de pièces Daum pour les musées de Nancy datent de 1920 ; cette date tardive s'explique par le dédain que pouvait subir la manufacture à l'époque d'Émile Gallé ; 10 pièces rejoignent les collections en 1929. En 1980, à la suite de cinq expositions temporaires sur la manufacture, Michel Daum offre onze vases au musée. En 1982, pour éviter le dépôt de bilan, la manufacture vend une partie de ses collections, dont sept pièces au musée des Beaux-Arts. L'année suivante, une salle d'exposition permanente est créée pour y accueillir la collection Daum, nouvellement enrichie de 115 nouvelles pièces achetées aux enchères et correspondant aux débuts de la manufacture. Deux ans plus tard, un partenariat de mécénat est signé entre le musée et la cristallerie, permettant des dons réguliers, notamment d'œuvres contemporaines en pâte de cristal. En 1999, le groupe SAGEM offre au musée plus de 200 pièces. En 2004, une soixantaine d'autres pièces sont achetées par le musée au fonds historique Daum. Comme il manquait des pièces des années 1950 à 1970 pour pouvoir présenter un panorama complet de l'évolution Daum, Claire Stoullig, alors conservatrice en chef du musée décide de faire appel à des dons privés, avec succès puisque 51 pièces sont offertes,. D'autres acquisitions ponctuelles, par don ou achat, ont lieu par la suite, comme le vase Fougères et Capillaires en 2005, le vase Bractée d'ombelle en 2009, ou le vase Verre de jade. Lay-Saint-Christophe en 2010. Ces nouvelles acquisitions permettent de montrer des aspects de la production Daum manquant à la collection, comme les services de verre fabriqués en série tels que le service Sorcy, le nécessaire d'écriture de Marie-Louise Destrez-Majorelle reçu en 2018, ou de mettre en valeur les aspects de production de la manufacture, tel que l'ensemble de verres témoins de couleur reçu en 2015 ou un ensemble de tirages de photographies publicitaires réalisées par Pierre Jahan.
Cette valorisation des aspects industriels de la manufacture Daum s'inscrit dans la même démarche que la création d'un espace de muséographie consacré à Jean Prouvé ; cette présentation transversale entre art et industrie, qu'on retrouve aussi dans l'exposition L'école de Nancy. Art nouveau et industrie d'art de 2018, est facilitée par le regroupement administratif du musée des Beaux-Arts de Nancy avec notamment le musée de l'école de Nancy et les galeries Poirel.

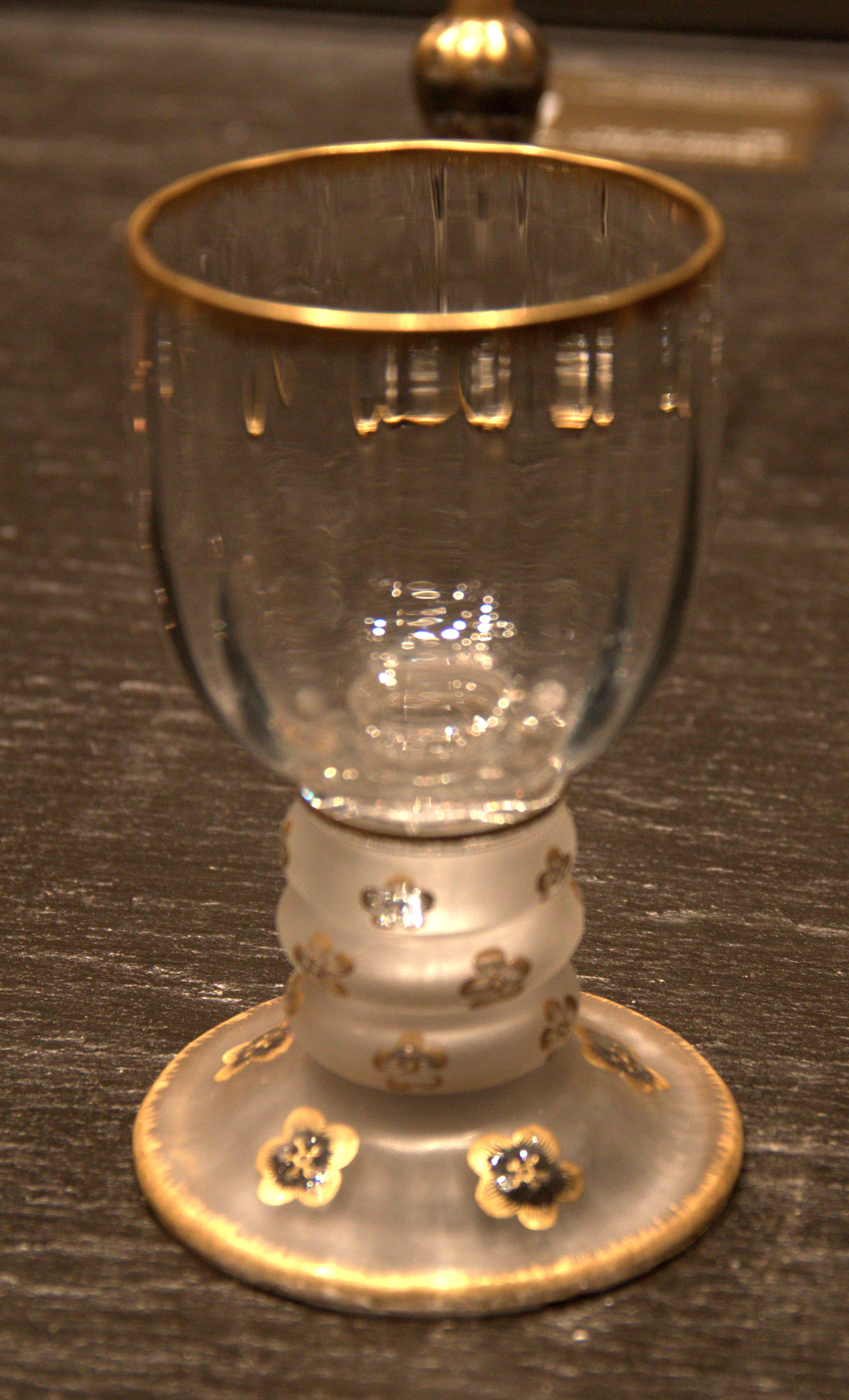
Service Rhénan, 1891.
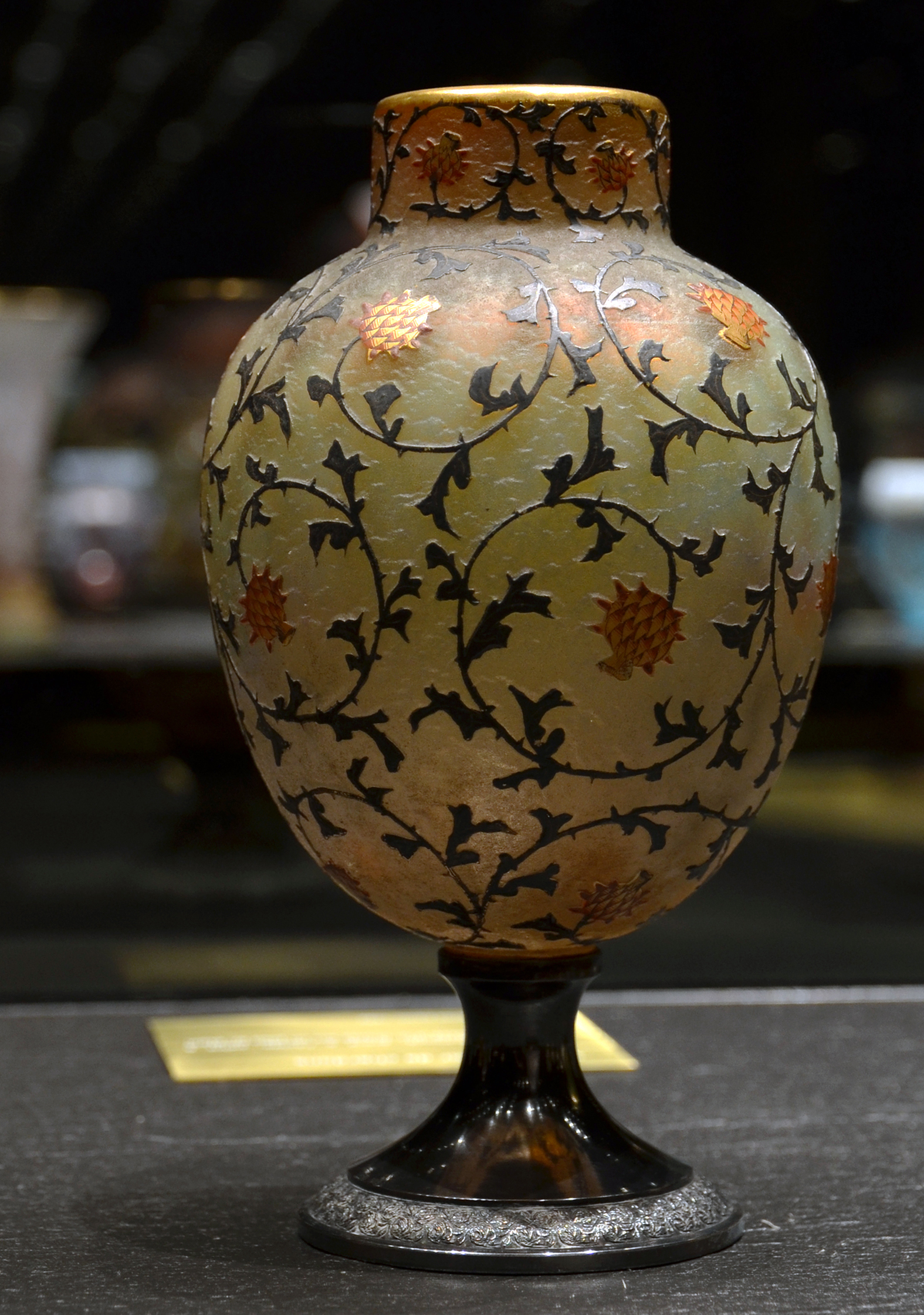
Vase à décor de chardons, 1892.
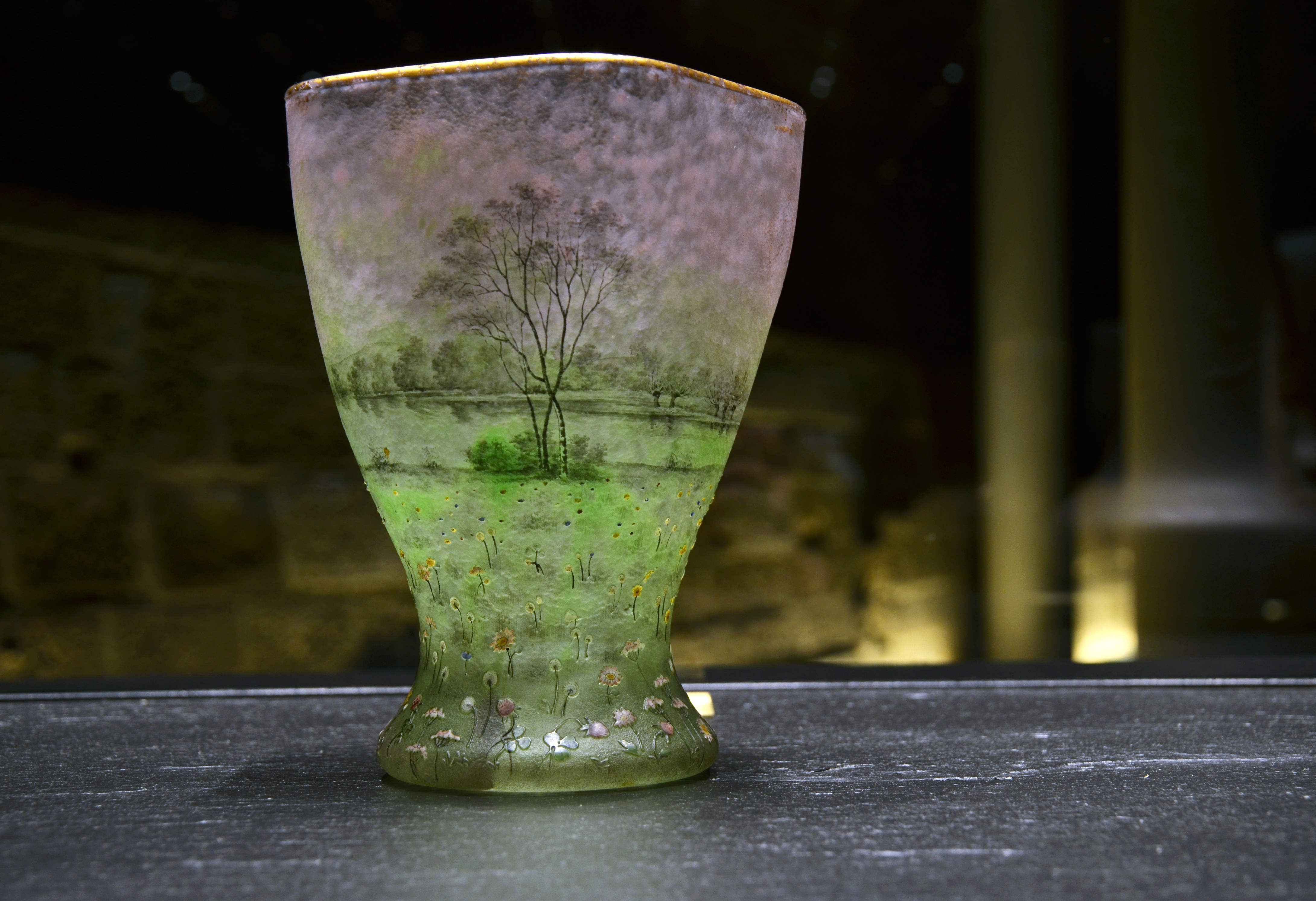
Vase Prairial, 1892.
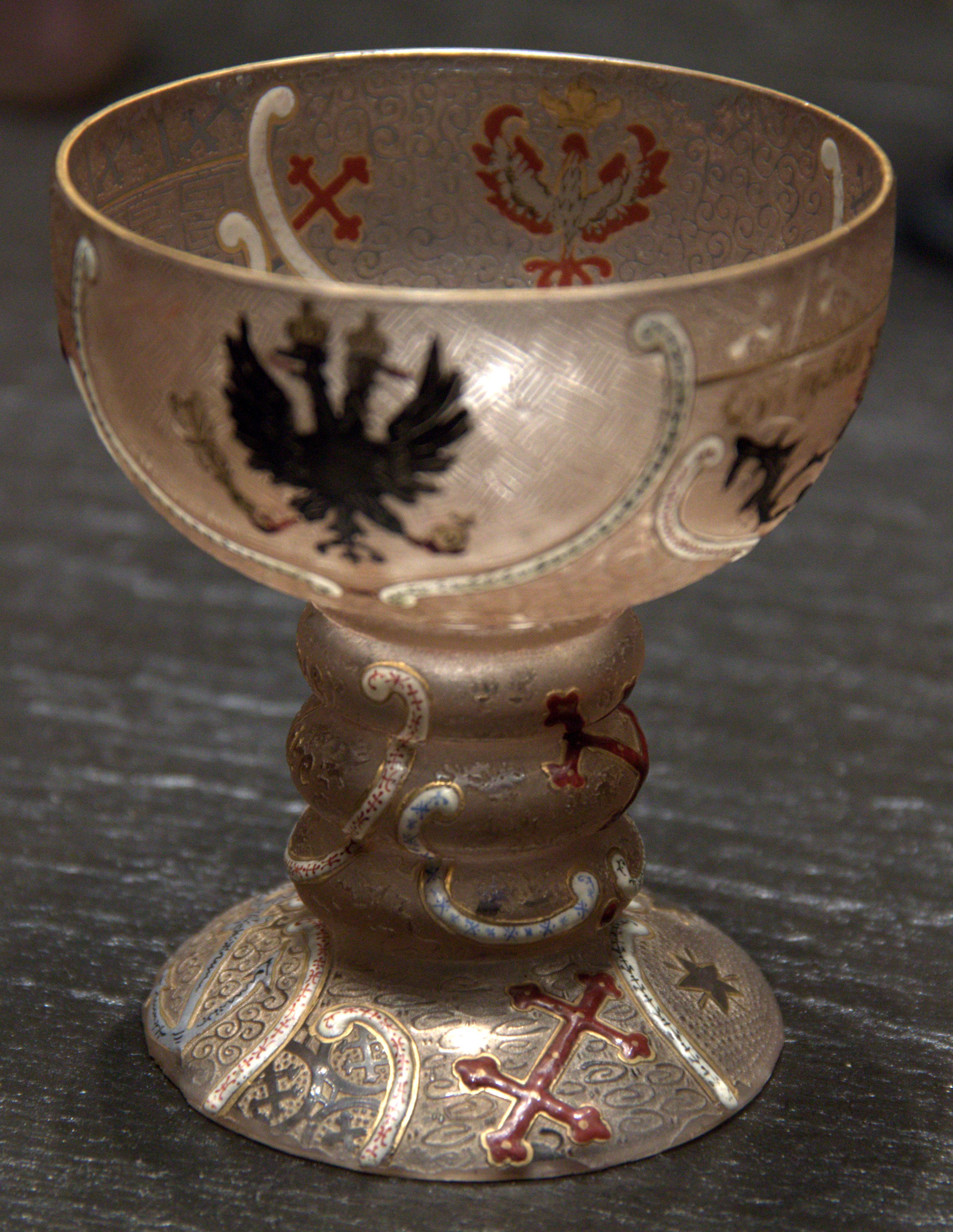
Hommage de la Lorraine à la Russie, 1893.
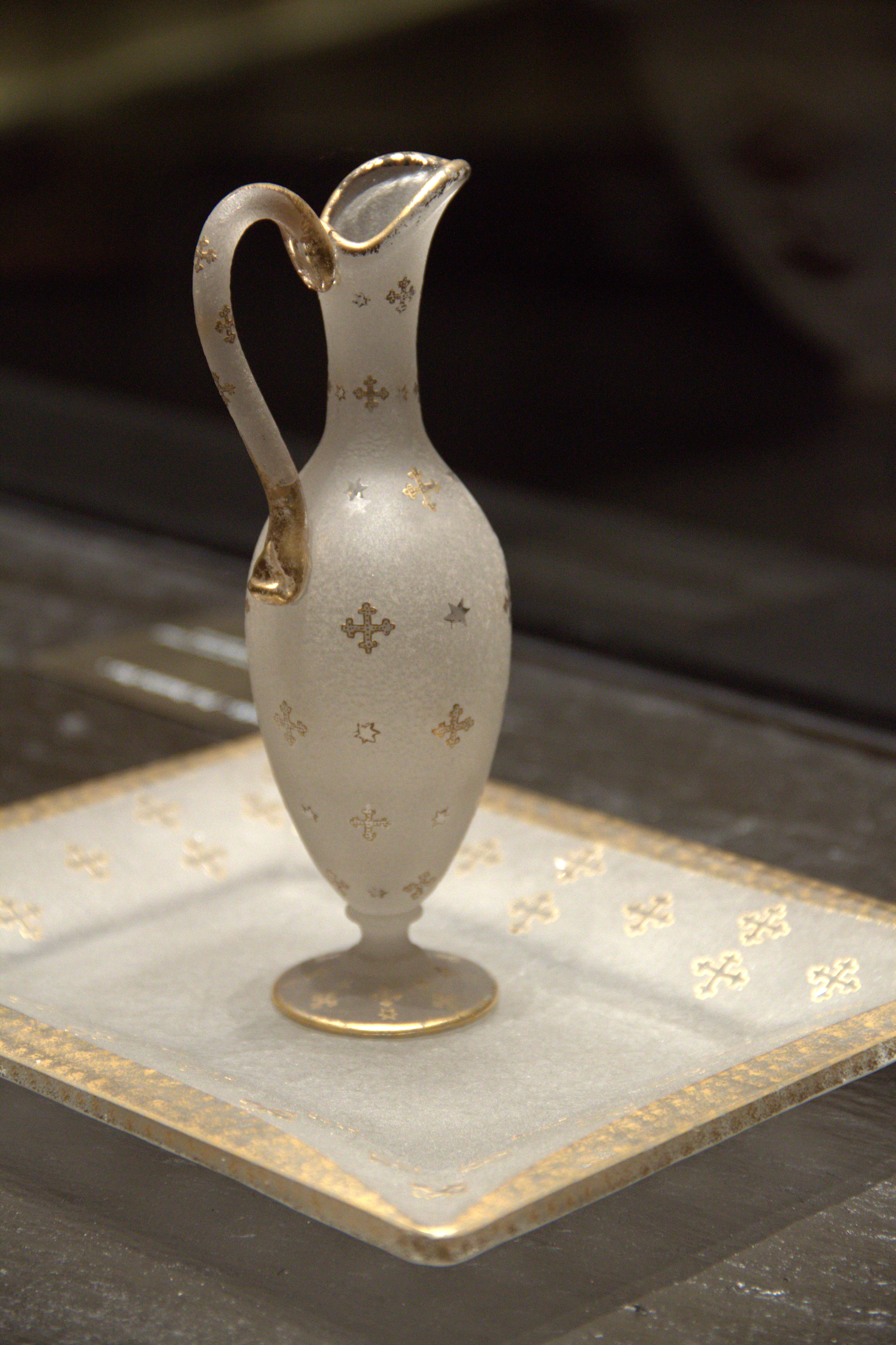
Ensemble « Pro Domino Deo », vers 1893.
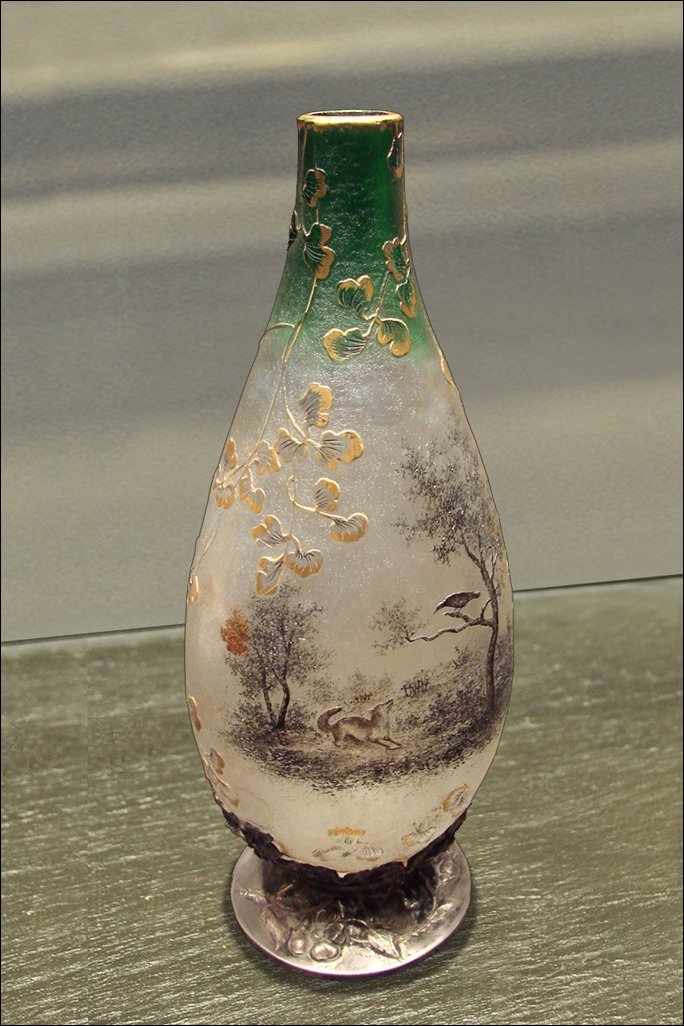
Vase corbeau et renard, 1893-1894.
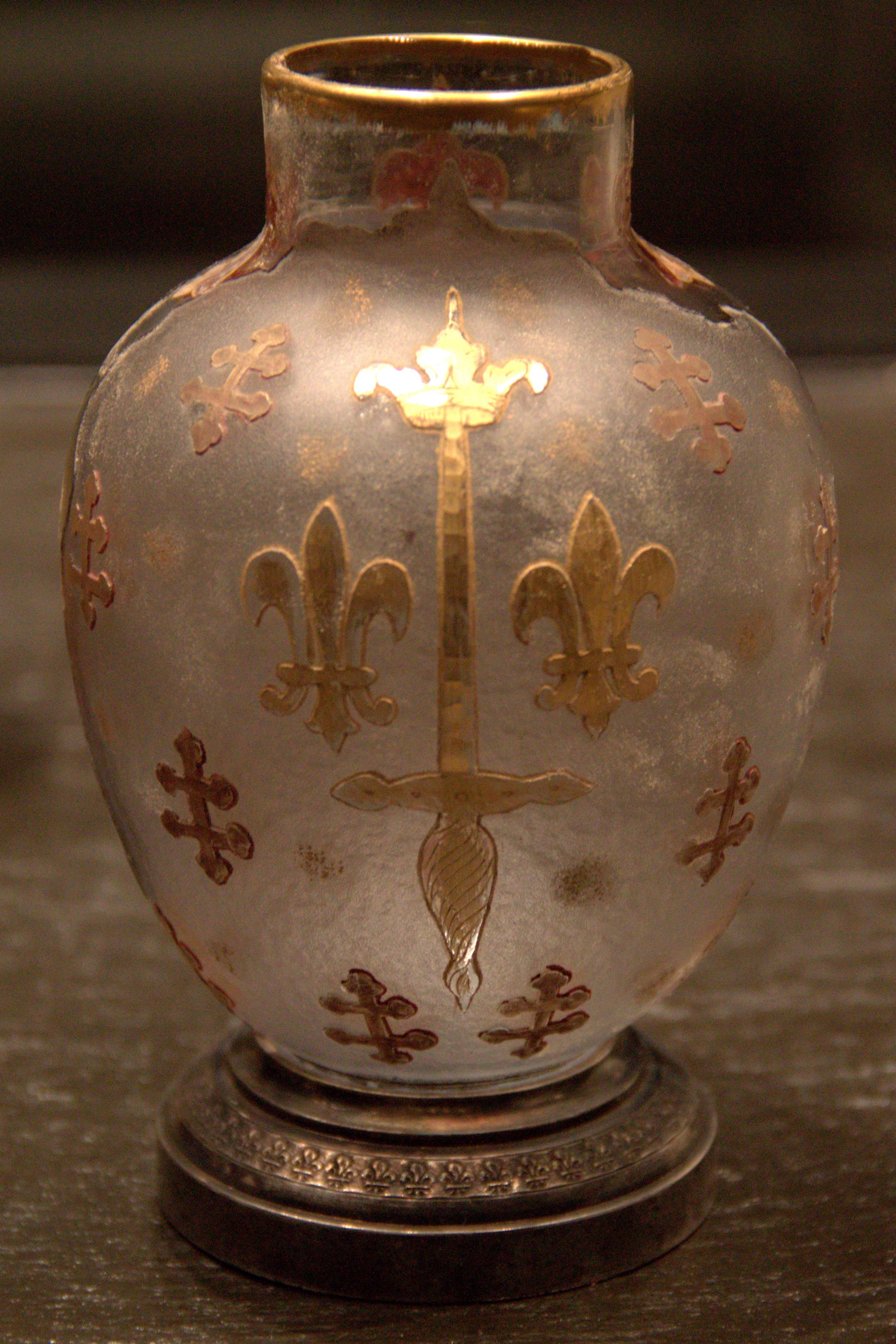
Vase aux armes de Jeanne d'Arc, 1894.
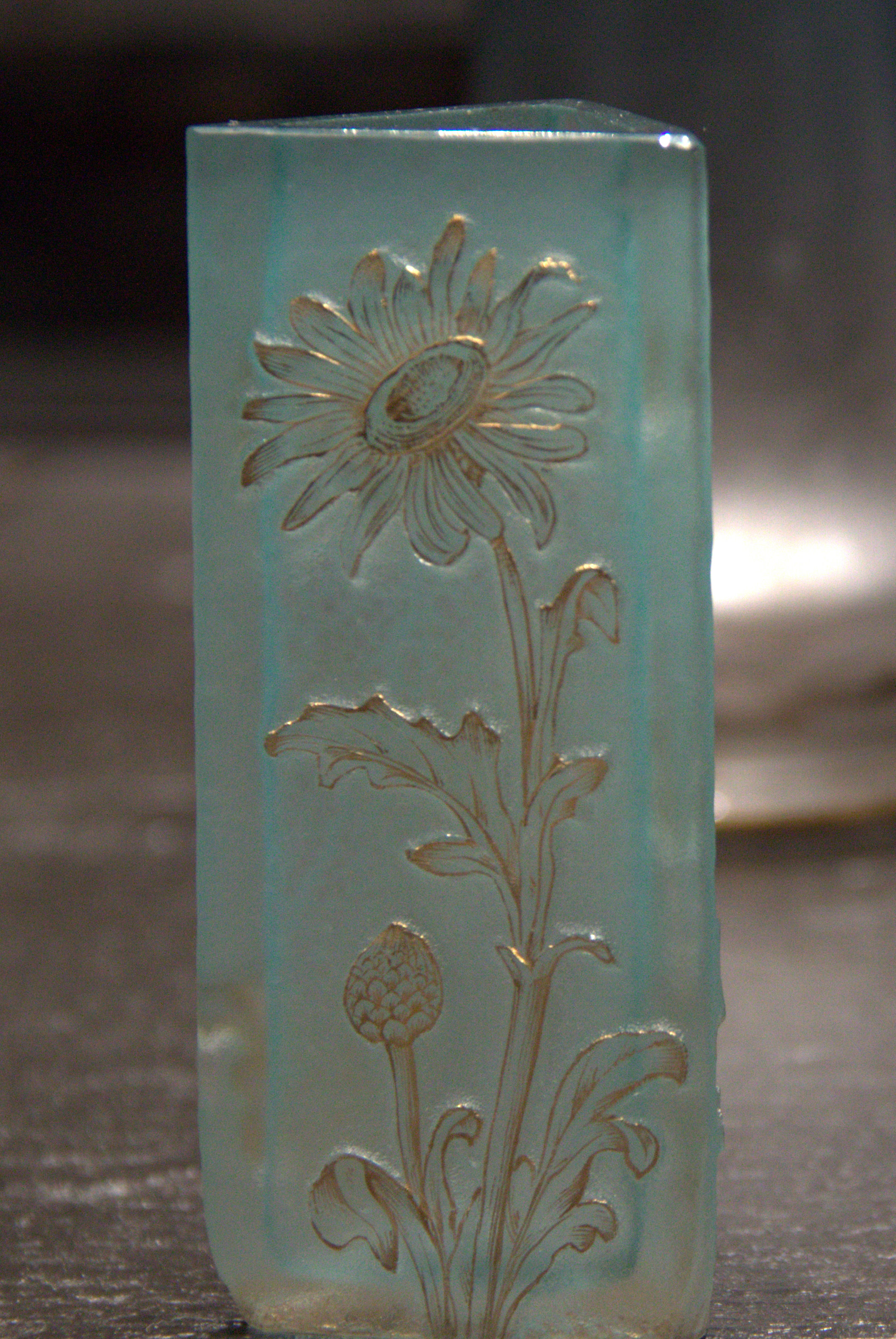
Vase aux chrysanthèmes, 1895.
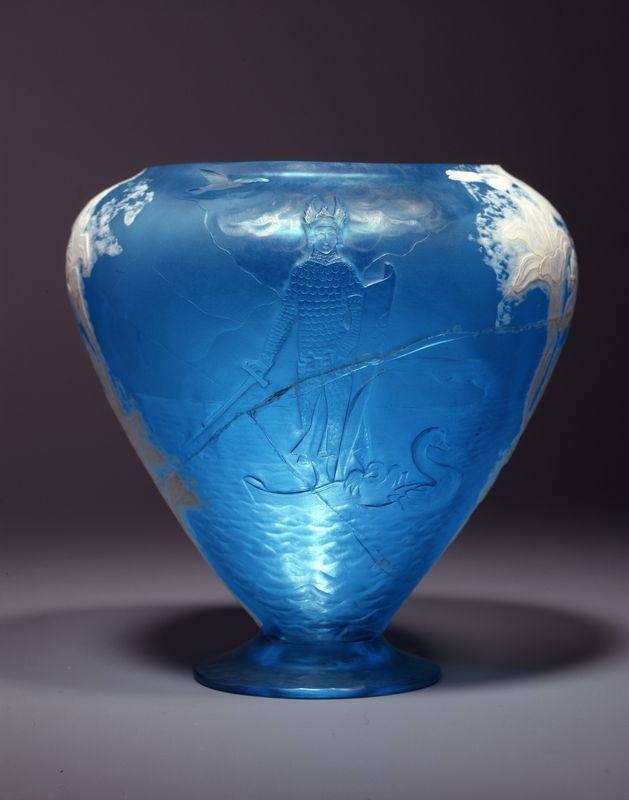
Le rêve d'Elsa', 1894[B 26].
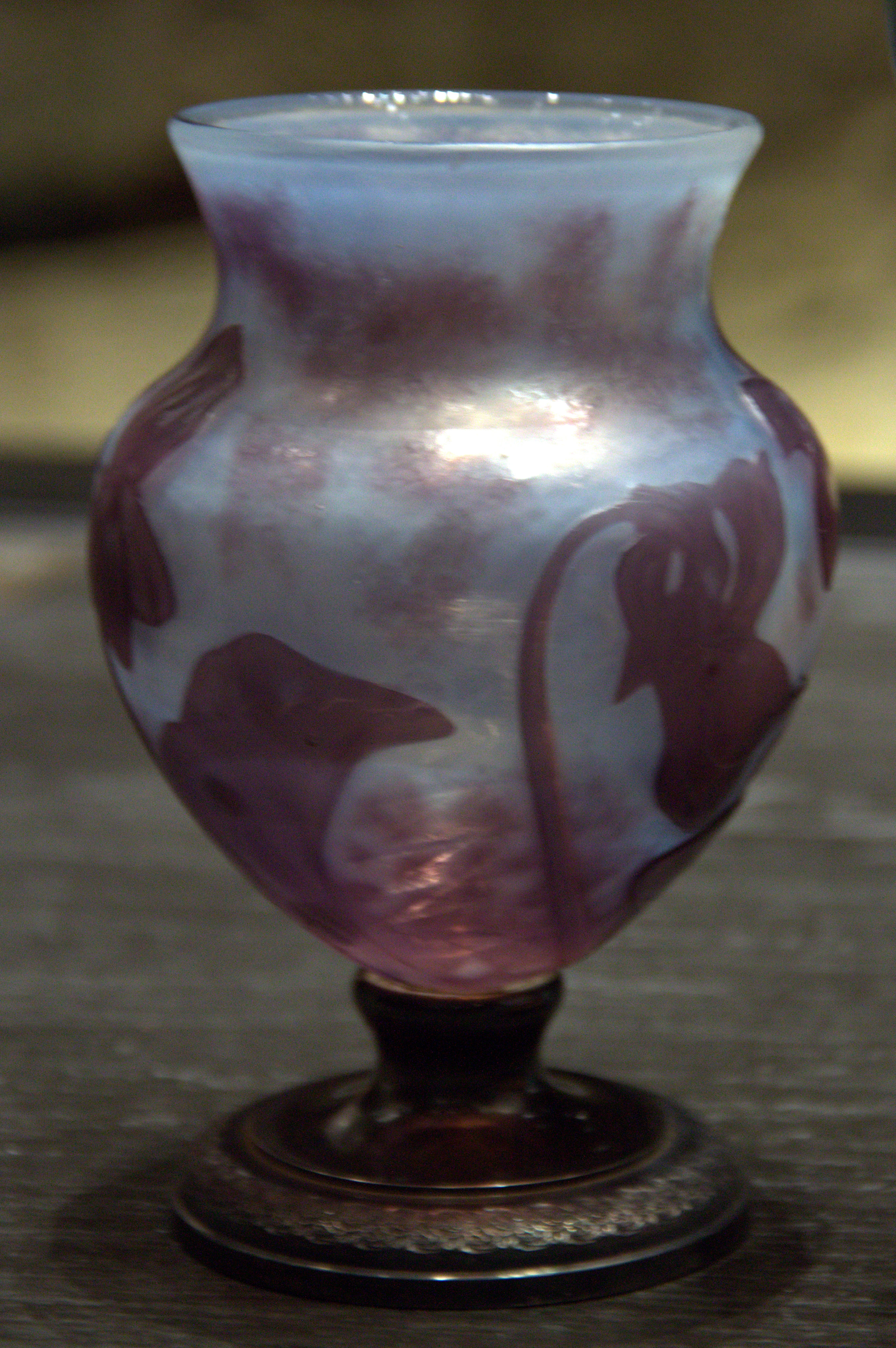
Vase aux pensées violettes, 1896.
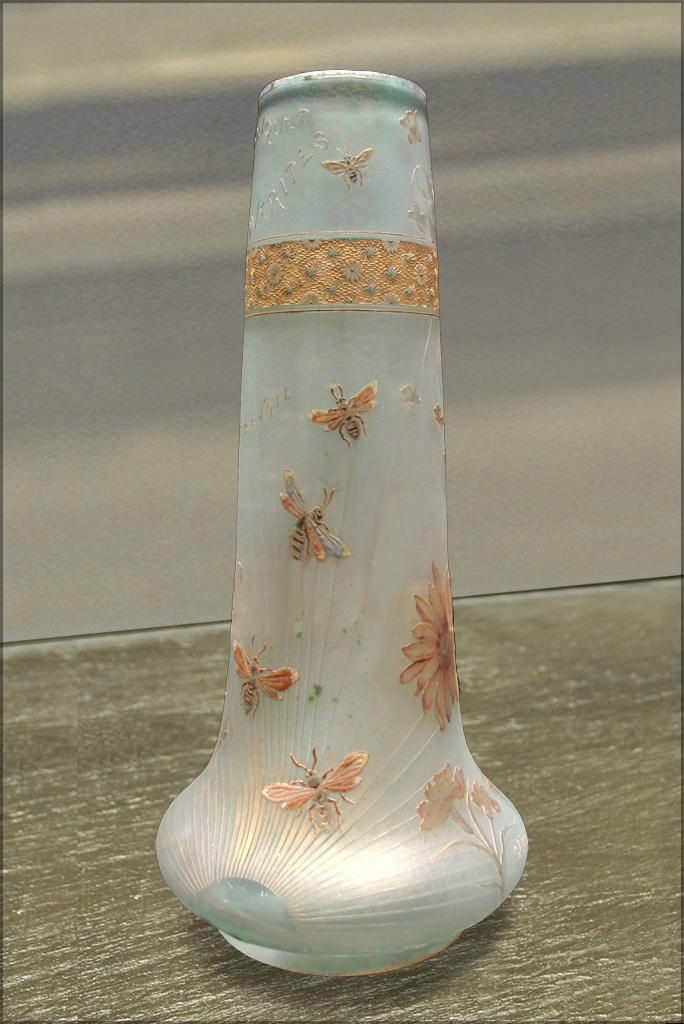
Vase « Bouquet de marguerites », 1897.
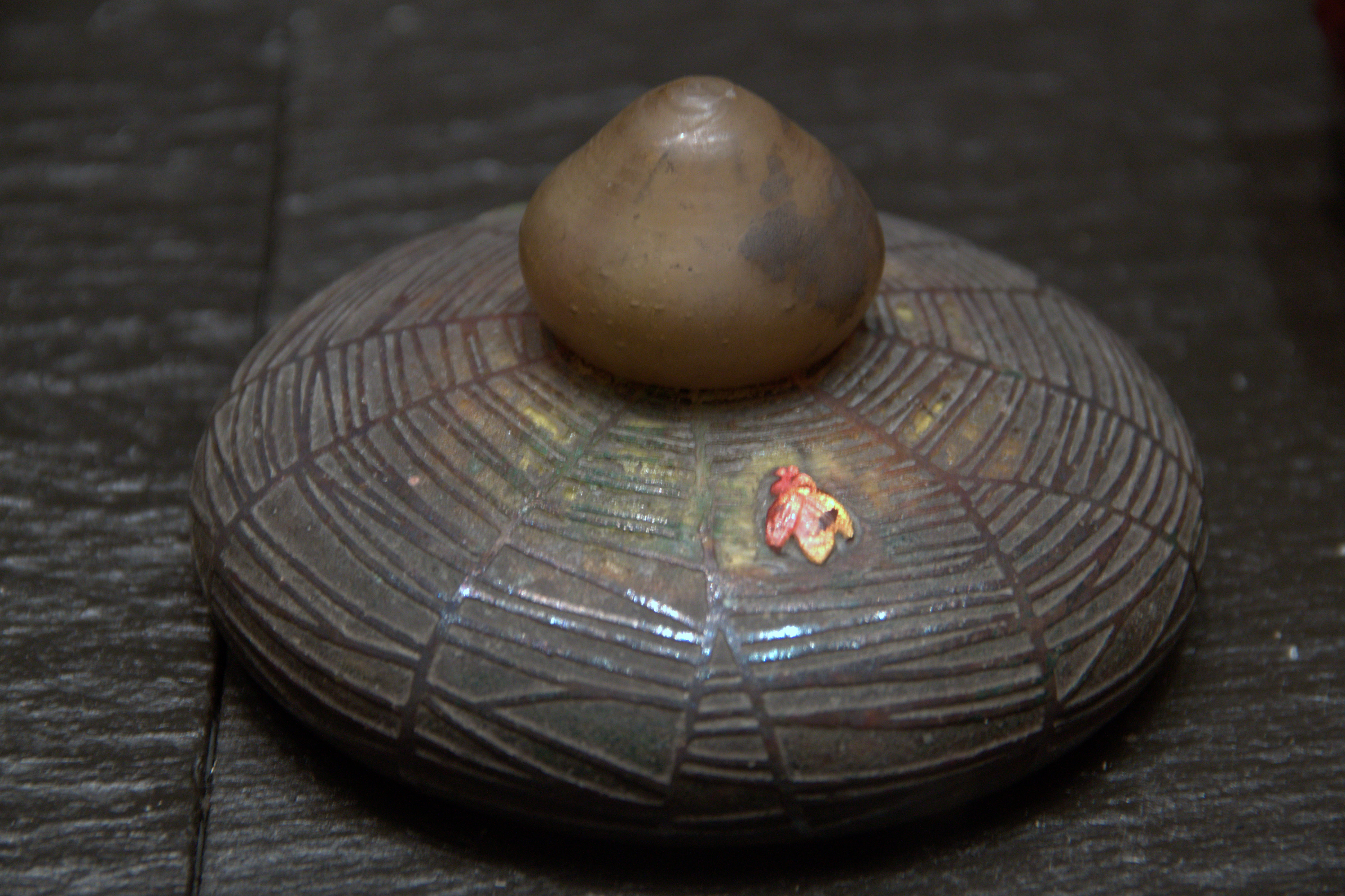
Encrier à la toile d'araignée, 1903.
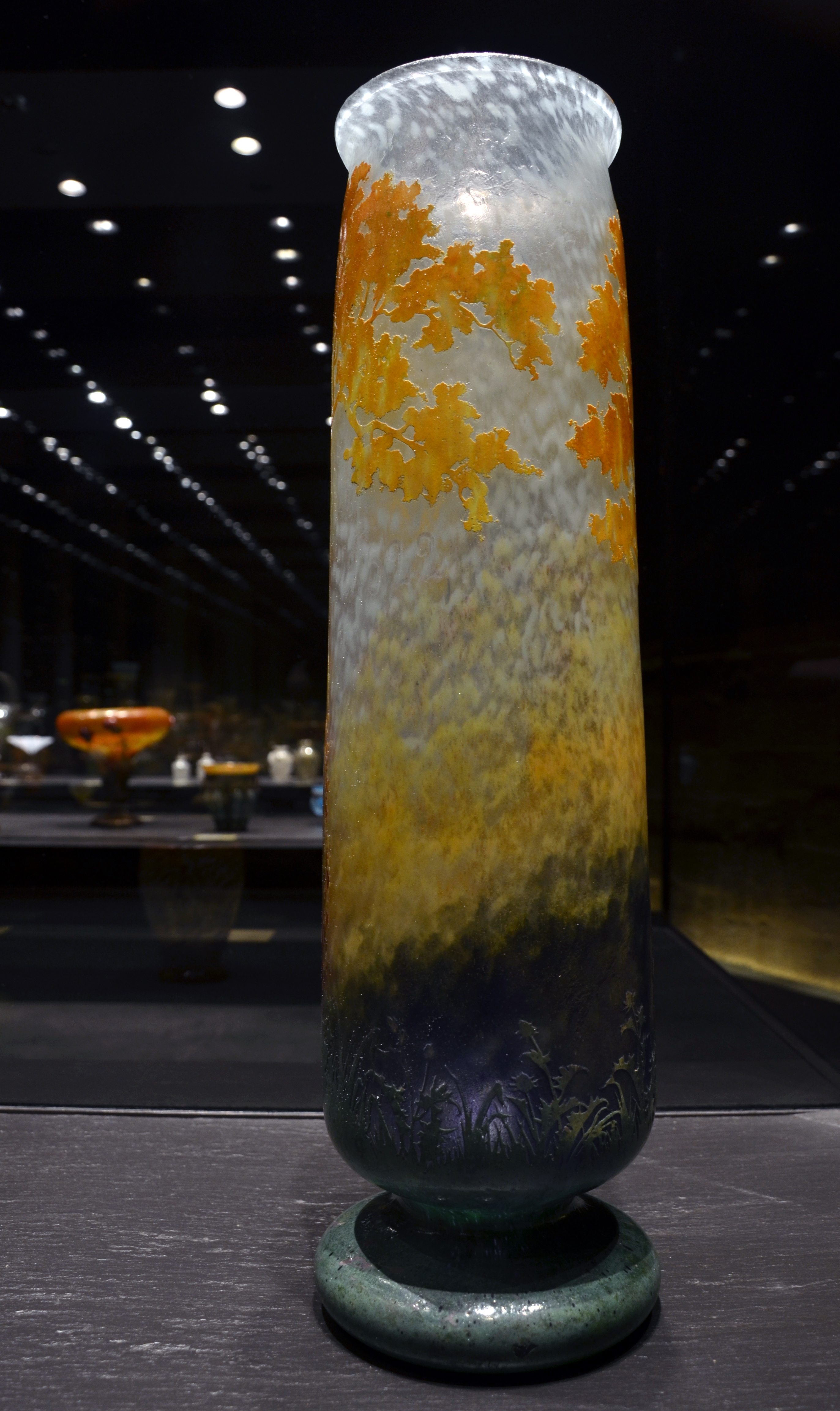
Vase Automne, 1905.
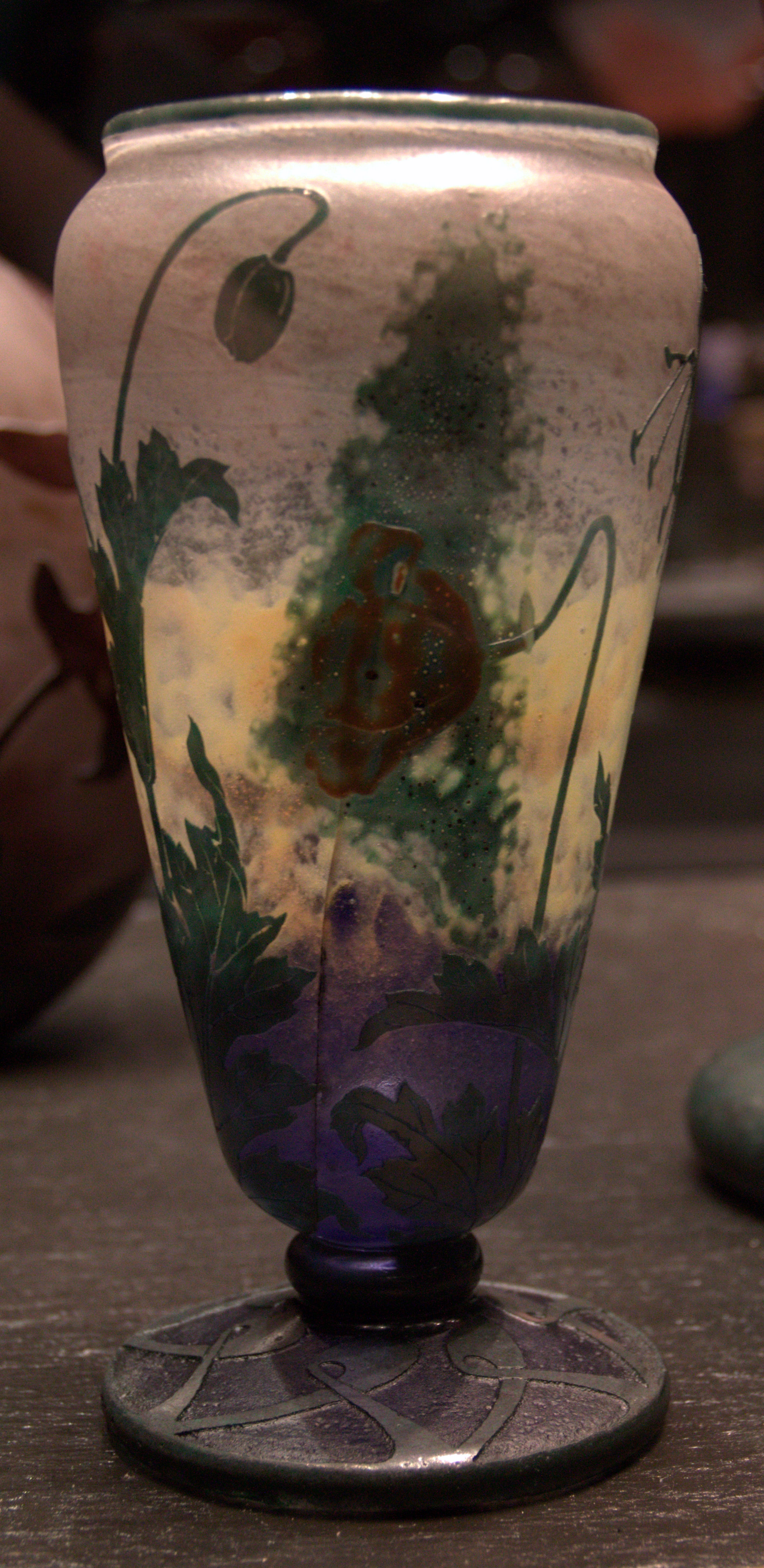
Vase aux pavots, 1905.
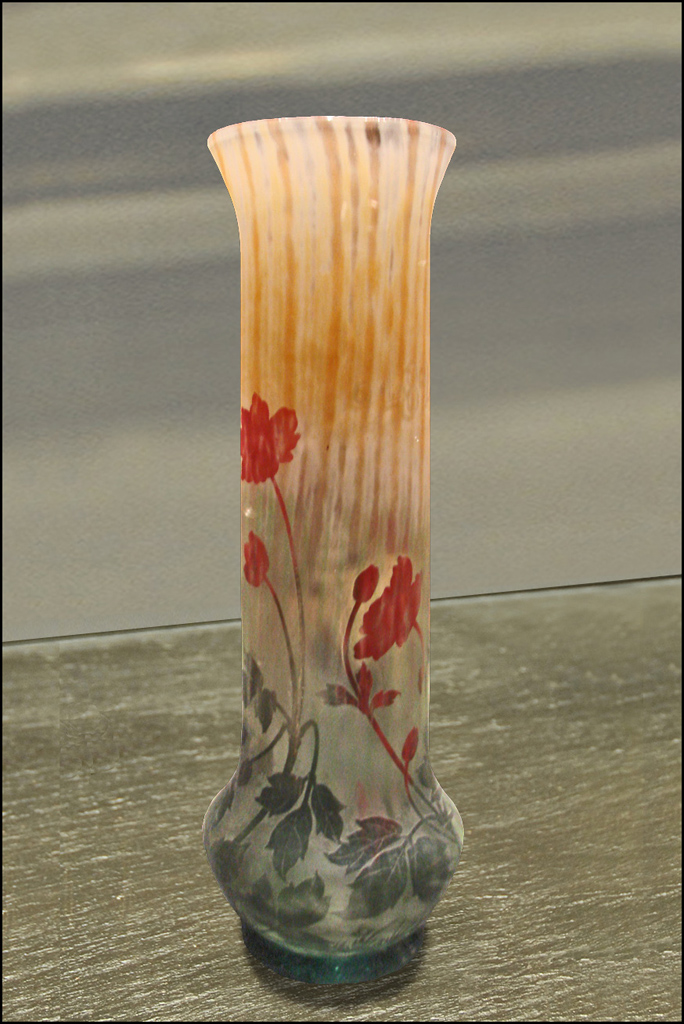
Vase aux anémones, 1905.
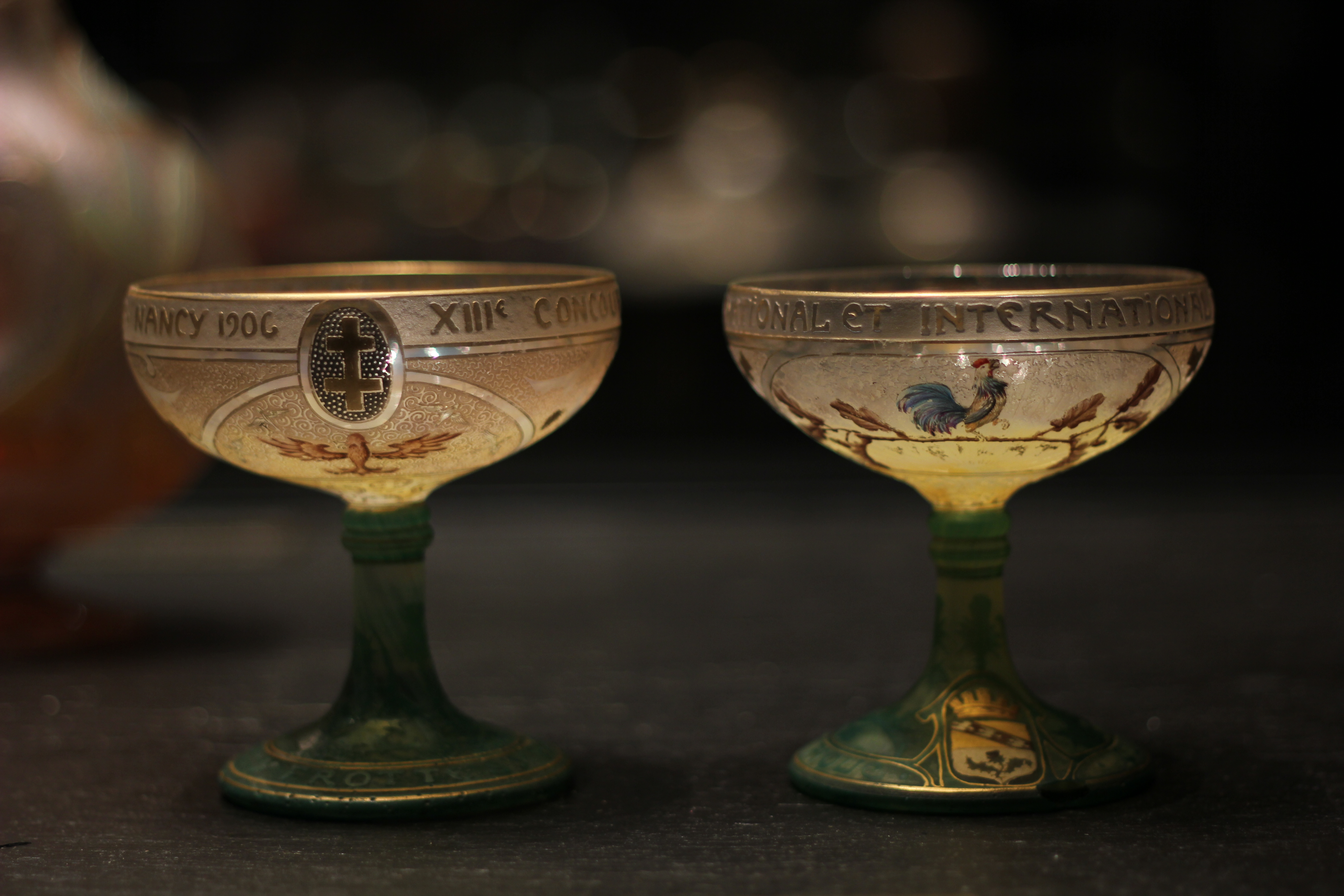
Coupe pour le XII concours national et international de tir de Nancy, 1906.
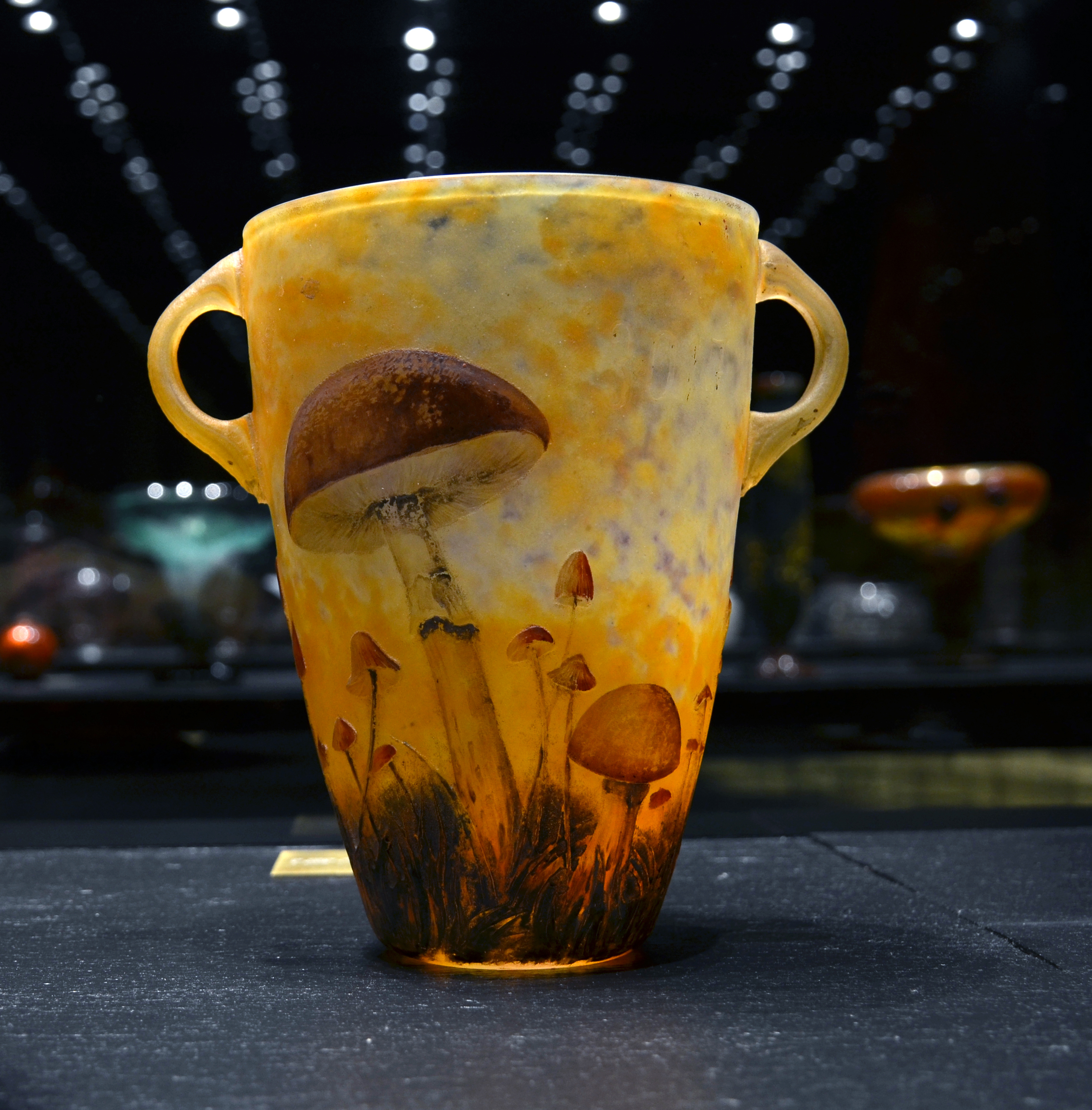
Vase Champignons, 1907.
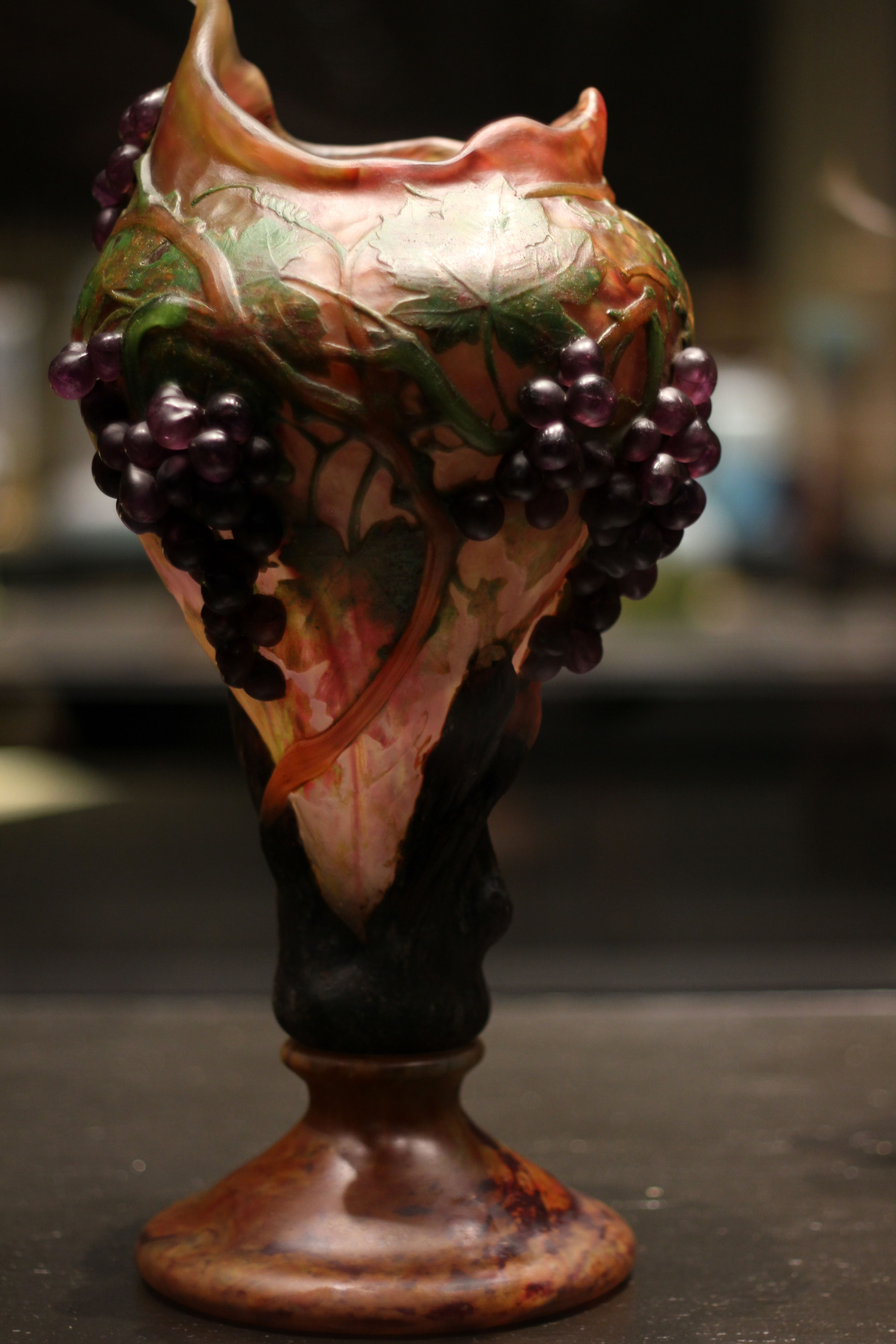
Vase aux raisins, 1908[B 27].
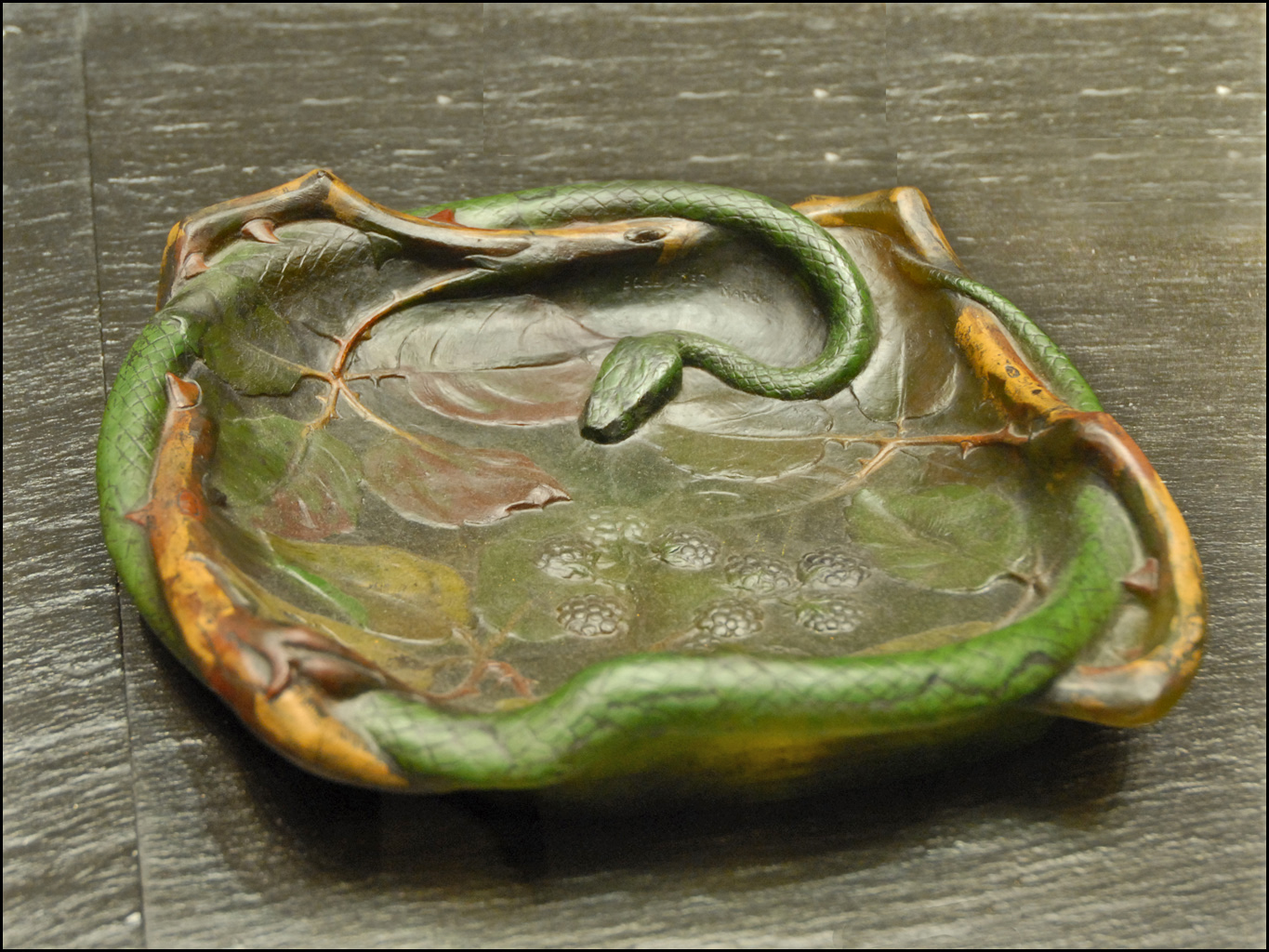
Coupe au serpent et branche de mûrier, Charles Schneider pour Daum, 1909[B 28].
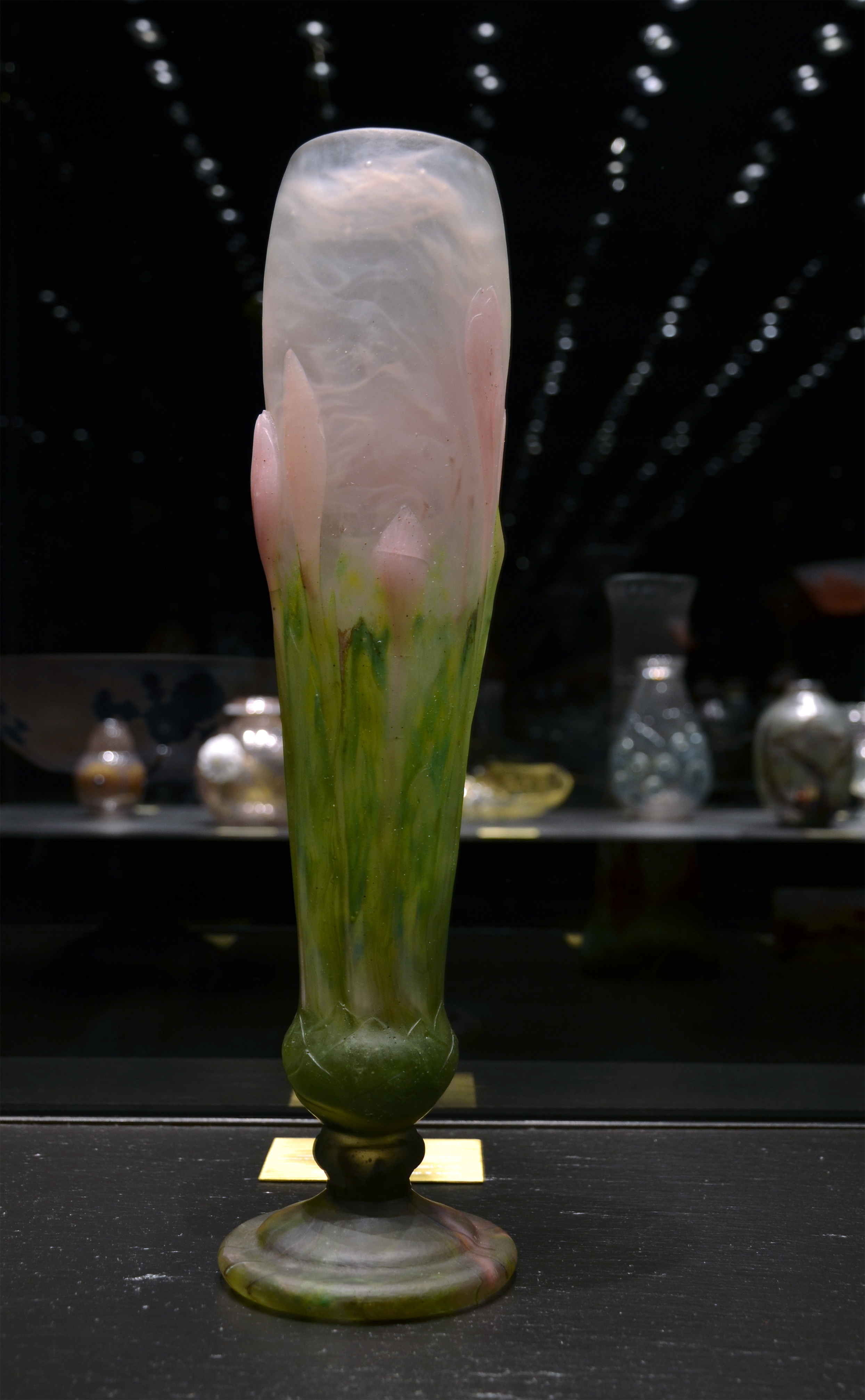
Vase à décor de colchiques, 1909.
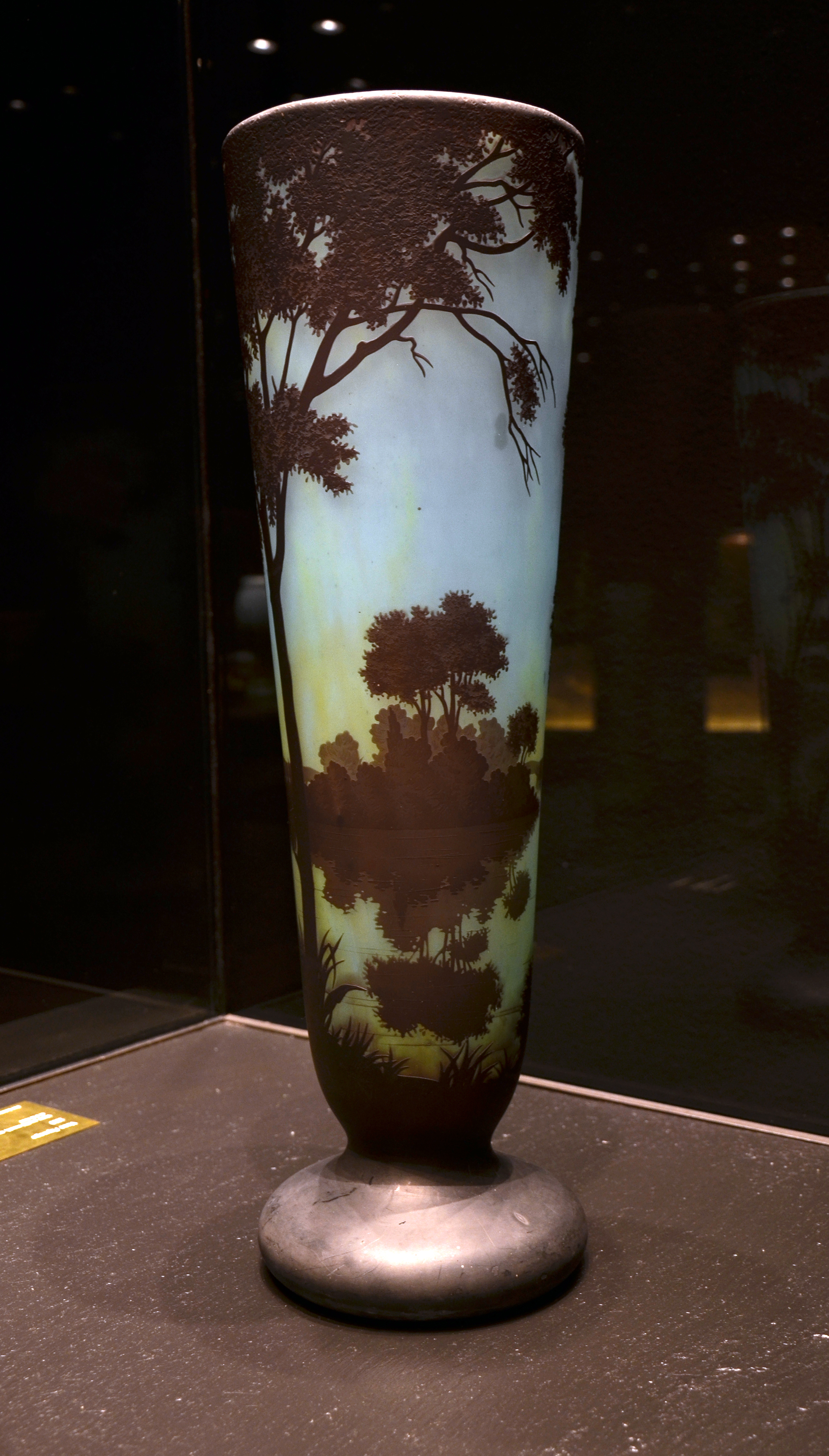
Vase Paysage, 1910.
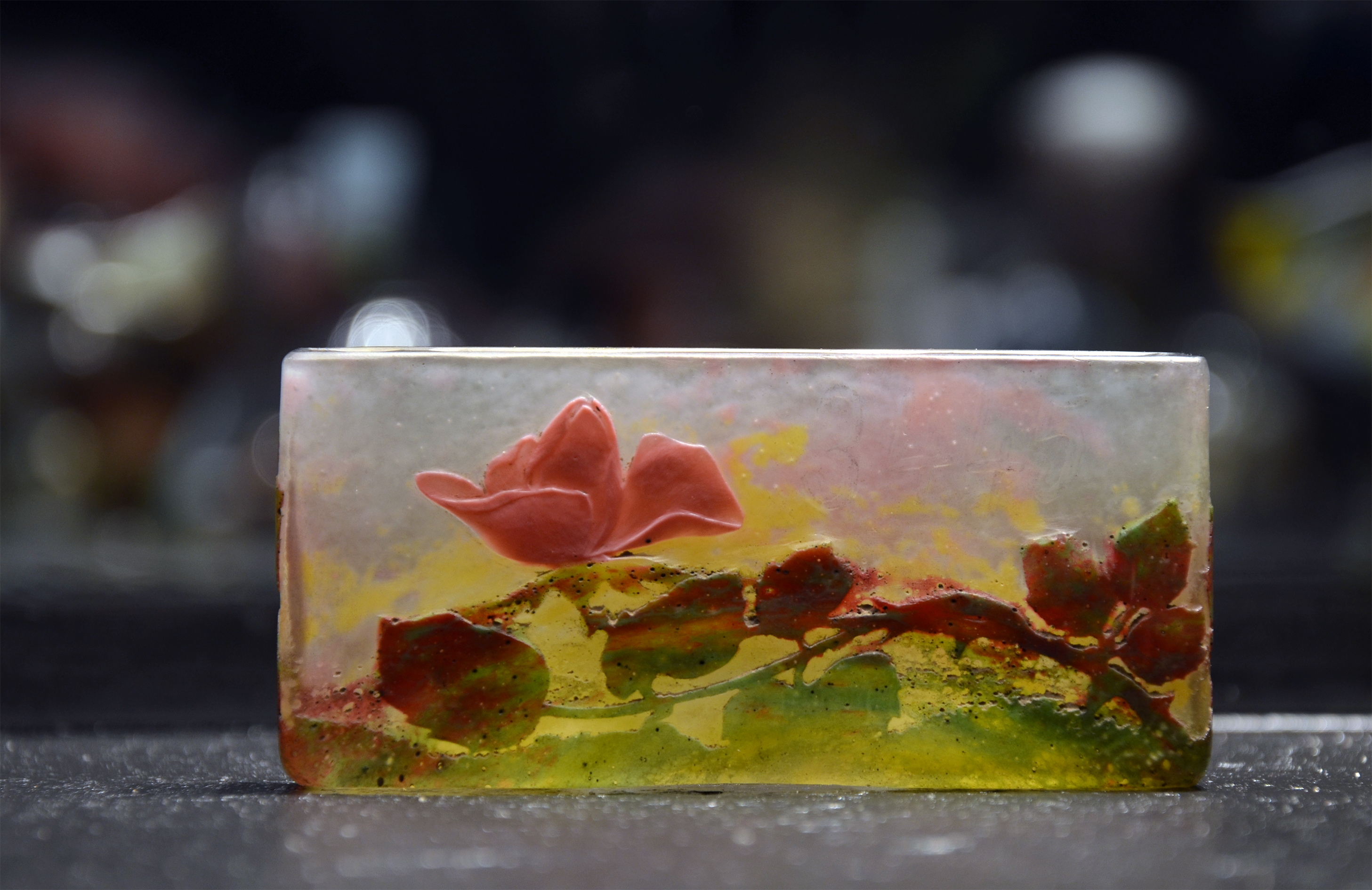
Jardinière roses, 1910.
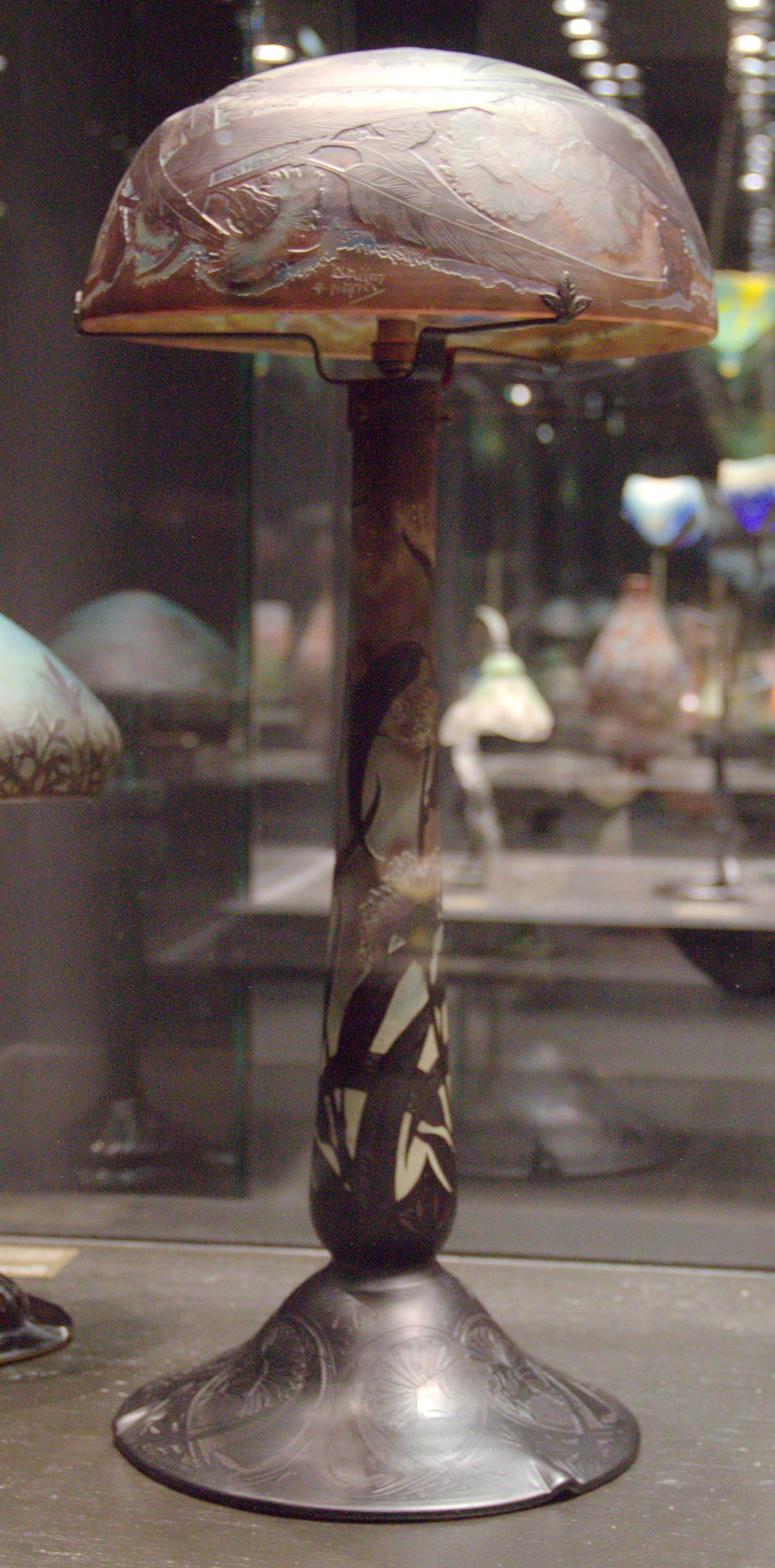
Lampe aux fleurs d'eucalyptus, 1910-1913.
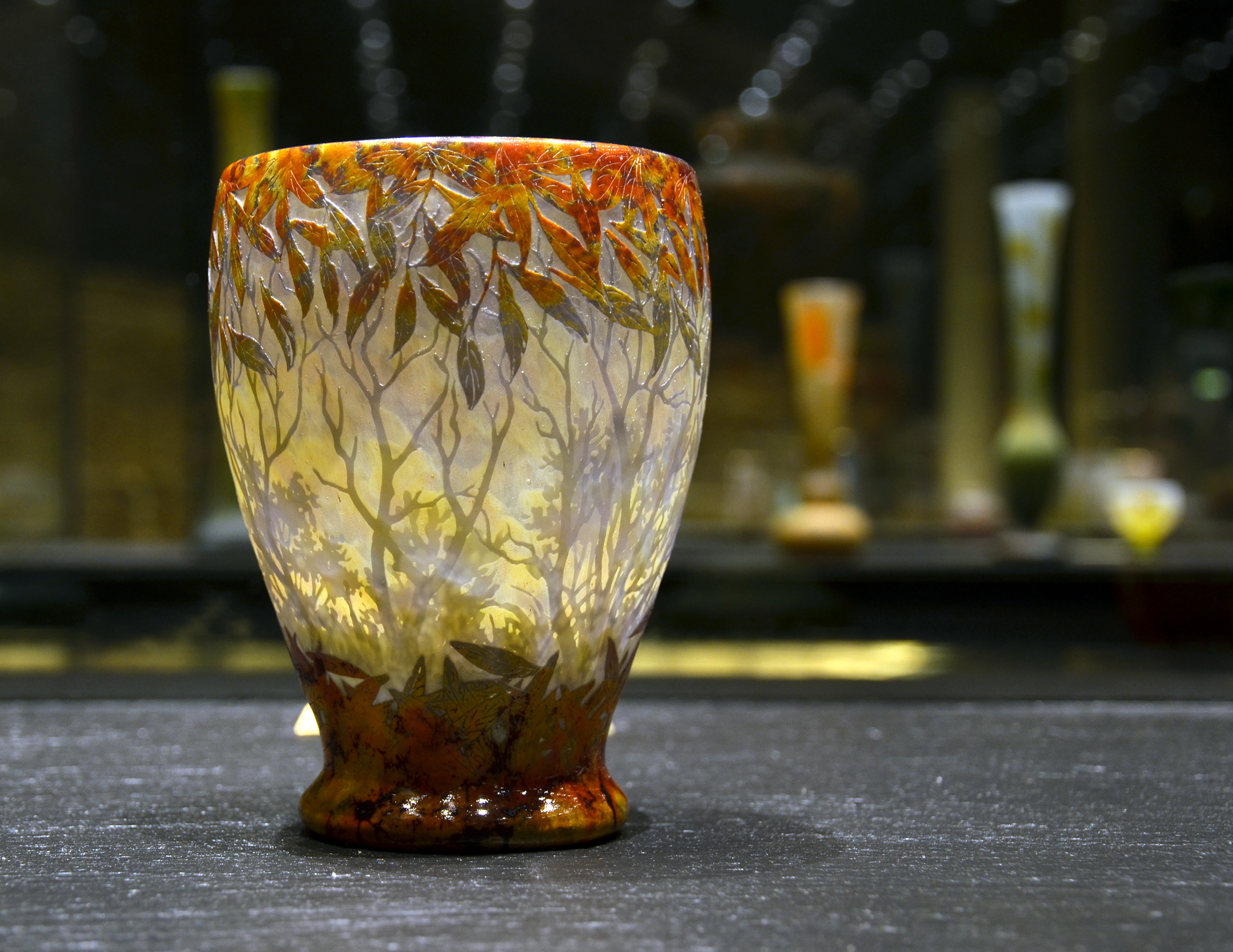
Vase Feuilles d'Automne, 1919.
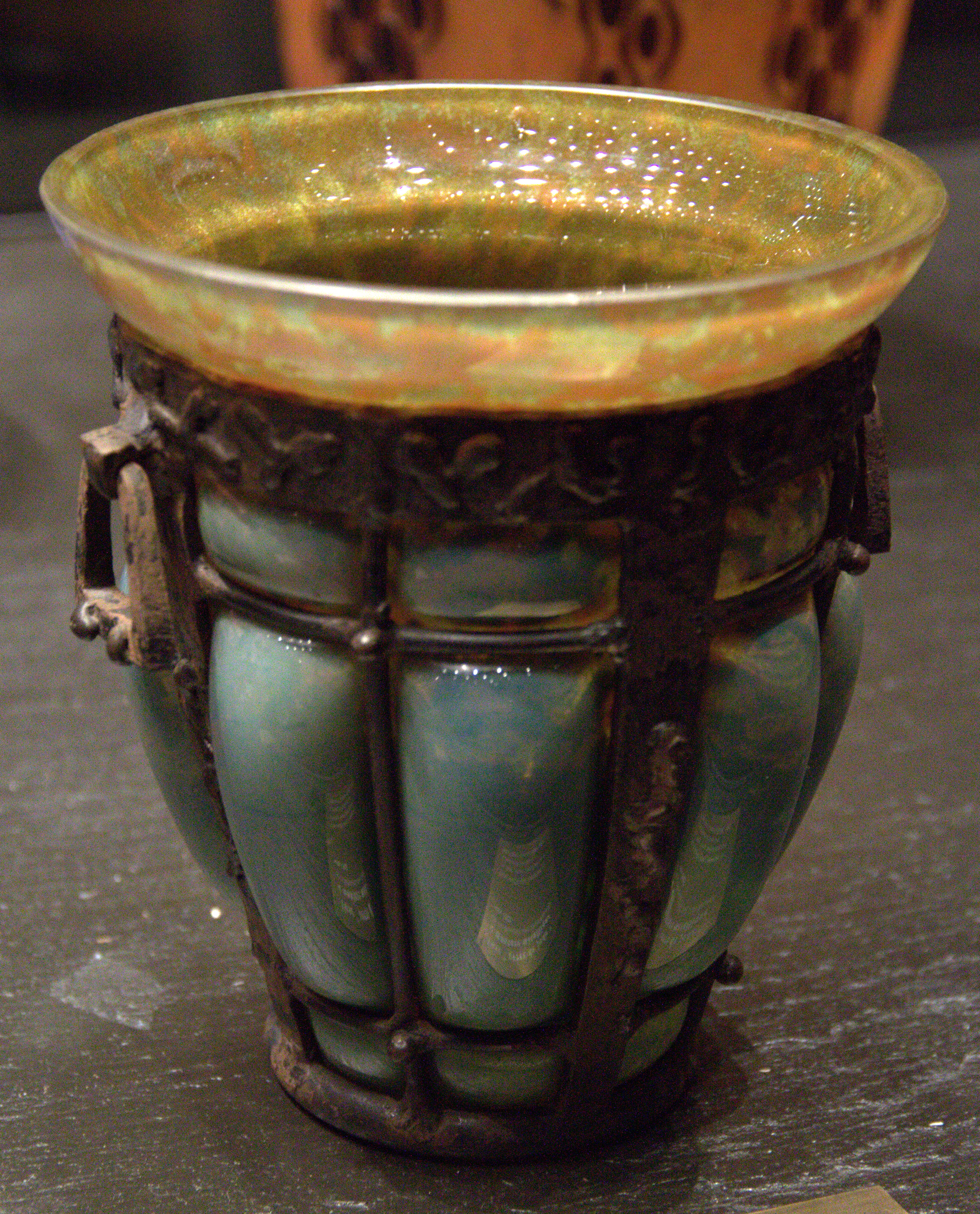
Vase « verre de jade » à monture métallique, en collaboration avec Louis Majorelle, 1925.
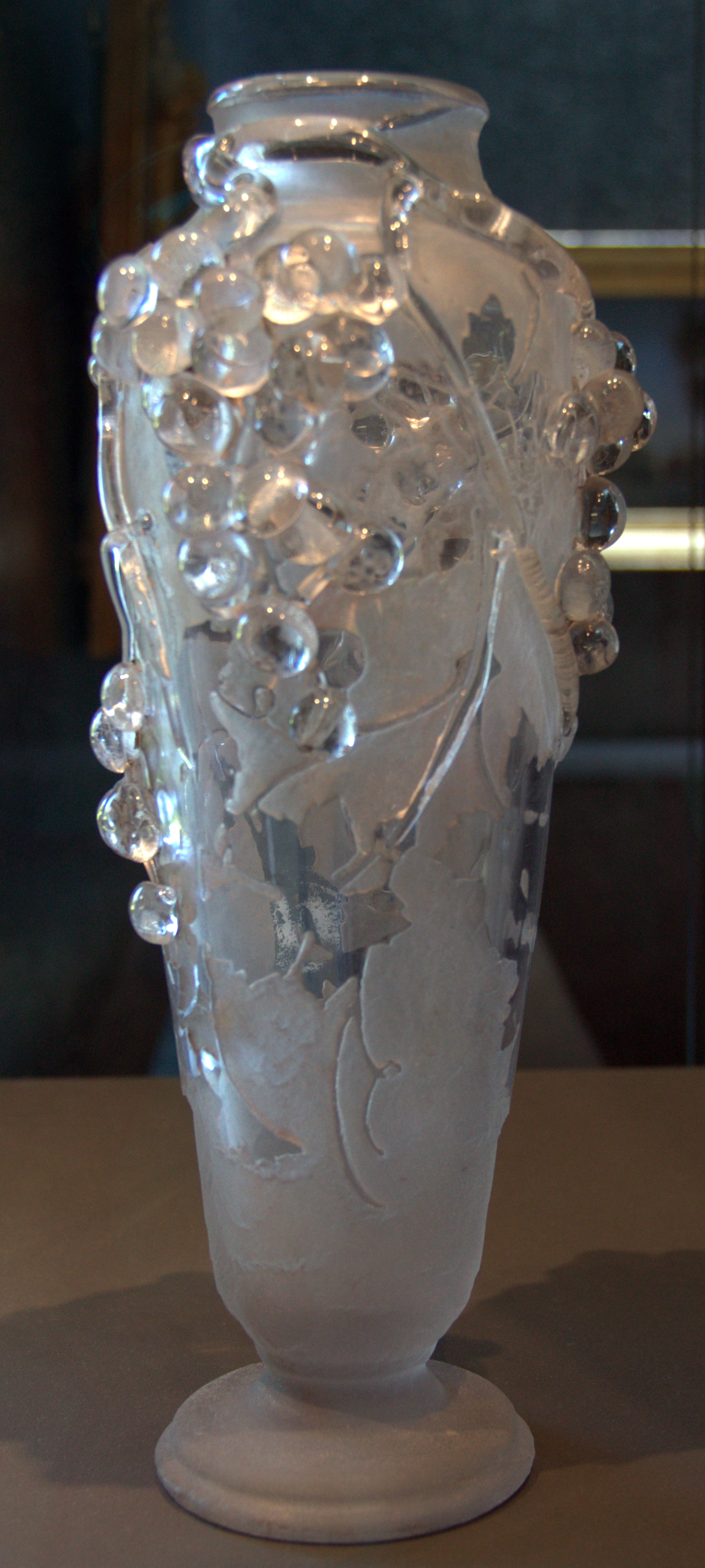
Vase aux raisins, 1925.
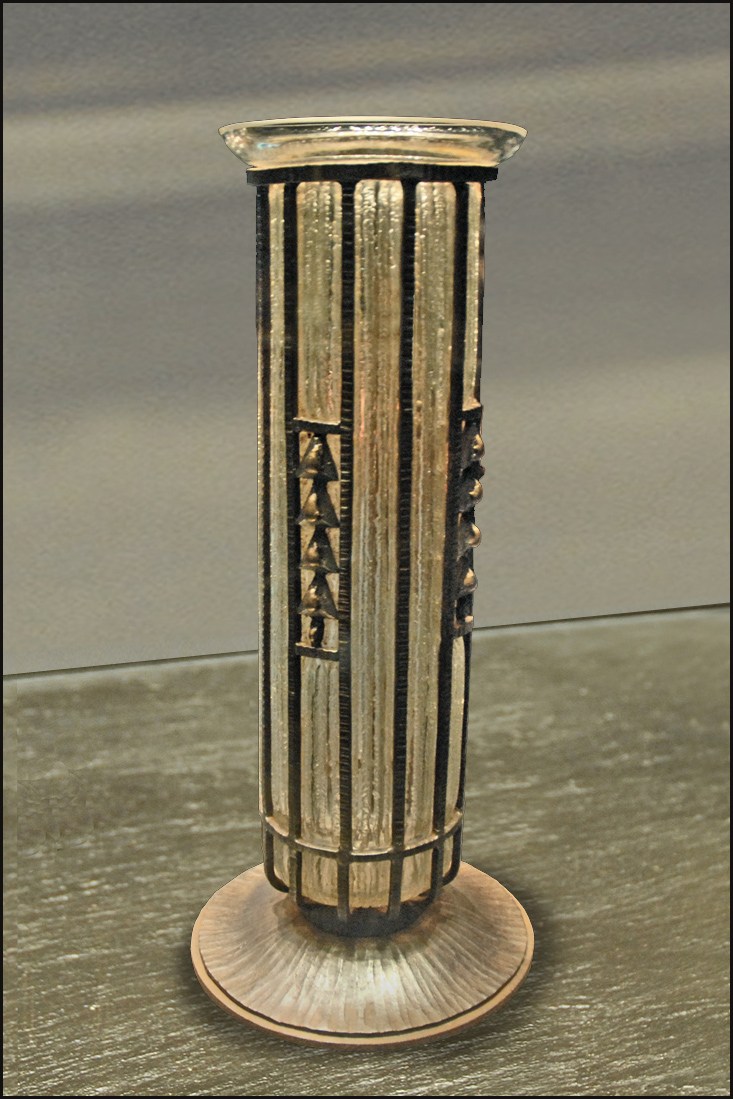
Vase cylindrique à monture métallique, 1925.
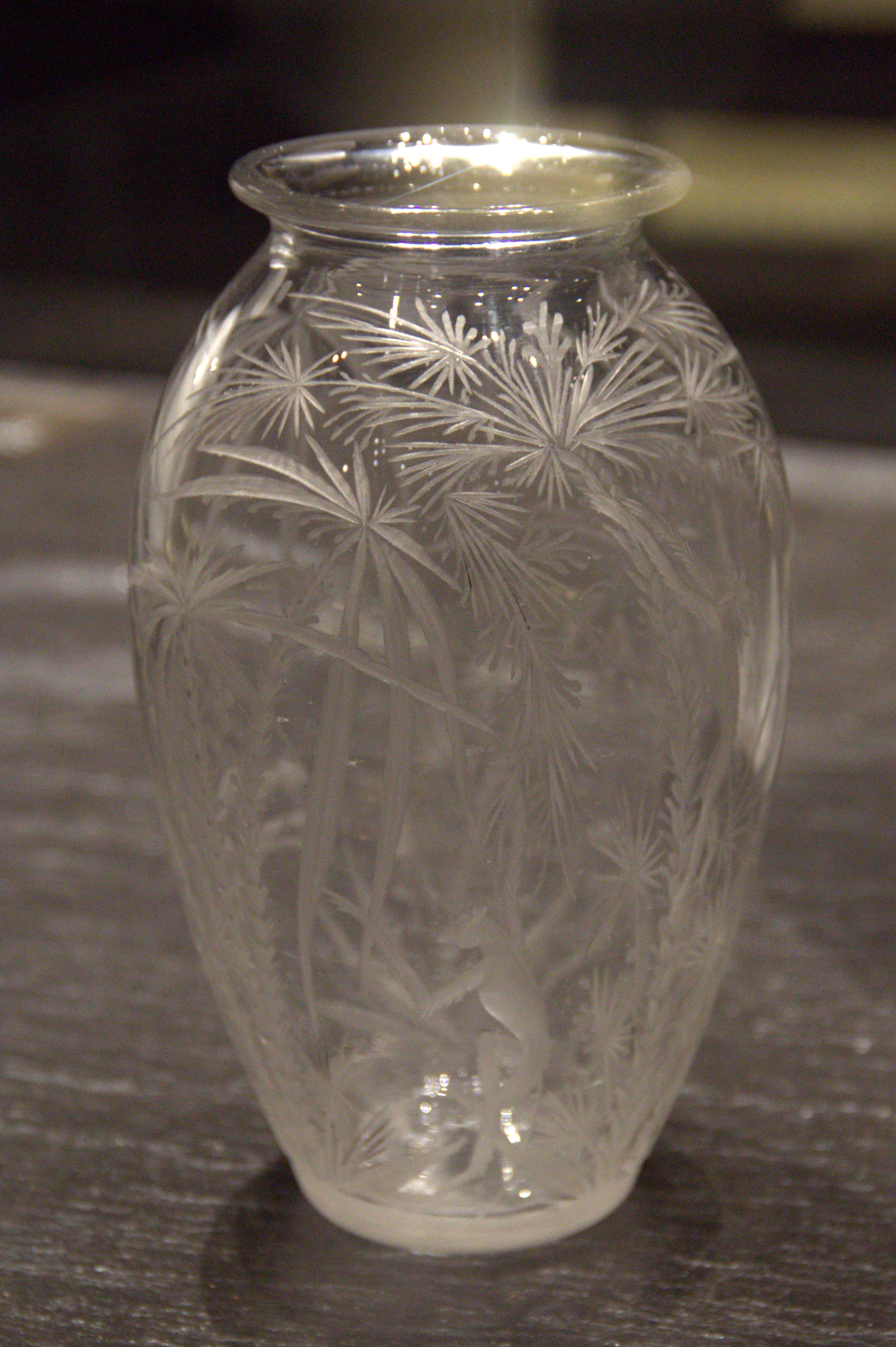
Vase aux singes, 1926.
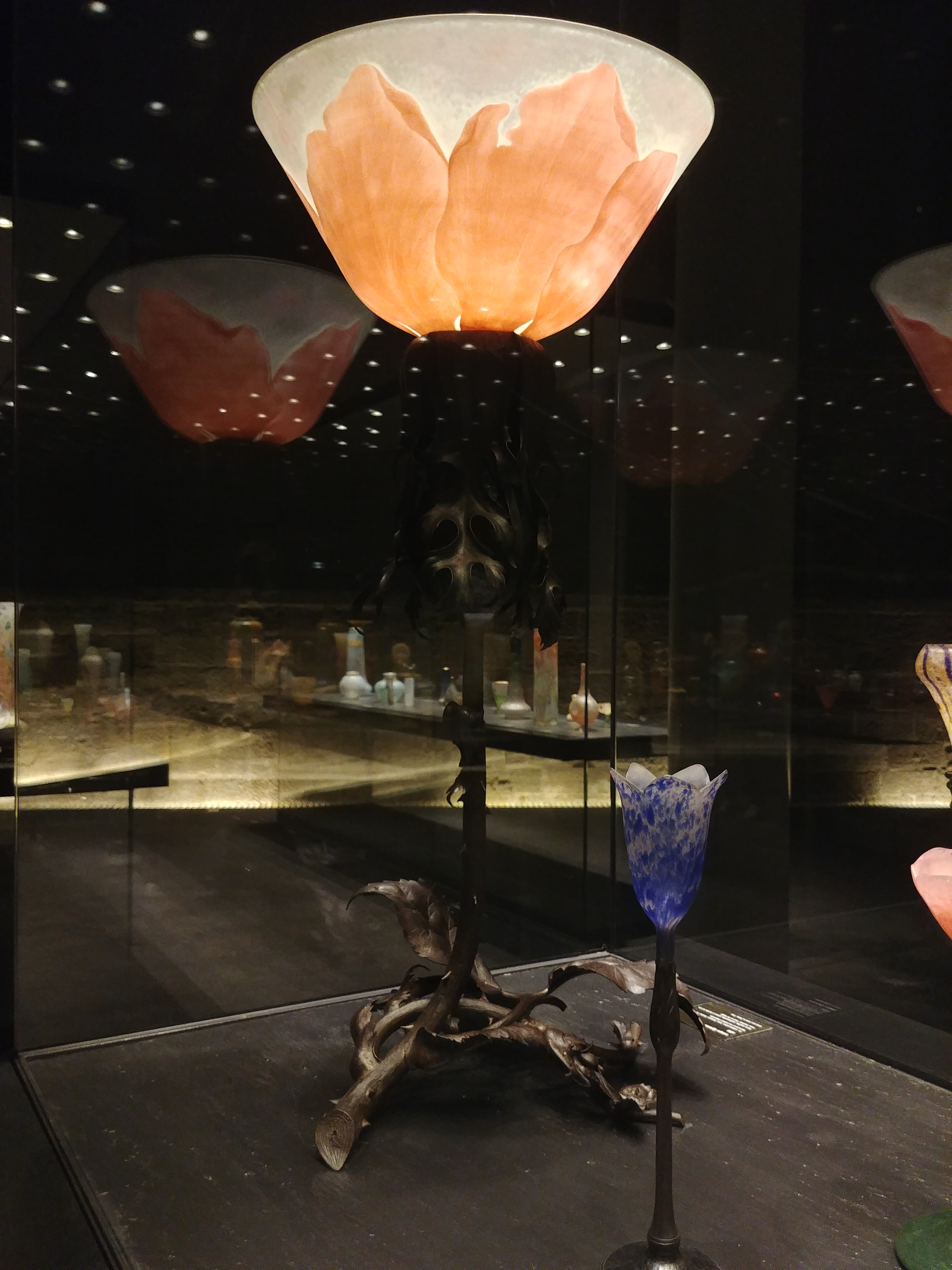
Lampe Églantine, 1898.

### Cabinet d'arts graphiques

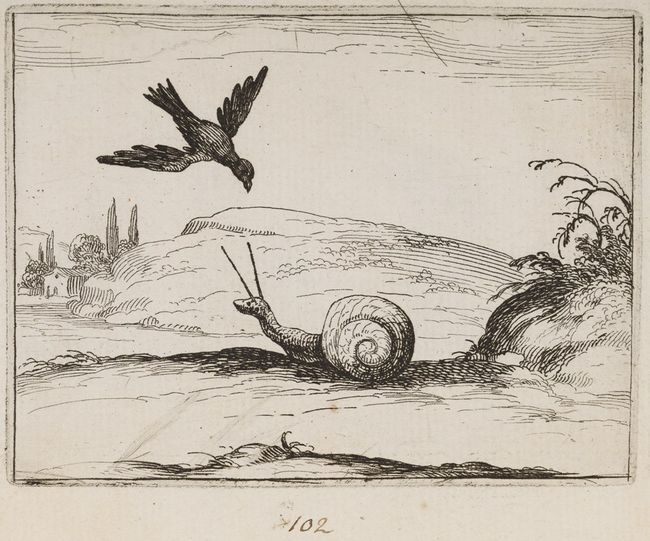
Le corbeau et le limaçon, Jacques Callot, 1629.

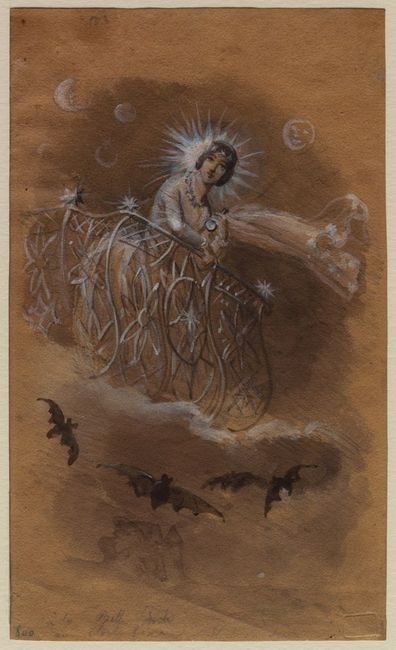
L'Etoile du soir, Jean-Ignace Grandvile, 1847.

La collection d’arts graphiques du musée des beaux-arts de Nancy comporte près de 2 500 œuvres allant du XVIe siècle jusqu’au XXIe siècle. Par ailleurs, le Cabinet présente essentiellement des artistes lorrains réputés pour leur savoir-faire et leur talent dans l’art de la gravure : Jacques Callot (1592-1635), Jean-Ignace-Isidore Gérard, dit Grandville (1803-1847), les frères Jules (1833-1898) et Léon Voirin (1833-1887), Émile Friant (1863-1932), Paul-Émile Colin (1867-1949) ou encore Étienne Cournault (1891-1948).

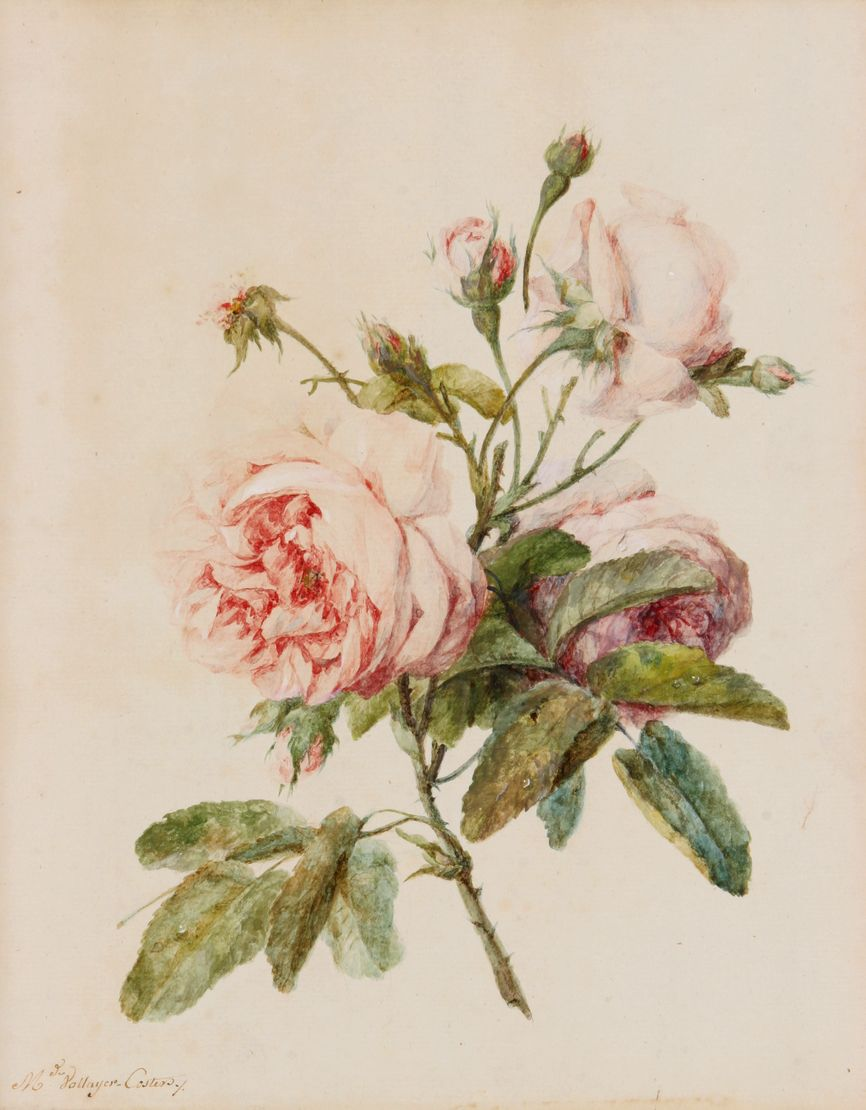
Roses, Anne Vallayer-Coster, avant 1818.

Le Cabinet d’arts graphiques a acquis au cours du temps d’importants dessins d’artistes français, italiens ou encore de l’Ecole du Nord. Ainsi, sont représentés dans les collections : le Guerchin, François Boucher, Jean-Antoine Watteau, Anne Vallayer-Coster, Eugène Delacroix, Jean-Auguste-Dominique Ingres.
La collection d’arts graphiques du musée des Beaux-arts de Nancy s’est construite au fil des années principalement grâce à des dons et des legs. Le noyau de la collection d'arts graphique trouve ses origines en pleine époque révolutionnaire, à la suite des saisies des biens de l'Eglise et des émigrés en 1793. Cependant, l'essentiel de la collection est le fruit d'achats et de dons. Pour ce qui concerne plus précisément la question des arts graphiques, ceux-ci sont d'abord considérés avec un certain mépris : au début du XIXe siècle, certaines œuvres sont vendues pour contribuer à la conservation des collections et à leur agrandissement dans le domaine plus prestigieux de la peinture. Ainsi, le 8 octobre 1827, une vente publique de 123 estampes est organisée à l'Hôtel de la Comédie, à Nancy. Au cours du XIXe siècle et au début du XXe siècle, la position du musée concernant les arts graphiques, dessins et estampes, est ambigüe. En 1909, le catalogue du musée ne mentionne aucune estampe dans ses collections. Mais à côté de ce désintérêt certain de la part de quelques conservateurs, quelques ajouts ponctuels et envois de l'Etat entraînent la constitution d'une collection hétérogène importante et intéressante dans le domaine des arts graphiques. 

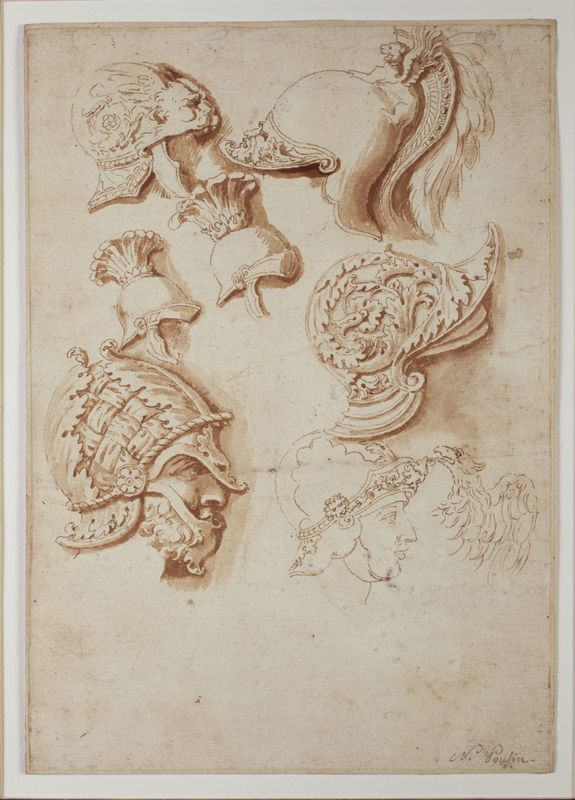
Etude de casque, Nicolas Poussin

En 1883, plus de 1 400 dessins du caricaturiste Armand Grandville entrent dans les collections du musée des Beaux-arts de Nancy grâce au don de son fils, Albert Bodin. En 1932, c’est au tour du peintre Émile Friant de léguer des tableaux de sa main mais aussi des dessins et des estampes. En 1940, grâce à la Ville de Nancy, le musée acquiert 1 400 œuvres de Jules Lieure, historien d’art et graveur français, grand spécialiste de Jacques Callot : 700 estampes originales de Jacques Callot rentrent dans les collections. A la veille de la grande donation de 1999, le cabinet abrite environ 8 000 œuvres, dont 5 000 estampes et 3 000 dessins.   

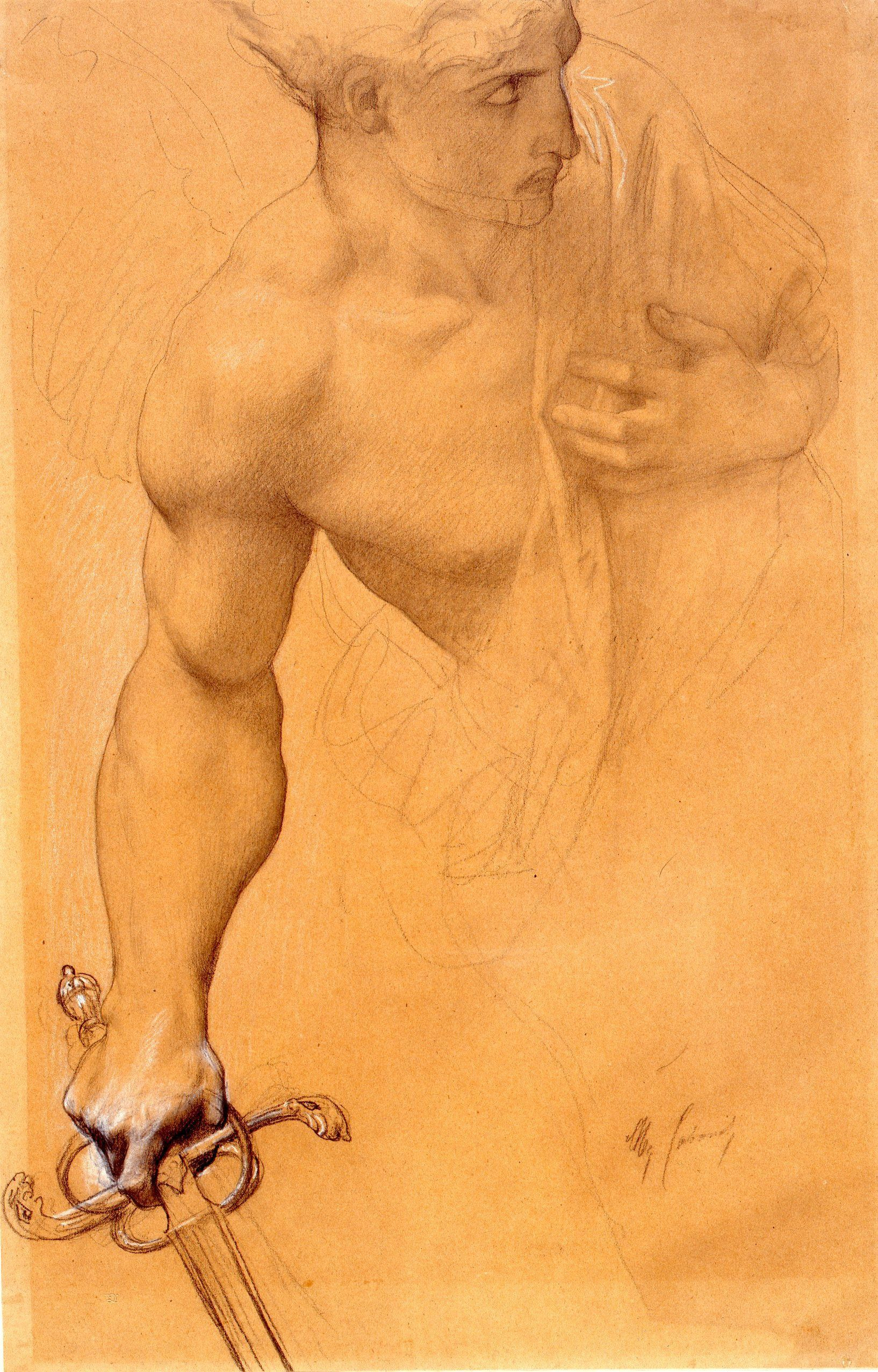
Etude de l'ange dans le Paradis perdu, Alexandre Cabanel, 1867.

En 1999, le musée voit sa collection augmenter de plus de 2 500 dessins et 12 500 estampes. C’est le grand historien de l’art Jacques Thuillier et son frère Guy qui ont eu la générosité de faire ce don exceptionnel : si la donation est d'abord anonyme, le Musée des beaux-arts révèle le nom de ses généreux donateurs en 2011. Ce fonds constitue près de 80 % des œuvres conservées au cabinet d'arts graphiques. Le musée s'enrichit principalement d'œuvres françaises datant du XVIe (Nicolas Poussin, Claude Mellan) et du XIXe siècle (Pierre Puvis de Chavannes, Auguste Lepère), mais pas seulement, puisque quelques œuvres du XXe siècle (Avigdor Arikha, Jules Chadel, Bernard Naudin, Pierre Guastalla, Roger de la Fresnaye, Aristide Maillol, Germaine Richier ou Erik Desmazières ainsi qu’un important ensemble de dessins de Robert Pougheon) vinrent rejoindre les collections. La genèse de cette collection est encore mystérieuse : elle est certainement le fruit de recherches, d'achats, d'affinités avec certaines œuvres et certains artistes pendant plus de 50 ans pour un connaisseur de l'histoire de l'art et du marché des collectionneurs. Des annotations présentes sur les œuvres permettent de retracer l'origine et les conditions d'acquisition des pièces : foires, brocantes, galeries, étal de bouquinistes, tous les moyens et lieux ont été bons pour augmenter cette collection.

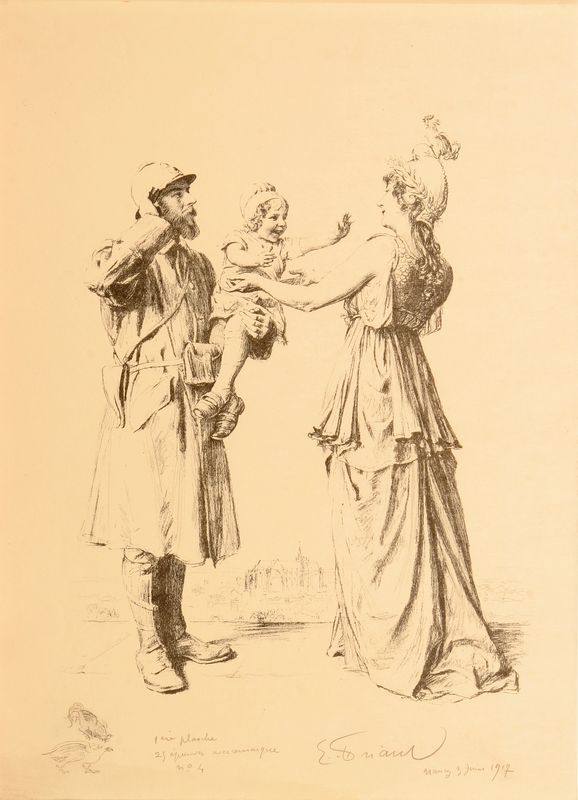
La Lorraine rendue à la France, Emile Friant, 1917

Le Cabinet a aujourd'hui à cœur de continuer d’acquérir des œuvres d’artistes contemporains, tels que Joël Kermarrec, Patrice Moreau, Bram Van Velde ou encore Étienne Pressager. Par ailleurs, il continue de compléter ses collections, notamment grâce au soutien des Amis du Beaux-Arts du musée. L’association a permis l'acquisition d'aquarelles d’André Rosenberg ou encore les dessins d’Emile Friant.
À la suite de la donation de Jacques et Guy Thuillier, le musée a dû revoir l’aménagement de son Cabinet d’arts graphiques. En 2001, Laurent Naudoin, l'architecte responsable de la rénovation et de la modernisation du musée, achève les travaux du Cabinet. Il se situe à côté de la salle consacrée aux expositions temporaires et dispose de plus d’espaces. Son aménagement a été repensé pour faciliter la consultation des œuvres par le public et pour la bonne conservation des œuvres. Le Cabinet dispose d’une table de consultation, d’une bibliothèque avec des ouvrages permettant la bonne étude des œuvres, de meubles de rangement, en acajou, spécialement conçus pour assurer le classement des pièces.
Avec ces nouveaux dispositifs et cette modernisation, le musée des Beaux-arts de Nancy souhaite mettre en valeur sa collection exceptionnelle d’arts graphiques. Par le nombre d'œuvres collectées, par leur qualité et par le fait qu’il y a aussi bien des artistes renommés que négligés par l’histoire, le Cabinet se positionne comme un centre international primordial pour l’avancée des recherches sur ce domaine. Le Cabinet d’arts graphiques ne peut pas exposer ses œuvres pendant une longue période pour des questions de conservation. Ainsi, tous les trois mois, les dessins ou les gravures exposés sont échangés avec d’autres œuvres. Le public peut toujours faire une demande pour les consulter. Par ailleurs, le Cabinet participe activement aux expositions temporaires du musée. Chaque exposition temporaire conçue par le musée prévoit l’exposition de quelques œuvres du Cabinet afin de les mettre en valeur et de les faire connaître au public. L’exposition intitulée Les Mystérieux du XVIIe siècle : Une enquête au cabinet d’art graphique, qui a eu lieu du 9 octobre au 30 décembre 2002 au musée des Beaux-Arts de Nancy, ouvre une série d’expositions thématiques liée au fonds d’art graphique du musée.
En 2014, le Musée des Beaux-Arts de Nancy est l'invité du Salon du Dessin, au Palais Brongniart, où un accrochage de dessins d'architecture est présenté en hommage à la donation Thuillier.

### Japonisme: collection Cartier-Bresson
L'épouse de Charles Cartier-Bresson, en exécution de son testament, offre au musée en 1936 1 100 pièces des 1744 réunies par son mari dans sa collection. Le fonds est d'abord exposé, puis mis à l'abri avant la Seconde Guerre mondiale et n'est présenté à nouveau qu'en 2011, lors d'une exposition temporaire, faute de spécialiste d'art d'Extrême-Orient à Nancy; une partie du fonds rejoint les collections permanentes en 2012, à l'occasion de la nouvelle muséographie.
Charles Cartier-Bresson, grand oncle du photographe Henri Cartier-Bresson, commence sa collection en 1889, après avoir découvert grâce à son beau-frère collectionneur les arts d'Extrême-Orient; celui-ci lui offre d'ailleurs une partie de ses propres collections. Le reste vient de marchands spécialisés ou de ventes publiques.
La collection comporte notamment des estampes d'Hiroshige, Hokusai, Utamaro, des rouleaux peints, des paravents, des sculptures, des sabres, des tsuba, des céramiques, des laques, une armure de samouraï, des inrō et des kimonos.

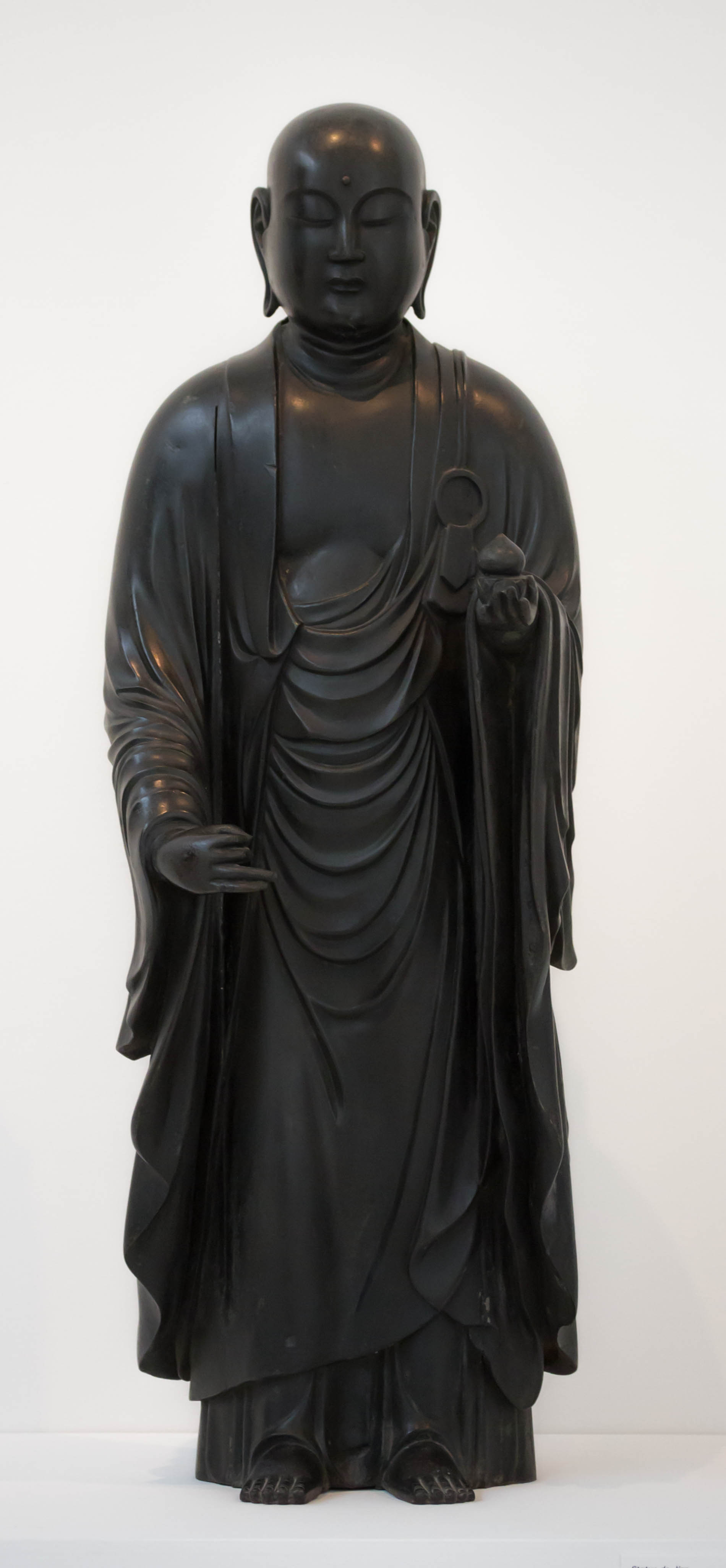
Statue de Jizo, XVIIIe siècle, Japon.
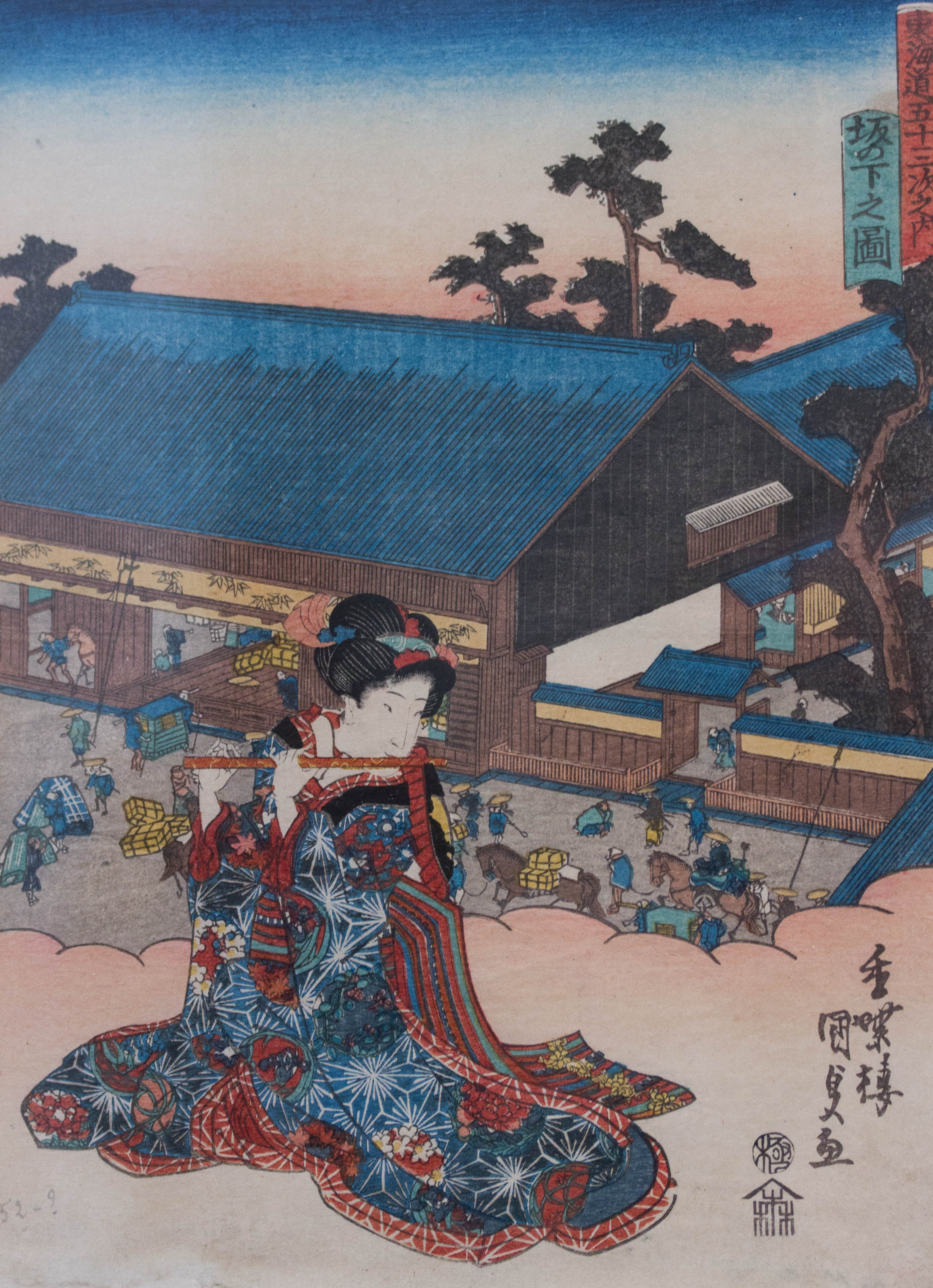
Gravure sur bois des Cinquante-trois Stations du Tōkaidō : Sakanoshita. Utagawa Kunisada, 1830-1843.
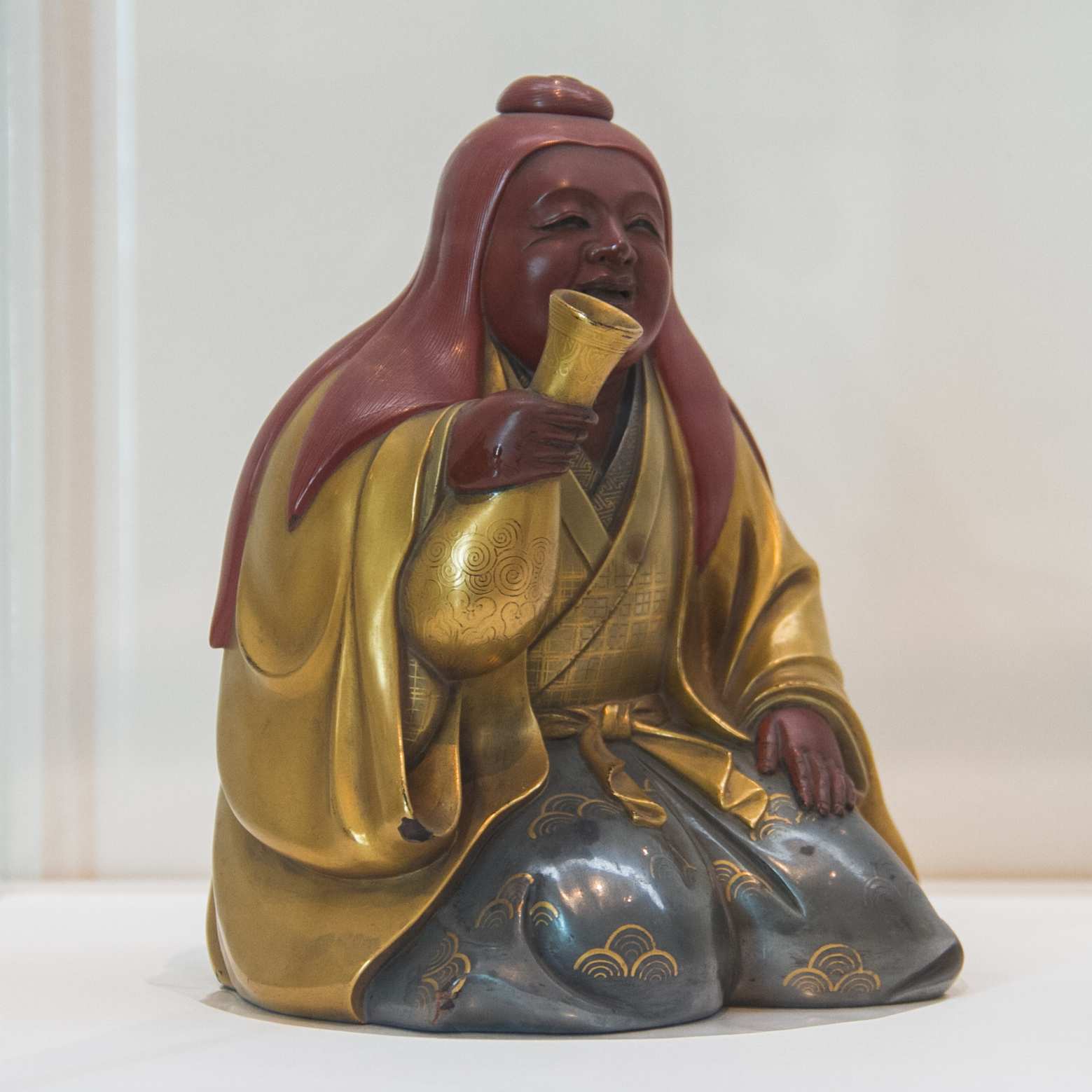
Bouteille de saké en laque polychrome, 1868.

### Galerie Jean Prouvé
La directrice du musée, Claire Stoullig, choisit d'installer une galerie consacrée à Jean Prouvé dès la première salle du musée comme une manière d'accompagner le visiteur vers l'art contemporain. La galerie, ouverte en 2012 avec un aménagement scénographique conçu par l'architecte Luca Lotti, expose les recherches plastiques de Prouvé comme des œuvres, aux côtés de créations de Frank Stella, François Morellet, Carmen Perrin, André Cadere et Pierre Buraglio. La galerie est conçue comme le point de départ d'un « parcours Jean Prouvé » dans la ville, où chaque étape souligne un aspect de son activité créatrice.
Le fonds de la galerie se constitue continûment depuis 2009, notamment grâce aux dons de la galerie Patrick Seguin, de la Société générale, de l'École nationale des beaux-arts de Nancy, de l'École nationale d'architecture de Nancy, du lycée Fabert de Metz, du CROUS de Nancy et de l'association des amis du musée de l'École de Nancy, mais aussi grâce à des acquisitions.
De nombreux mobiliers universitaires (chaises, escabeau roulant, bureaux), provenant notamment de la cité universitaire de Monbois, sont exposés avec des éléments d'architecture (Panneau à hublots, Brise-Soleil de l'École industrialisée du Cameroun), des maquettes ainsi que des œuvres d'artistes dans l'entourage de Prouvé (Fernand Léger, Étienne Cournault, Lucien Hervé) ou contemporains (Frank Stella, François Morellet). Les créations de Prouvé et des autres artistes sont exposées ensemble, suivant cinq grands thèmes : « mécanique », « série et standard », « structure et résistance », « matière et contexture » et « légèreté ».

## Gestion et politique culturelle

### Fréquentation
Le graphique ci-dessous montre l'évolution de la fréquentation du musée entre 2002 et 2021.
La baisse observée en 2011 s'explique par la fermeture du musée aux mois d'octobre, novembre et décembre pour travaux.

### Acquisitions
Les premières collections du musée datent de la Révolution française, lors des saisies des biens du clergé et des émigrés. En 1801, le musée reçoit à la fois des tableaux exposés au château de Lunéville lors de la signature du traité de Lunéville ainsi qu'une partie des collections nationales françaises sous ordre de Napoléon Bonaparte.
Parmi les donations, Lucie de Jankowitz offre au musée 45 sculptures et peintures ; l'épouse de Victor Poirel, une collection de 116 tableaux ; Méry Laurent offre L'Automne d'Édouard Manet en 1905 ; l'épouse d'Henri Galilée, 117 peintures et sculptures ; la Fondation Jacques et Yulla Lipchitz, une vingtaine de plâtres ; enfin, en 1999, Jacques Thuillier et Guy Thuillier offrent anonymement (jusqu'au décès du premier donateur) plus de 13 000 œuvres dont plus de 12 000 estampes.

### Expositions temporaires
Une vaste partie du bâtiment moderne est réservée aux expositions temporaires et a accueilli les œuvres d'artistes aussi variés et reconnus que William Turner, Claude le Lorrain et Barbara Hepworth.
- 17 mai - 19 août 2002 : « Gina Pane : les dessins »
- 18 septembre - 18 novembre 2002 : « Corps et traces dans la création tchèque, 1962-2002 »
- 27 novembre 2003 - 1er mars 2004 : « Les créations pour le ballet théâtre contemporain, 1968-1988 »
- 17 décembre 2004 - 17 mars 2005 : « Jacques Lipchitz, collections du Centre Pompidou »
- 7 mai - 22 août 2005 : « De l'Esprit des villes : Nancy et l'Europe au siècle des Lumières, 1720-1770 »[25], dans le cadre de « Nancy 2005, le temps des Lumières ».
- 17 mai - 21 septembre 2008 : « Victor Prouvé : le peintre de la joie de vivre »[26]
- 27 juin - 21 septembre 2008 : « Amazones et cavaliers : hommage à Claude Deruet, peintre nancéien du XVIIe siècle »[26]
- 30 octobre 2008 - 29 janvier 2009 : « Quoi de neuf, Federico Fellini »[26]
- 30 octobre 2008 - 28 janvier 2009 : « Jean-Michel Alberola, huile sur toile »[26]
- 6 mai - 8 juin 2009 : « Dessins de Jean-Léon Gérôme »
- 2 mai - 17 août 2009 : « Francis Gruber l'œil à vif »
- 24 octobre 2009 - 25 janvier 2010 : « Beautés monstres : Curiosités, prodiges et phénomènes »[27]
- 23 juin - 29 août 2011 : « Un goût d’Extrême-Orient : la collection Charles Cartier-Bresson »[M 4]
- 30 juin - 28 octobre 2012 : « Jean Prouvé : La Maison tropicale. Le trait Prouvé »[M 5], dans le cadre de « Jean Prouvé 2012 »
- 15 novembre 2012 - 11 février 2013 : « Hommage à Jacques Thuillier : Évocation des décors d'églises de Paris »[28]
- 15 novembre - 11 février 2013 : « Alain Huck : Tragedy or Position »[M 6]
- 4 mai - 4 août 2013 : « L'Automne de la Renaissance : d'Arcimboldo à Caravage »
- 25 octobre 2013 - 27 janvier 2014 : « Chefs-d’œuvre de la tapisserie des XVIIe & XVIIIe siècles / La collection du Petit Palais, Paris »[29]
- 18 avril 2014 - 23 juin 2014 : « Les migrations de Carole Benzaken »[30]
- 17 juillet 2014 - 27 septembre 2014 « Jean Cortot, peintre »[31]
- 17 juillet 2014 - 27 septembre 2014 « Erik Desmazières, graveur »[31]
- 7 novembre 2014 - 23 février 2015 « Les Rouart,: de l’impressionnisme au réalisme magique »[32]
- 29 juin 2015 - 31 août 2015 « Les Autoportraits du musée d'Orsay »[33]
- 9 octobre 2015 - 25 janvier 2016 «L’École de Nancy face aux questions politiques et sociales de son temps »[34]
- 23 février 2016 - 20 juin 2016 « Étienne Cournault, la part du rêve »[35]
- 4 novembre 2016 - 27 février 2017 « Émile Friant, le dernier naturaliste ? »[36]
- 7 octobre 2017 - 4 février 2018 « Lorrains sans frontières / Les couleurs de l’Orient »[37]
- 23 février - 24 juin 2019 « 20 ans ! Dans les coulisses du musée des Beaux-Arts de Nancy »
- 12 octobre 2019 - 12 janvier 2020 « Arlene Gottfried : La rue nous appartient – New York, 1970-1980 »
- 18 septembre 2021 - 9 janvier 2022 « Les Adam. La sculpture en héritage »[38]
- 19 novembre 2022 - 19 mars 2023 « Architectures impossibles »[39]